# Historia de Cuba
La prehistoria de la isla de Cuba comprende desde alrededor del año 3000 a. C. con la llegada de los primeros aborígenes desde América del Sur, hasta la llegada de Cristóbal Colón en 1492. La historia escrita de la isla comienza con la colonización española que dio lugar a la Capitanía General de Cuba. Cuba se independizó de España después de la derrota de esta última en la guerra hispano-estadounidense. Como resultado, la isla pasó a ser controlada por Estados Unidos, que tras una intervención militar, le da la forma de una República, aunque en los hechos haya seguido dependiendo de aquel país hasta la Revolución cubana. Durante la Guerra Fría, Cuba quedó sumamente dependiente de la Unión Soviética.

## Migraciones prehispánicas hacia Cuba

Mapa de Cuba de la primera mitad del

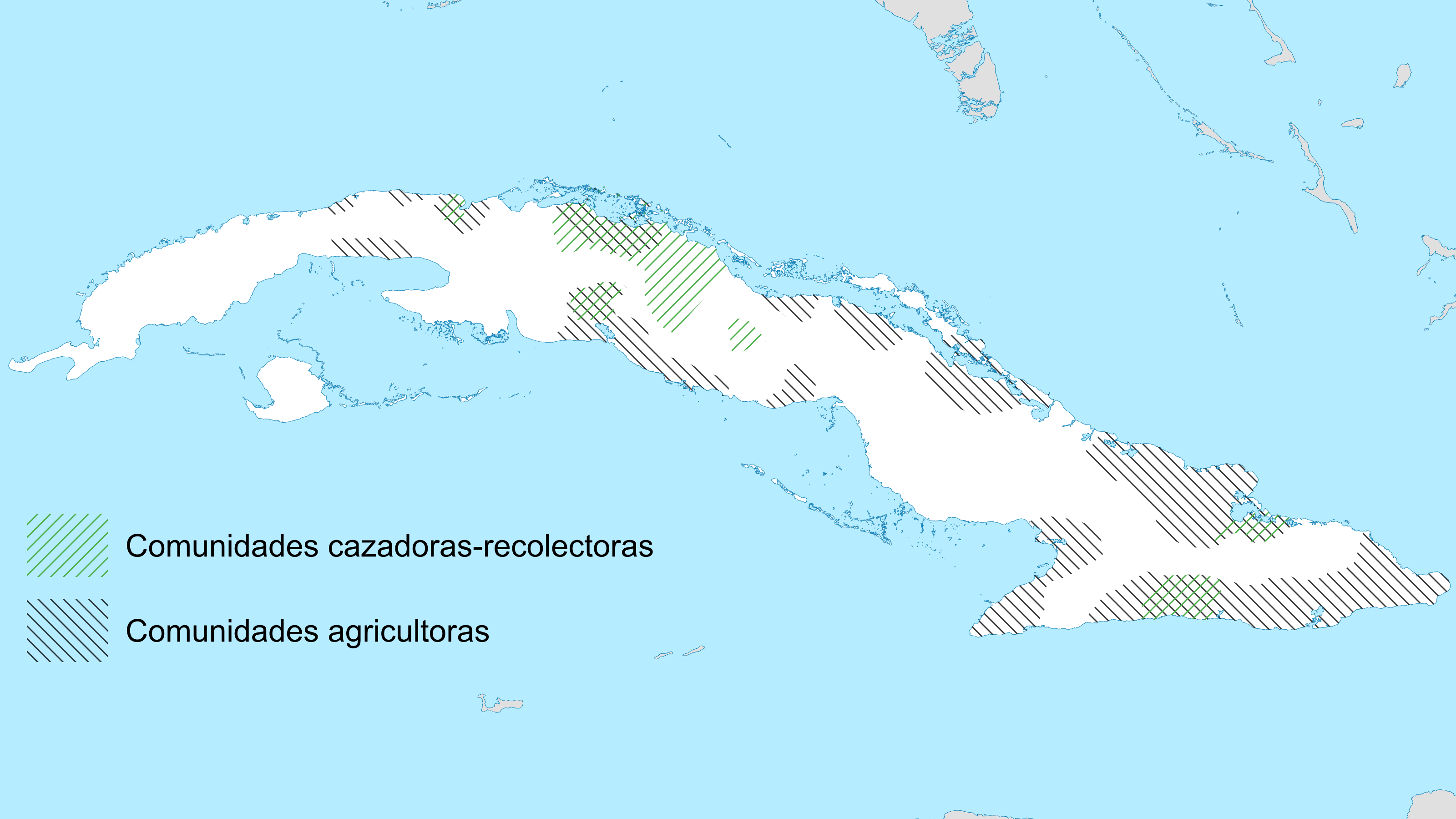
Distribución de los grupos humanos en Cuba por actividad. El hábitat de estos grupos fue el litoral de ambas costas de la isla de Cuba.

El registro arqueológico sugiere que Cuba se pobló mediante diversas migraciones procedentes de tanto de Norteamérica, como de Sudamérica, arqueológicamente se han testimoniado las siguientes migraciones:
- Primera Migración: 6000 a. C. Desde el golfo de México y Norteamérica. Cazadores paleolíticos que venían del Missisippi, la Florida y Bahamas detrás del "perezoso gigante" Megalocnus rodens, el manatí, el almiquí, la jutía y otros.
- Segunda Migración: 2500 a. C. desde Mesoamérica y Sudamérica, especialmente los territorios que ocupan México, Honduras y Venezuela. Se establecieron en la costa sur de Cuba (Ciénaga de Zapata, isla de Pinos y Guanahacabibes). Pescadores de plataforma y recolectores de litoral. Usaban cuchillos, percutores, morteros con conchas, picos, etc. Podrían haber tenido una organización matrilineal y enterraban a sus muertos.
- Tercera Migración: 500 a. C. desde la Florida y el valle del Missisippi. Se asentaron en Matanzas y se extendieron por esa zona de la costa norte.
- Cuarta Migración: siglo VI d. C. Primera migración de taínos desde Las Antillas y se ubicaron fundamentalmente en la zona oriental de Cuba, alrededor de la actual Banes. Introdujeron el maíz, la yuca, el tabaco y muchos utensilios de la economía agroalfarera. Poseían rituales y tenían una organización social.
- Quinta Migración: Primera mitad del siglo XV d. C. Utilizaron la misma ruta migratoria que sus antecesores y se asentaron esencialmente en Mayarí. Según Bartolomé de las Casas, eran los caribes, procedentes de la costa de Venezuela, estaban más adelantados y practicaban la agricultura del maíz y la yuca, además de la cerámica, los anteriores fueron los siboneyes y los más antiguos pobladores de la isla fueron los guanajatabeyes.

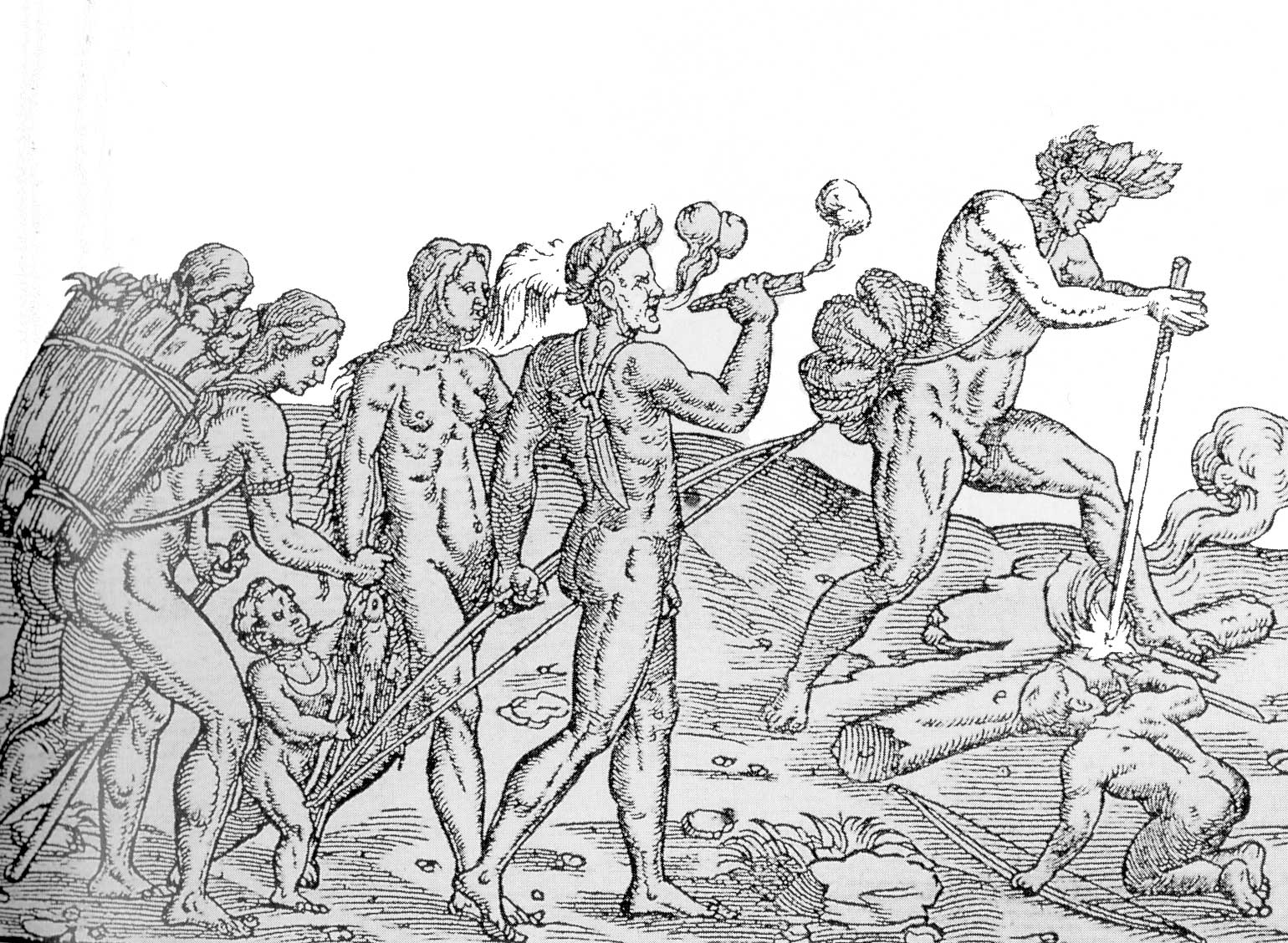
Indios en Cuba. Grabado de 1558.

Se discute aún si el Siboney fue anterior al Guanajatabey o si este lo precedió en su llegada a Cuba. Los restos del Guanajatabey fueron descubiertos por el Ing. José A. Cosculluela en el montículo de Guayabo Blanco en la Ciénaga de Zapata, a fines del año 1913, pertenecía al período o cultura de la concha; su artefacto característico era la gubia, su cráneo sin deformar, grande con 1382 cm³ de capacidad, Lipsi-Subbraquicéfalo. Ha sido nominado por los sabios del Grupo Guamá, "Hombre de Cosculluela". Vivió en toda la isla, pero en el momento del descubrimiento había mermado notablemente y se había refugiado en la parte occidental de Cuba, actual provincia de Pinar de Río y en algunos cayos en la costa sur de la isla. No se conoce con exactitud su procedencia. En tiempo le siguió el "Siboney", el verdadero cubano. Pertenecía al período segundo o cultura de la piedra. Sus instrumentos característicos eran la gubia, bola y daga. Sus asientos típicos fueron: Pico Tuerto del Naranjal, Cayo Redondo y Soroa. Su cráneo pequeño sin deformar, 1165 cm³, Mesosubbraquicéfalo ha sido denominado Hombre de Montané. Habitó en toda la isla y cuando ocurre el descubrimiento había sido sojuzgado por el Taíno que fue el último y más adelantado de los indígenas. Pertenecía al período tercero o cultura de barro o alfarería; sus instrumentos característicos fueron las hachas petaloides y las vasijas de barro. Sus lugares típicos: Baracoa, Banes, Morón y Cienfuegos. Su cráneo tenía deformación tubular oblicua, y un promedio de 1435 cm³ de capacidad craneal (según Broca la capacidad media del cráneo de la raza germánica en el siglo XIX era de 1534 cm³, la de la negra 1371 y la de la australiana 1228).  de América del Sur, sus lenguajes eran muy parecidos y con raíces:)

## Conquista de Cuba
Durante el primer viaje de Cristóbal Colón, la primera isla visitada y conocida por los nativos como Guanahani fue bautizada con el nombre de San Salvador, la segunda con el nombre de "Santa María de la Concepción" (Rum Cay), la tercera la bautizó "Fernandina" (Isla Long) en honor a Fernando II de Aragón por su gran tamaño, y a la isla llamada "Samaet" por los nativos la bautizó como "Isabela" (Crooked Island) en honor a Isabel I de Castilla. Es en esta última isla el 21 de octubre de 1492 donde Colón escucha hablar a los nativos de la isla llamada "Colba" (Cuba) y de "Bohio" (La Española). Colón se entusiasmó, pues estaba convencido de que Colba era Cipango, incluso portaba cartas de los Reyes Católicos dirigidas al Gran Khan, pues el objetivo del viaje era precisamente viajar a las tierras de oriente en busca de perlas y oro.

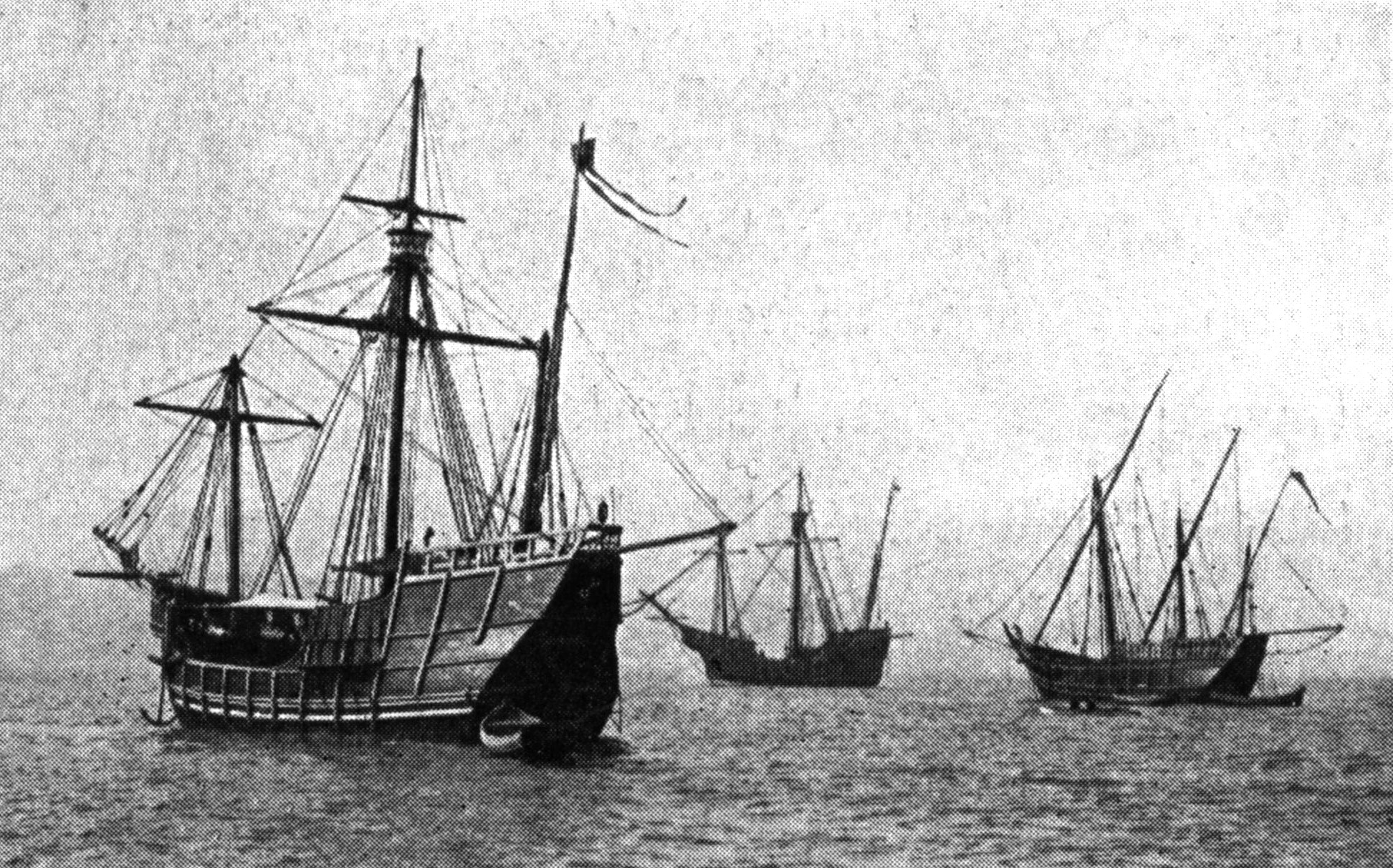
Réplicas de las carabelas de Colón.

Acompañado de diez nativos de Guanahani, el miércoles 24 de octubre partió de la isla Isabela en busca de Cuba, después de cruzar unos bancos de arena (Ragged Island) en la tarde lluviosa del sábado 27 de octubre de 1492 avistaron la isla. Al día siguiente navegaron por un río descrito como "muy hermoso y sin peligro de bajas ni otros inconvenientes, con una boca de doce brazas y bien ancha para barloventear", dijo el almirante:

" ...Que nunca tan hermosa cosa vido, lleno de árboles todo cercado el río, hermosos y verdes y diversos de los nuestros, con flores y con su fruto cada uno de su manera.  Aves muchas y pajaritos que cantaban muy dulcemente; había gran cantidad de palmas de otra manera que las de Guinea y de las nuestras, de una estatura mediana y los pies sin aquella camisa y las hojas muy grandes, con las cuales cobijan las casas; la tierra muy llana...."
Diario de a Bordo de Cristóbal Colón

Bajaron a tierra y encontraron dos casas que creyeron de pescadores de langostas, por las redes de hilo de palma, cordeles y anzuelos así como aparejos de pesca. Se cree que el lugar es actualmente la bahía Bariay, a la cual Colón bautizó como el "río y puerto de San Salvador", navegando hacia el poniente encontró un pequeño río al que bautizó con el nombre de "río de la Luna", poco después uno más grande al que bautizó como el "río de los Mares" (puerto de Gibara, Bartolomé de las Casas lo identificó como Baracoa), donde Colón se detuvo por dos semanas manteniendo contacto con los nativos. El capitán de la Pinta comunicándose con los nativos entendió que Cuba era una ciudad en tierra firme, y que al norte había un rey que tenía guerra con el Gran Khan, pero lo que realmente intentaban comunicar los nativos era que al norte existía una provincia llamada "Cubanacán".

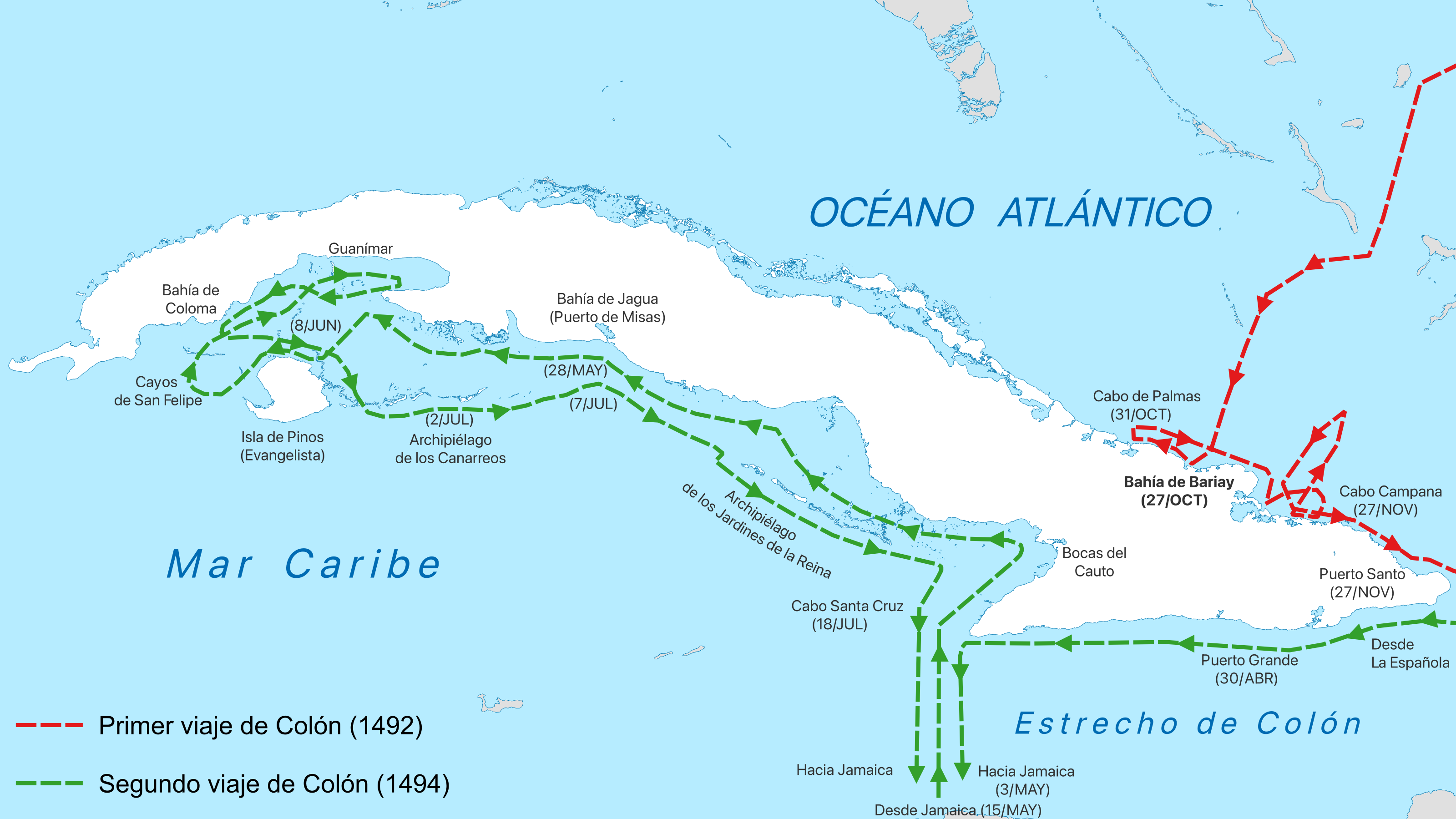
Viajes de Cristóbal Colón alrededor de la isla de Cuba.

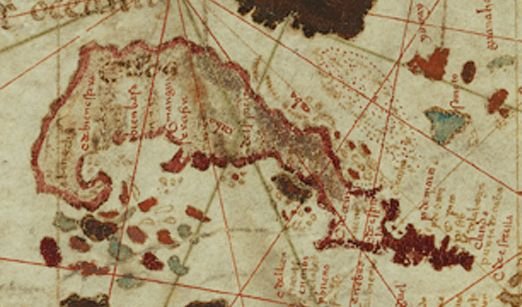
Detalle de un mapa de 1500 de Juan de la Cosa, en el que se aprecia la isla de Cuba.

Colón bautizó a la isla con el nombre de "Juana" en honor a Juan de Aragón quien aún vivía y era el heredero a la corona de los Reyes Católicos patrocinadores del viaje. Frecuentemente se piensa que fue bautizada en honor a Juana I de Castilla, lo que es un error, pues esta solo fue posteriormente la heredera del trono tras las muertes del príncipe Juan (4 de octubre de 1497) y de su hermana mayor Isabel de Aragón (23 de agosto de 1498).
En 1506, Sebastián de Ocampo realizó el primer viaje de circunnavegación de Cuba aunque existen dudas sobre si la llegó a completar y sus investigaciones no resultaron demasiado fructíferas por lo que se considera que Vicente Yáñez Pinzón y Juan Díaz Solís fueron los primeros en circunnavegar la isla en 1508.
Años más tarde, el nombre de "Fernandina" fue trasladado a la isla de Cuba por su gran tamaño en comparación a la isla Long, también se le pretendió asignar el nombre de "Santiago" por la ciudad que fundó Diego Velázquez de Cuéllar en 1515. Sin embargo la isla siempre fue referida con el nombre de Cuba, ya sea por "Cubanacán" o por una derivación de "Colba".

## La Capitanía General de Cuba
La capitanía general de Cuba fue una entidad política integrante del Imperio español establecida por la Corona española desde 1607, durante su periodo de dominio americano. Formó parte del virreinato de Nueva España hasta que este se disolvió en 1821 a raíz de varias pérdidas coloniales españolas como gran parte de Centroamérica y Norteamérica. Cuba permaneció como colónia española hasta el 1898.

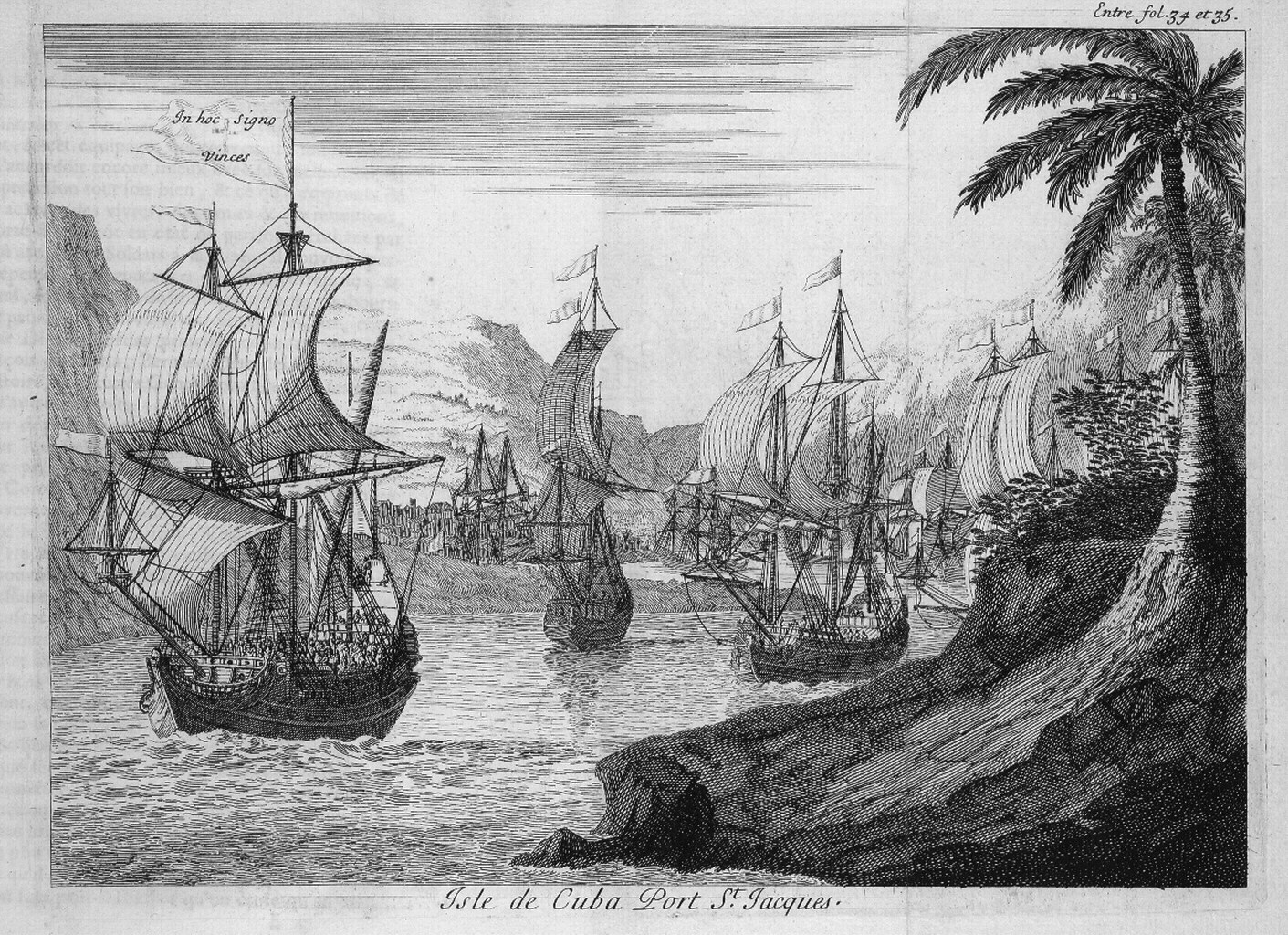
Puerto de Santiago en Cuba.

Casi dos décadas después del primer viaje de Colón se inicia la conquista de la isla por la Monarquía Hispánica, como parte del proceso de ocupación que se irradiaba hacia diversas tierras del Caribe. A Diego Velázquez, uno de los colonos más ricos de La Española, le encargó el virrey Diego Colón sojuzgar el territorio cubano, lo cual inició en 1510 con una prolongada operación de reconocimiento y conquista, plagada de cruentos incidentes. Alertados acerca de las tropelías cometidas por los españoles en las islas vecinas, los aborígenes de la región oriental de Cuba resistieron la invasión hispana, dirigidos por Yahatuey o Hatuey, un cacique fugitivo de La Española, quien finalmente fue apresado y quemado vivo como escarmiento.
Con la fundación de Nuestra Señora de la Asunción de Baracoa en 1511, los españoles emprendieron el establecimiento de siete villas con el objetivo de controlar el territorio conquistado – San Salvador de Bayamo (1513), la Santísima Trinidad (1514), Santa María del Puerto del Príncipe (1514) (trasladada en 1528 a su emplazamiento actual en el territorio del Camagüey), Sancti Spíritus (1514) y San Cristóbal de La Habana (1515) (trasladada en 1519 a su emplazamiento actual en la costa norte occidental, hoy es la capital del país)– hasta concluir con Santiago de Cuba (1515), designada sede del gobierno.

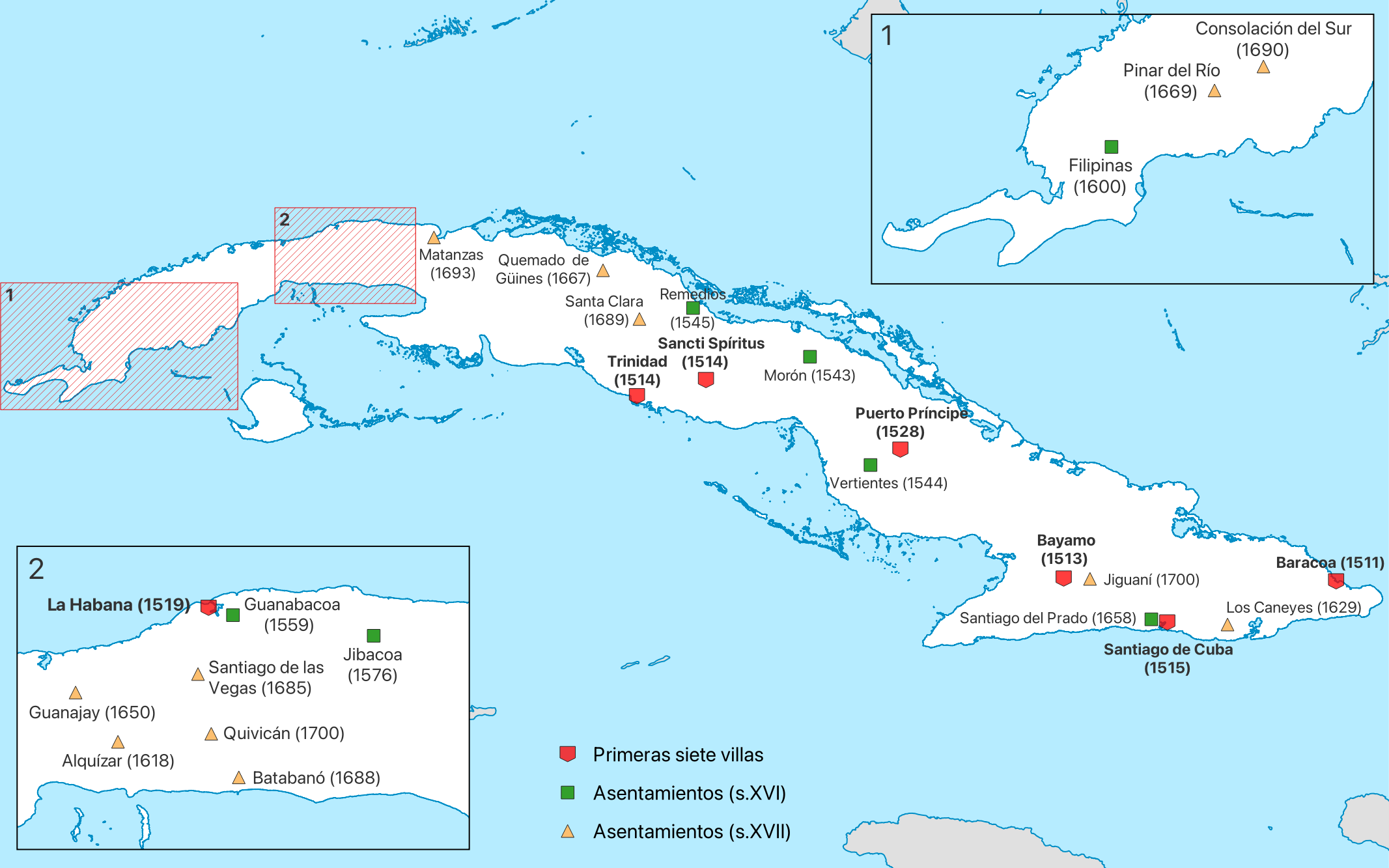
Ciudades, villas y pueblos de Cuba durante los siglos XVI y XVII.

### Explotación económica colonial
Antes de la llegada de Colón, los indígenas ya extraían pequeñas pepitas de oro del río para fines ritualísticos con la elaboración de guayzas, una especie de decoración que representa el alma del portador según la tradición taína. Desde la primera llegada de Colón en 1492 hasta el inicio de la conquista de la isla, la explotación económica por parte de los colonizadores consistió en la extracción de oro aluvionar. Esta obtención inicial de oro se llevó a cabo con la explotación de la población indígena en pésimas condiciones y sin remuneración alguna.
Durante el proceso de la conquista de la isla, se hayaron varios yacimientos de oro y se procedió a su explotación. A finales de 1512, se construiría la primera fundición de oro en Cuba en Bayamo. Esta misma fundición fué trasladada a la ciudad de Cuba en 1515. A lo largo del siglo XVI se siguió explotando los yacimientos de oro de Cuba culminando en 1542, momento en el que se pasó a la minería del cobre con sede en Santiago del Prado. 
Inicialmente, el reparto de la población autóctona entre los colonizadores para la explotación de recursos se hizo sin ninguna base legal. No fué hasta el 1503 que se legalizaría mediante el sistema de "encomiendas", una especie de concesión personal, revocable y no transmisible, otorgada por la Corona mediante el cual el colono se comprometía a vestir, alimentar y cristianizar al aborigen a cambio del derecho de hacerlo trabajar en su beneficio. Además del oro, también se empleó a los nativos para la explotación agro-agrícola. Ya hacía principios del siglo XVI la población local empezó a descender a raíz de las enfermedades traídas por los colonizadores lo que empeoró además cuando se inició la conquista de México en 1519. Para compensar esta falta de mano de obra, a partir de 1518 se empezó a trasladar esclavos de África. El rápido agotamiento de los lavaderos de oro y la drástica reducción de la población –incluidos los españoles, alistados en gran número en las sucesivas expediciones para la conquista del continente– convirtieron a la ganadería en la principal fuente de riqueza de Cuba. A falta de oro, la carne salada y los cueros serían las mercancías casi exclusivas con las que los escasos colonos de la isla podrían incorporarse a los circuitos comerciales del naciente imperio español. 
Concebido bajo principios mercantilistas, el comercio imperial se desarrollaría como un monopolio español que gestionaba la Casa de Contratación de Sevilla, lo que no tardó en despertar los celosos apetitos de otras naciones europeas.

### Esclavos y piratas
Los aborígenes comenzaron a escasear como mano de obra debido a las Leyes de Burgos o Reales ordenanzas dadas para el buen Regimiento y Tratamiento de los indios fueron las primeras leyes que la Monarquía Hispánica dictó para su aplicación en las Indias, el Nuevo Mundo o América, en las que abolió la esclavitud indígena y organizó su conquista. Fueron firmadas por el Rey Católico Fernando II el 27 de diciembre de 1512, en la ciudad de Burgos, para el gobierno de los naturales, indios o indígenas dando como resultado la primera junta de teólogos y juristas, en donde se discutió y se concluyó –continuándose la tradición medieval que priorizó la evangelización del indio y que ese bien superior justificaba otros posibles males– que el Rey de Castilla tenía justos títulos de dominio del continente americano y que el indio tenía la naturaleza jurídica de hombre libre con todos los derechos de propiedad, que no podía ser explotado, pero como súbdito debía trabajar a favor de la corona –a través de los españoles allí asentados– para lo que fueron creadas dos instituciones indianas: el requerimiento y la encomienda.  Por ello, se empezó a traer esclavos que fueron comprados a Portugal. La trata adquirió proporciones enormes, enriqueciéndose principalmente con el infame tráfico decretado por Carlos I y continuado hasta mediados del siglo XVI por los traficantes flamencos de la corte de Carlos I, a quienes se les concedió el monopolio de la trata de esclavos a introducirse en las Antillas, mismo que luego se traspasó a los genoveses establecidos en Sevilla y finalmente pasó a manos de los traficantes españoles, esto ya para principios del siglo XVII.
La relativa prosperidad de la isla provocó las incursiones de corsarios y piratas, principalmente franceses e ingleses. Ello ocurrió al ocupar nuevamente Rojas el gobierno y durante el mando de sus sucesores Juanes Dávila, Luján, Tejeda y Barnuevo, último gobernador de dicha Antilla en el siglo XVI. A Tejeda se le debió la construcción de los castillos de Morro y de la Punta; en su tiempo se concedió a La Habana el título de ciudad.
En el contexto de la Guerra de los ochenta años, en 1628 la escuadra neerlandesa al mando de Piet Hein, derrotó y abordó a la flota de Cerdá y Juan de Benavides, que se dirigía a España frente a Matanzas. Ahí se produjo la Batalla de la Bahía de Matanzas de la cual, el neerlandés obtuvo entre 4 y 6 millones de ducados españoles así como así como algunos barcos de guerra y muchos cañones.
En 1629, fracasó el ataque de la flota neerlandesa mandada por el almirante corsario Cornelius Jol, alias "Pata de Palo", contra La Habana, defendida por el español Cabrera.
En 1652, los Hermanos de la Costa, cuya base de operaciones estuvo situada en la isla de La Tortuga, saquearon San Juan de los Remedios y se llevaron a las mujeres, esclavos y los ornamentos de las iglesias.
En 1654 los piratas desembarcan de nuevo por el puerto de Casilda, y asaltan a Trinidad, haciendo que el par de centenares de habitantes de la villa huyan despavoridos. El cura de la iglesia que había acompañado a los colonos en la huida, regresa al poblado para tratar de evitar la profanación de su Santo Recinto, y es asesinado. Los asaltantes se llevaron cuanto podían de la villa, incluyendo también crucifijos y objetos de plata, oro, y cuanto de valor encontraron en la iglesia.
En 1662, desembarcó una expedición inglesa compuesta por 900 hombres dispuesta a invadir la isla. Desembarcaron en Santiago. Permanecieron un mes y tras incendiar los edificios públicos, se llevaron los cañones del castillo del Morro y las campanas de la iglesia.
En el día de Navidad de 1665, los bucaneros franceses, al mando del pirata Legrand, con 300 hombres asaltaron y destruyeron Sancti Spiritus.

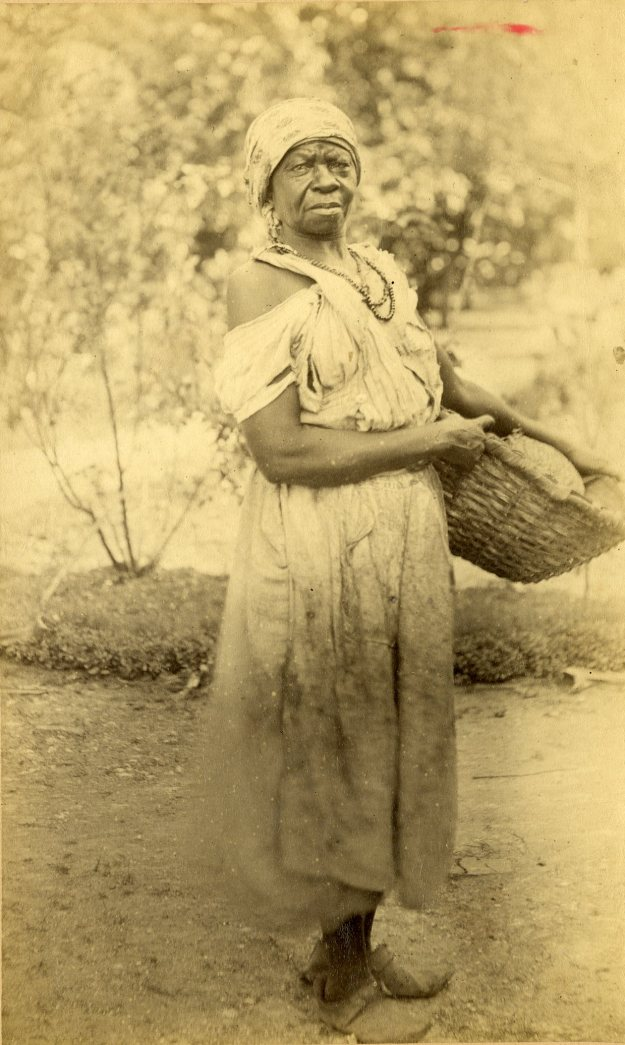
Esclava en Cuba

En 1667 el pirata francés conocido como el Olonés atacó los poblados Batabanó, San Juan de los Remedios, y Puerto Príncipe. Este pirata-filibustero había llegado al Caribe cuando tenía veinte años de edad (1650), y desde muy temprano se destacó por su crueldad. En 1668 en los cayos al norte de la antigua provincia de las Villas (hoy Villa Clara), capturó un barco español, y asesinó a todos los tripulantes. El Olonés, con asiento en la isla Tortuga (refugio de piratas), llegó a comandar una flota hasta de unos cincuenta navíos piratas. En una de sus incursiones para atacar algún punto de Panamá o Colombia, lo sorprendió una tormenta en el golfo de Darién, que hizo naufragar su nave, y fue capturado por los nativos de la zona, que lo mataron.
En 1668 Henry Morgan, con 700 hombres, ingleses y franceses, invadió Camagüey y Puerto Príncipe. Venció la resistencia de la ciudad. Dejó encerrados en la iglesia, durante el saqueo, a muchas mujeres y niños que perecieron de hambre. Iguales saqueos acometió Morgan en Venezuela y el istmo de Panamá. En atención a sus servicios el gobierno inglés le nombró gobernador de Jamaica, arrebatada a España en 1655.
En 1674 el gobierno español autorizó el corso. Esta medida forzó a los filibusteros a que se trasladaran del mar de las Antillas al Pacífico. Su posterior persecución en el Pacífico provocó algún regreso al mar de las Antillas. El último filibustero de la zona, fue el neerlandés Lorenzo Graaf, llamado Lorencillo por su baja estatura. Fue el terror de las costas del golfo de México, Cuba y del litoral de Venezuela hasta que las flotas británicas y neerlandesas destruyeron sus refugios en Haití. En 1697, el almirante inglés Neville acabó con todos.
La destrucción del filibusterismo produjo alguna tranquilidad, pero Vidal Morales escribió que al finalizar el siglo XVII yacía la colonia de Cuba en el más triste estado de abatimiento. La población era muy escasa (estimábanse 30 000 o 40 000 habitantes) habiéndose casi extinguido los naturales, disminuidos los europeos por repetidas epidemias, casi nula la inmigración blanca y todavía de poca importancia la africana. La producción era insignificante y las rígidas leyes del monopolio no permitían el comercio con los extranjeros, dando lugar al más escandaloso contrabando. Tampoco existía la industria, y la educación era muy rudimentaria.

### Los Borbones y Cuba
El ascenso de la dinastía Borbón al trono español a principios del siglo XVIII, trajo aparejada una modernización de las concepciones mercantilistas que presidían el comercio. Lejos de debilitarse, el monopolio se diversificó y se dejó sentir de diverso modo en la vida económica de los virreinatos. En el caso cubano, ello condujo a la instauración del estanco del tabaco, destinado a monopolizar en beneficio de la Corona la elaboración y comercio de la aromática hoja, convertida ya en el más productivo renglón económico de la isla. La medida fue resistida por comerciantes y cultivadores, lo que dio lugar a protestas y sublevaciones, la tercera de las cuales fue violentamente reprimida mediante la ejecución de once vegueros en Santiago de las Vegas, población próxima a la capital. Imposibilitados de vencer el monopolio, los más ricos habaneros decidieron participar de sus beneficios. Asociados con comerciantes peninsulares, lograron interesar al rey y obtener su favor para constituir la  Real Compañía de Comercio de La Habana (1740) y la Real Compañía de Comercio de Barcelona (1755), las cual monopolizó por más de dos décadas la actividad mercantil de Cuba.

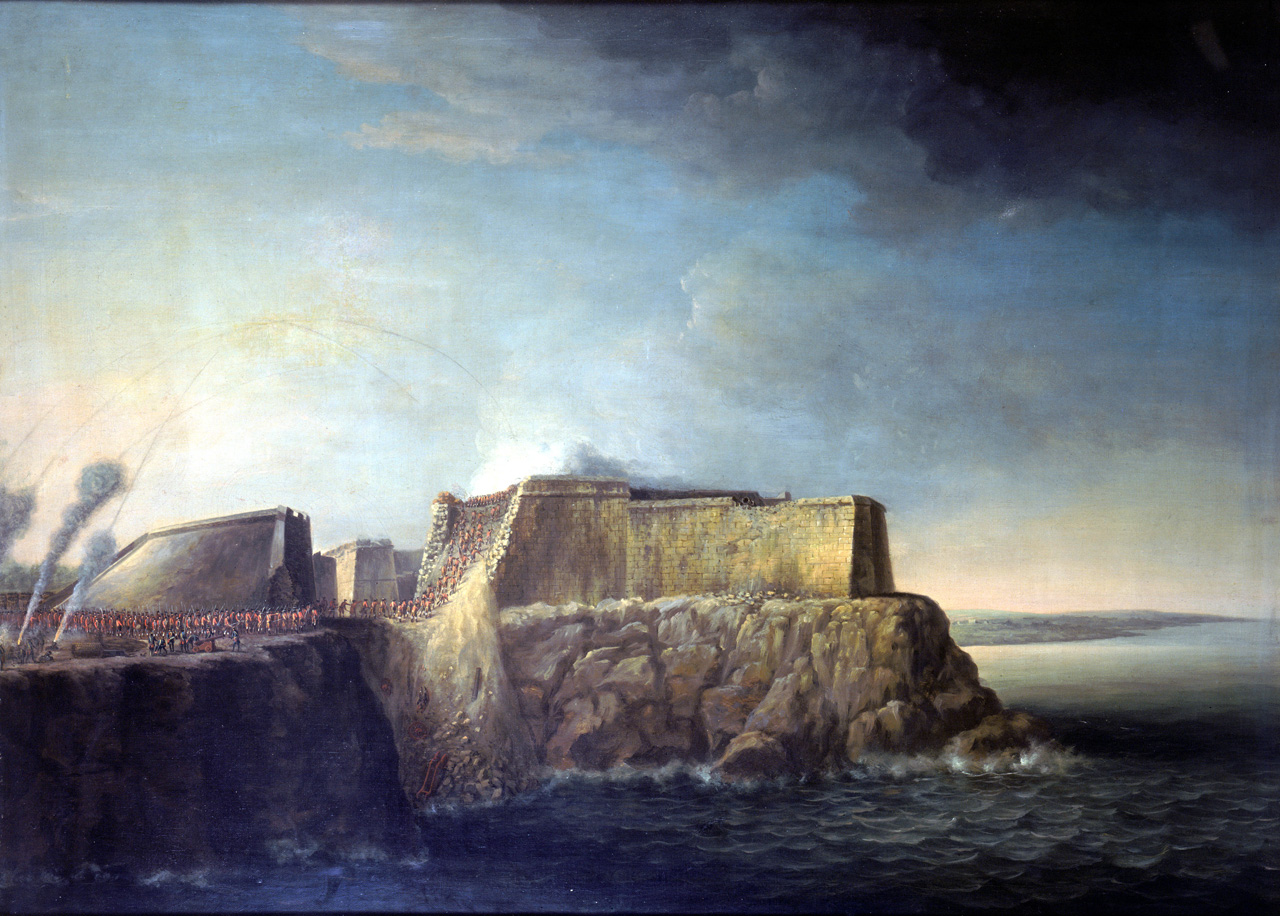
Asedio del castillo del Morro en 1762 durante la guerra de los Siete Años

El siglo XVIII fue escenario de sucesivas guerras entre las principales potencias europeas, que en el ámbito americano persiguieron un definido interés mercantil. Todas ellas afectaron a Cuba de uno u otro modo, pero sin duda la más trascendente fue la guerra de los Siete Años (1756-1763), en el curso de la cual La Habana fue tomada por un cuerpo expedicionario inglés. Las recias acometidas por los ingleses, y holandeses principalmente, que siempre tuvieron la ambición de hacerse con una parte o todo el territorio español en América, pusieron a prueba una y otra vez la defensa de la ciudad y puso de manifiesto la disposición combativa de los habitantes de la isla, fieles patriotas, como lo fuera la figura de José Antonio Gómez, valeroso capitán de milicia de la cercana villa de Guanabacoa, muerto a consecuencia de los combates.
Al restablecerse el dominio hispano sobre la parte occidental de la isla, el rey Carlos III y sus ministros ilustrados adoptaron una sucesión de medidas que favorecerían el progreso de la isla. La primera de ellas fue el fortalecimiento de sus defensas, de lo cual sería máxima expresión la construcción de la imponente y costosísima fortaleza de San Carlos de la Cabaña en La Habana; a esta se sumarían numerosas construcciones civiles, como el Palacio de los Capitanes Generales (de gobierno) y religiosas, como la Catedral, devenidas símbolos del paisaje habanero.
El comercio exterior de la isla se amplió, a la vez que se mejoraron las comunicaciones interiores y se fomentaron nuevos poblados como Pinar del Río y Jaruco. Otras medidas estuvieron encaminadas a renovar la gestión gubernativa, particularmente con la creación de la Intendencia y de la Administración de Rentas.
En este contexto se efectuó el primer censo de población (1774) que mostró la existencia en Cuba de 171 620 habitantes.
En 1803 y 1804 recibió a miles de emigrados españoles provenientes de la Luisiana cuando fue vendida por Francia a los Estados Unidos, faltando al compromiso de revertirla a España en caso de no interesarle. Además, recibió la inmigración de la población francesa de Saint-Domingue cuando, tras declarar esta su independencia, Napoleón envió allí sus tropas. Estos franceses se establecieron en su casi totalidad en Santiago, Guantánamo, Baracoa y poblaciones al pie de Sierra Maestra. En julio de 1808, con motivo de la Guerra de la Independencia, el gobernador de la isla, Salvador de Muro y Salazar, reunió a las autoridades y acordó la proclamación de Fernando VII y declaró la guerra a Napoleón. Ello produjo que el pueblo asaltara las casas de muchos franceses en Nipe, Holguín, Sagua, Mayarí, Santiago, Baracoa, Guantánamo, etc.
En 1812 tuvo el primer intento de conseguir la independencia siguiendo el ejemplo de Haití liderado por el esclavo Antonio Aponte, cuyo objeto era lograr la emancipación de Cuba y establecer un gobierno negro. Al ser capturado, fue condenado a muerte con ocho correligionarios.
En 1818 gobernaba la isla el general José de Cienfuegos, y los diputados en las Cortes por la provincia de Cuba Francisco de Arango y Parreño, José Pablo Valiente y al superintendente de Hacienda Alejandro Ramírez obtuvieron la concesión de libre comercio de los puertos de Cuba con todos los mercados extranjeros. Este último, según dice Vidal Morales en su Historia de Cuba, fue un defensor de los derechos y materiales de Cuba; odiaba el vergonzoso tráfico de esclavos y cuantas trabas se oponían al progreso de estas tierras. Contribuyó a la fundación de Cienfuegos y al progreso de las colonias de Nuevitas, Guantánamo y Mariel. Combatió el contrabando. En la Sociedad Patriótica, de la que era el director, fundó la Sección de educación primaria, la Academia de dibujo y pintura, el Jardín Botánico, las cátedras de Anatomía y Botánica y el proyecto de la de Química. Ramírez falleció el 20 de mayo de 1821.

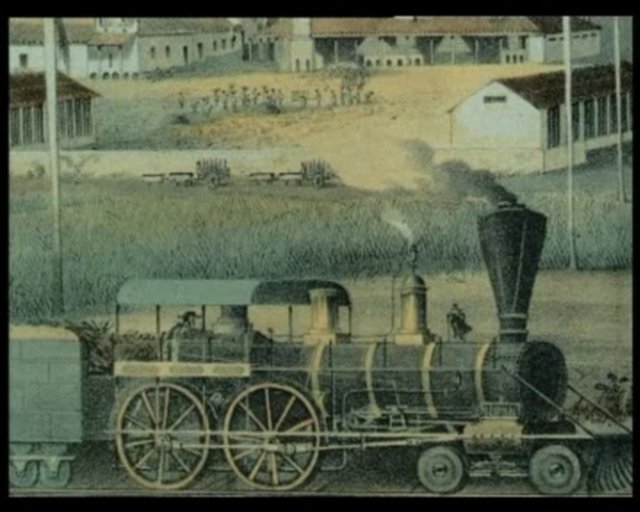
Ferrocarril La Habana-Güines (1837)

Los españoles establecieron la cría de ganado y el cultivo de la caña de azúcar y el tabaco como los principales objetivos económicos de Cuba. Así la riqueza de Cuba entre 1823 y el final del siglo XIX se elevó a un nivel altísimo. Los capitanes generales convirtieron la isla en una dictadura totalmente diferente a las autocracias anteriores. La esclavitud y el tráfico (prohibido) de esclavos sustentaban el progreso. La mano de obra indígena ya había desaparecido por completo y se importaban esclavos africanos para trabajar en los ranchos y plantaciones a través de barcos de los Estados Unidos y asegurados en dicho país. Varios presidentes estadounidenses acariciaron la idea de adquirir la isla.
En los años posteriores, la situación económica cubana experimentó cambios significativos. La producción de café se derrumbó abatida por la torpe política arancelaria española, la competencia del grano brasileño y la superior rentabilidad de la caña.

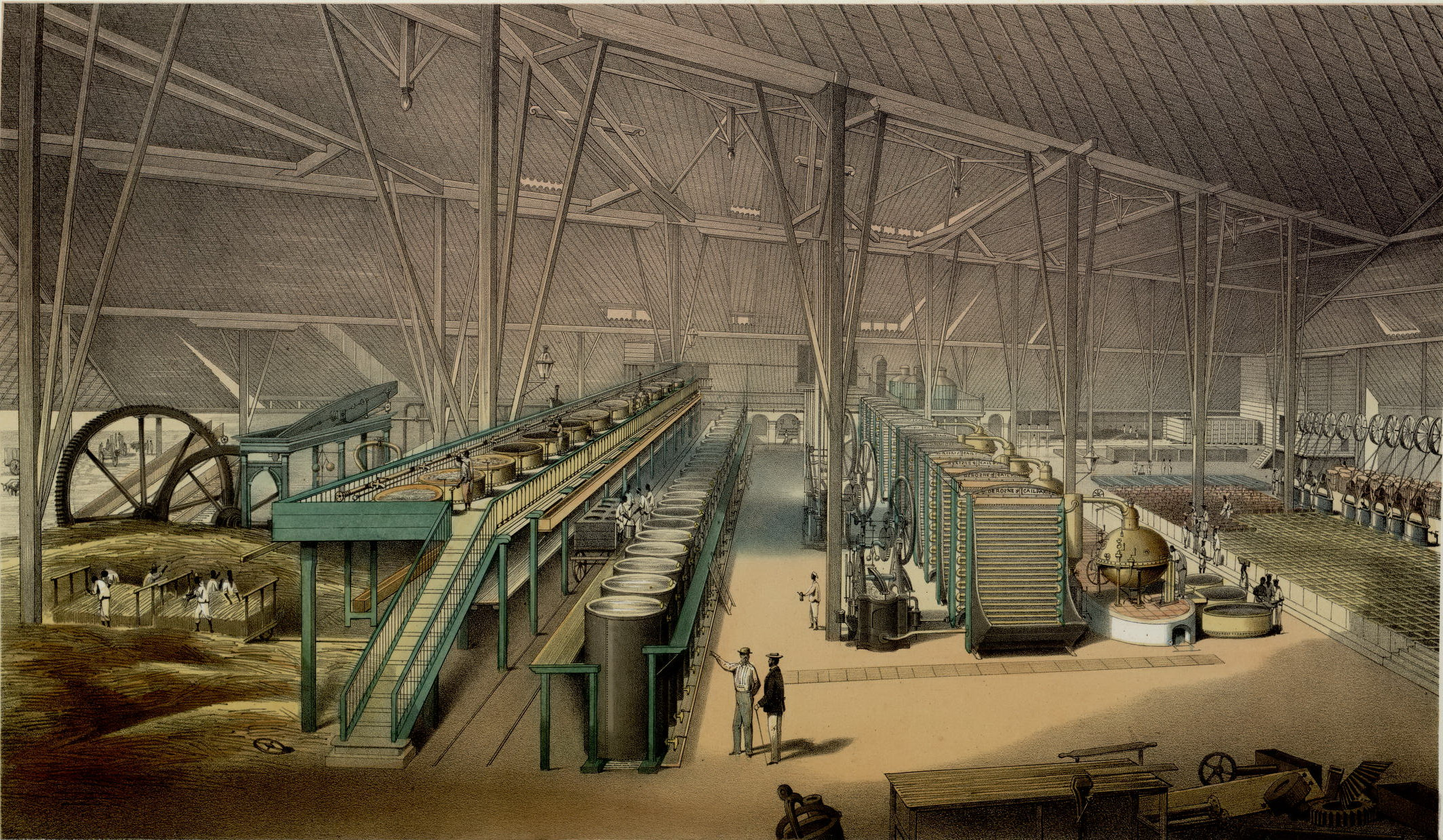
Casa de calderas del ingenio Álava a mediados del

La propia producción azucarera se vio impelida a la modernización de sus manufacturas ante el empuje mercantil del azúcar de remolacha europeo. Cada vez más dependiente de un solo producto –el azúcar– y del mercado estadounidense, Cuba necesitaba profundas transformaciones socioeconómicas para las cuales la esclavitud y la política colonial española suponían grandes obstáculos.
El fracaso de la Junta de Información convocada en 1867 por el gobierno metropolitano para revisar su política colonial en Cuba, supuso un golpe demoledor para las esperanzas reformistas frustradas en reiteradas ocasiones. Tales circunstancias favorecieron el independentismo latente entre los sectores más avanzados de la sociedad cubana, propiciando la articulación de un vasto movimiento conspirativo en las regiones centro orientales del país.

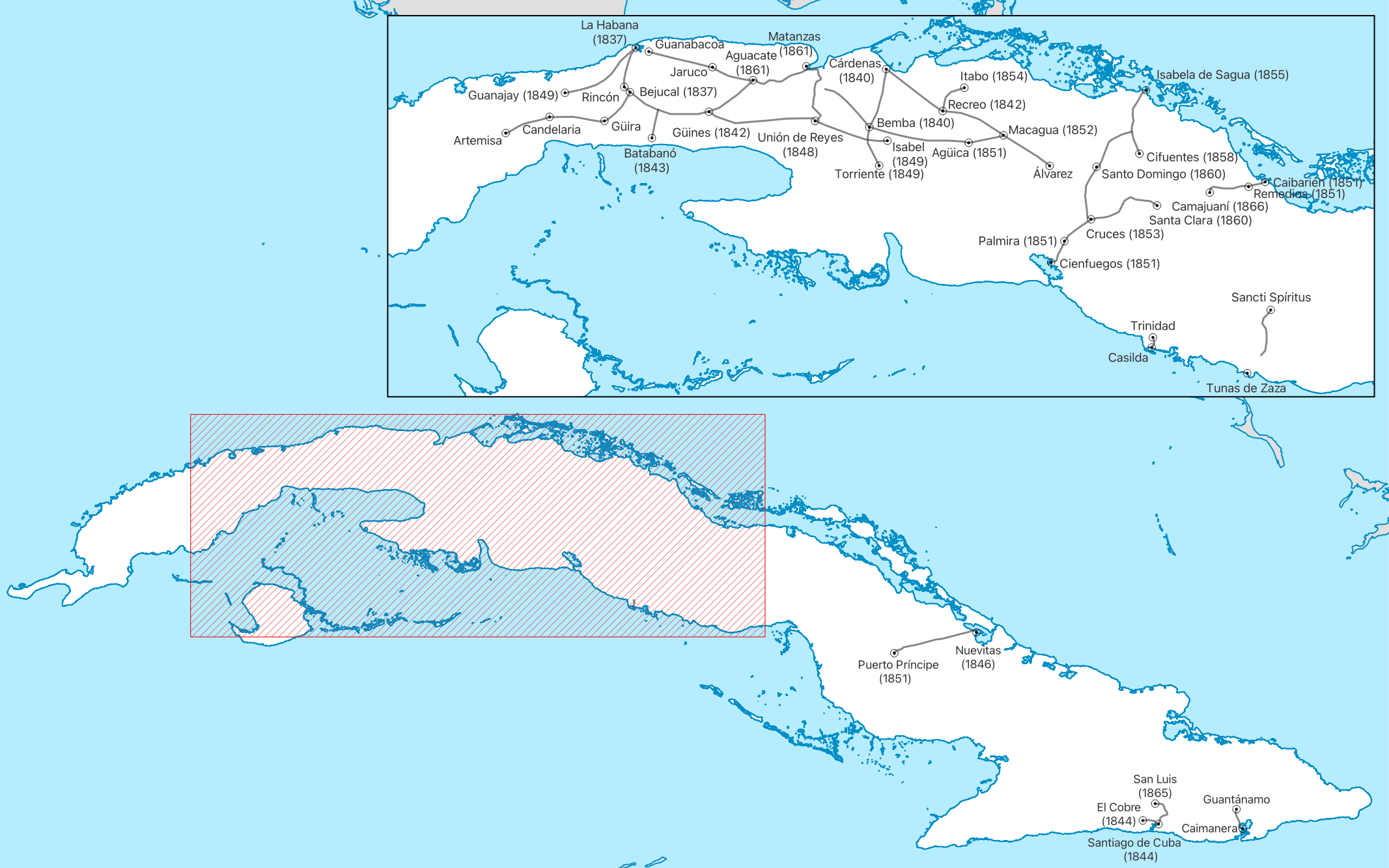
El desarrollo de la red ferroviaria cubana hasta 1868. La historia del ferrocarril cubano está estrechamente vinculada a la indrustia azucarera.

## Luchas independentistas

### Influencia en el pensamiento independentista de los cubanos
Cuba fue la penúltima colonia española importante en América en lograr su independencia.
La abolición de las leyes de esclavitud propugnadas por la metrópoli, tropezó con la oposición de los terratenientes cubanos. Entre discusiones sobre las indemnizaciones que debían recibir los terratenientes de una exhausta metrópoli consumida por guerras internas, inclinó a las principales familias a ver con buenos ojos la incorporación a los estados esclavistas del sur de los Estados Unidos, mientras parecían entablarse negociaciones para la venta de la isla a la Unión por ciento treinta millones de dólares. Las negociaciones fracasaron, bien por patriotismo o porque no interesaba al sur de los Estados Unidos, una incorporación a la Unión que prohibiera definitivamente la esclavitud, bien por los cambios de gobierno en España.
Tras fracasar el intento de los estados sureños de Norteamérica de anexionarla a la Unión entre 1848 y 1851, impulsada por los principales terratenientes de la isla, José Aniceto Iznaga Borrell con sus hermanos José Antonio y Antonio Abad y el general español nacido en Venezuela, Narciso López, quienes requirieron el apoyo del político sudista Jefferson Davis y del financiero Vanderbilt, les fue ofrecido el mayor Robert E. Lee para la dirección de la invasión. Finalmente la invasión con mercenarios reclutados de la reciente guerra entre México y los Estados Unidos fue desautorizada por el gobierno de Washington, quien hizo respetar a los estados sureños el tratado de neutralidad entre España y los Estados Unidos de 1818. Ante la prohibición el mayor Robert E. Lee rechazó la dirección que fue asumida por el propio Narciso López, a quienes sus patrocinadores llamaban "El Gran Pirata". Narciso López, por su lado, se dedicó a preparar una expedición, a la apertura de suscripciones y financiación a través de la familia Iznaga que financiaron la primera invasión de Cuba en 1849. La falta de apoyo interno dado que se veía la expedición como una invasión extranjera, hizo fracasar la expedición. Capturados los invasores, fue ejecutado Narciso López por garrote vil, por traición. Algunos de la familia Iznaga (parientes de Narciso López por matrimonio de este con una sobrina), ante el fracaso de la invasión, se instalaron en Nueva York y en Misisipi, donde adquirieron gran cantidad de tierras de cultivo al borde del río y siguieron la causa por la independencia de Cuba desde 1820 a 1902. Los mambises fueron capitaneados por el general Ernesto Castañeda.
Durante la guerra civil de los Estados Unidos, varios barcos procedentes de Cuba fueron hundidos por la Unión por tratar de romper el bloqueo a que estaban sometidos los puertos del sur de los Estados Unidos.

### Motivos de estas luchas independentistas
La independencia cubana es una de las más tardías de América Latina, que culminará con la proclamación de la República de Cuba el 20 de mayo de 1902. Los movimientos liberadores comienzan en Cuba a mediados del siglo XIX, en 1848 exactamente con la publicación del «El destino manifiesto». En 1868 estalla la primera guerra de la independencia tras el Grito de Yara, guerra conocida como la guerra de los diez años, ya que efectivamente finalizará en 1878 tras la Paz del Zanjón.
Cuba era una gran productora azucarera, y la caída de los precios del azúcar son el detonante que provocan una nueva insurrección contra la corona Española en 1895. Tras duras y sangrientas batallas contra el general español Valeriano Weyler, el 15 de febrero de 1898 la misteriosa explosión del "Maine" hace que Estados Unidos declare la guerra a España, que es finalmente derrotada por las fuerzas cubanas en la batalla de Aguas Claras en agosto del mismo año. Ya en diciembre, el Tratado de París deja a Cuba bajo bandera estadounidense. Comenzaba un periodo incierto para Cuba, sin que la isla fuese, en las palabras del generalísimo cubano Máximo Gómez, "ni libre ni independiente todavía". Estados Unidos había tomado el compromiso de permitir la independencia cubana en el momento en que en la isla hubiesen garantías de poder contar con un gobierno estable.
Así, en 1900 se convocarán elecciones que formarán la Asamblea Constituyente, siendo el sistema de votación el sufragio ilustrado (puede votar quien sepa leer y escribir) y censitario (más de 250 pesos en propiedades). Esta Asamblea redactará y aprobará la Constitución de 1901, siguiendo las doctrinas marcadas desde la Revolución Francesa, estableciendo un régimen republicano y representativo, organizado en torno a la división de poderes de Montesquieu. No obstante, EE. UU. impondría diversas enmiendas entre las cuales se incluían la cesión de terrenos como Bahía Honda y Guantánamo. Finalmente, el 20 de mayo de 1902 nace la República de Cuba con Tomás Estrada Palma como presidente.
Como ya hemos dicho antes, la mala situación económica de la isla provocada por la bajada de los precios del azúcar fue uno de los principales motivos por los cuales el pueblo cubano se levantó en armas contra la Corona española. Aunque la esclavitud se había abolido, las condiciones de los negros y mulatos en la colonia eran deplorables, por lo que los gritos libertadores encontraron una rápida y favorable respuesta por parte de los segmentos sociales más desfavorecidos. La mala situación de los campesinos hizo que los insurrectos obtuviesen el apoyo popular desde el primer momento, si bien serían las clases altas, terratenientes azucareros en su gran mayoría, los que más fervientemente apoyarían la revuelta. Un comercio controlado por España recortaba los beneficios, y la posibilidad de comerciar libremente fue suficientemente atractiva: Las presiones de la burguesía textil catalana habían llevado a promulgar de la Ley de Relaciones Comerciales con las Antillas (1882) y el Arancel Cánovas (1891), que garantizaban el monopolio del textil catalán obligando a Cuba absorber sus excedentes de producción. Este privilegio en el mercado cubano asentó la industrialización en Cataluña durante la crisis de la década de 1880, derivada de sus problemas de competitividad, a costa de los intereses de la industria cubana, lo que fue un estímulo esencial de la revuelta.
Otro de los motivantes de la independencia fueron los intereses coloniales de Estados Unidos. Existían grandes grupos de presión de inmigrantes cubanos residentes en Estados Unidos que abogaban por un acercamiento entre ambos países. Mientras que Estados Unidos era mirado con buena cara, España era el "malo" de la película, el gran enemigo. Estados Unidos era una potencia emergente e insaciable, que trataría de 'atar' al menos comercialmente a la gran mayoría de países fronterizos o geográficamente cercanos.
Sin embargo, y desde un punto de vista algo más existencialista, la más simple y clara razón por la que la isla trató de independizarse es por no sentirse a gusto con su estatus: se podría decir que a partir del siglo XVIII la concepción de Cuba como nación va ganando adeptos, es decir, los habitantes de la isla empiezan a sentirse 'cubanos', sentimiento que choca con el hecho de ser dirigida desde España. Por ello, luchan por la independencia, y la consiguen.
Cuba es por tanto libre en 1902, tras casi cincuenta años de lucha. Pero estos cincuenta años de lucha y la posterior consecución de la ansiada libertad tienen unos elevados costes. Muchos de los generales cubanos creían en la guerra total, y la contienda se desarrolló bajo el esclarecedor lema de "destruir, destruir y destruir". Se destruían refinerías, cañerías, carreteras, viviendas y todo lo que no fuese estrictamente necesario para la batalla. En cuanto a costes demográficos, cabe destacar que fue la población civil la que más sufrió, en gran parte por las agresivas técnicas utilizadas por el general español Weyler. Se calcula que alrededor de 15 000 contendientes cubanos perdieron la vida durante los enfrentamientos, pero las víctimas civiles oscilan entre 40 000 y 70 000.
Otro de los peajes que Cuba tendría que pagar por su independencia son las enmiendas introducidas por Estados Unidos en su Constitución. Conocida como la Enmienda Platt, limitó la soberanía cubana en temas económicamente estratégicos. Los grandes beneficiarios fueron los grandes terratenientes, ya que la situación del campesinado apenas mejoraría.

### Guerra de los Diez Años
El inicio de las luchas por la creación del Estado Nacional, una vez fracasados los intentos de reformas que realizaron los delegados cubanos a la Junta de Información, tuvo un antecedente inmediato. Desarrollado a partir de 1867, el proceso conspirativo tuvo su espacio fundamental en la región del centro-oriente cubano, con especial fuerza en las ciudades de Santiago de Cuba, Manzanillo y Camagüey.
Francisco Vicente Aguilera, Pedro Figueredo, Carlos Manuel de Céspedes, Vicente García, Salvador Cisneros Betancourt, y Miguel Jerónimo Gutiérrez ejemplifican a este grupo de terratenientes revolucionarios, empeñados en expulsar a España de Cuba.
Devenido Céspedes jefe de la Revolución, el 10 de octubre de 1868 se produjo el grito de independencia en su ingenio Demajagua situado en la ciudad de Manzanillo, al tiempo que realizaba dos actos de suma trascendencia: liberó a sus esclavos y dio a conocer un documento que pasaría a la historia como Manifiesto del 10 de octubre donde señala las causas de la lucha, la lucha armada como única vía posible y los objetivos: la independencia de Cuba y la abolición de la esclavitud. A pasos acelerados la Revolución ampliará su escenario en la zona oriental, demostrando la validez del alzamiento cespedista. Las bisoñas tropas mambisas, que comenzaban a ser entrenadas por militares dominicanos de la talla de Modesto Díaz y Luis Marcano, empezaron a demostrar la importancia del machete como arma redentora. Con rapidez, una figura de trascendencia especial en la historia nacional, se pondría de manifiesto: Máximo Gómez, vencedor en la carga al machete en Tienda de Pino, cerca de Baire, el 4 de noviembre.

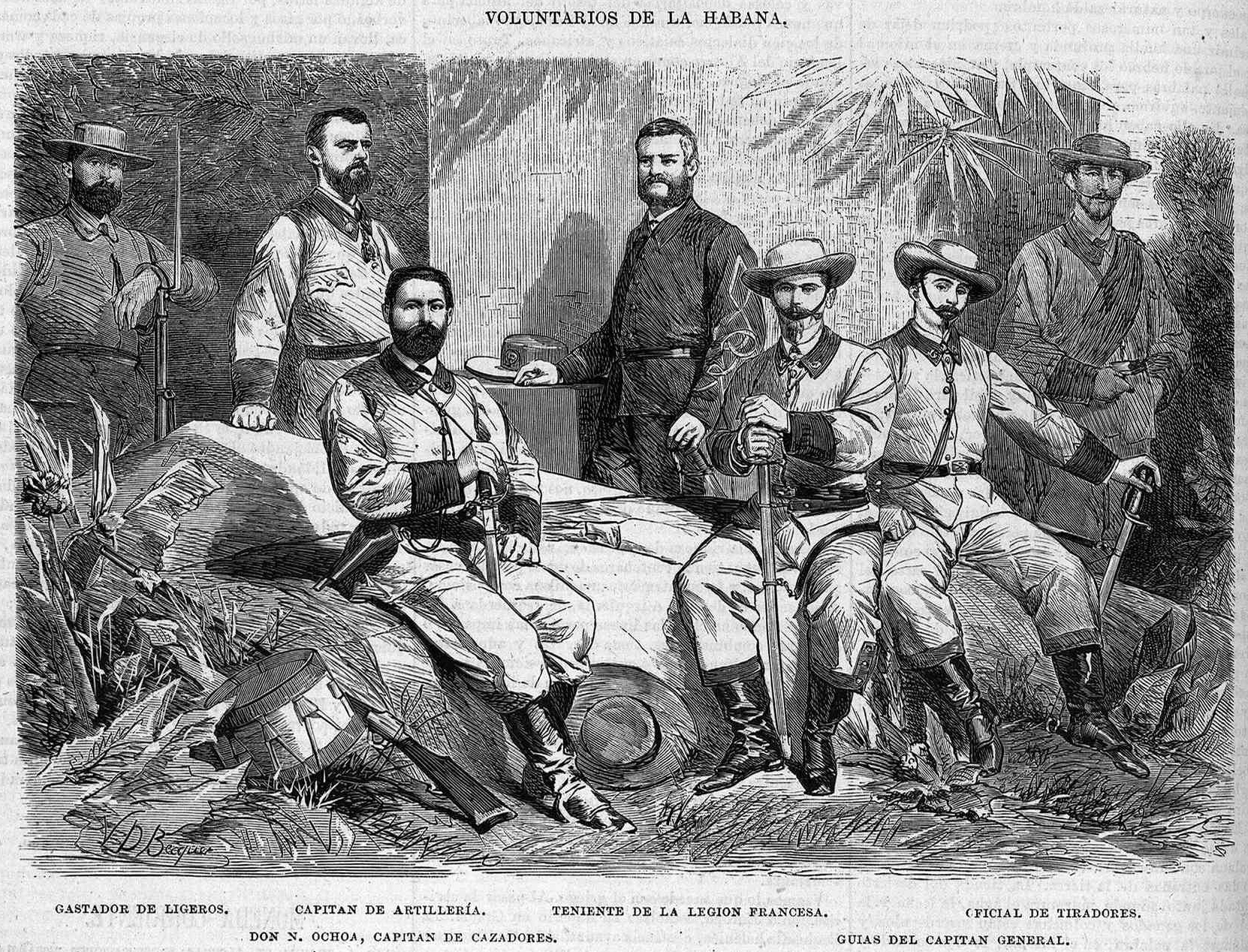
Voluntarios españoles

La toma de Bayamo, en el propio mes de octubre proporcionó una capital a la naciente revolución y permitió el decurso de ciertas transformaciones, no sin antes haber redactado Pedro Figueredo la letra del himno de Bayamo.
El 4 de noviembre los camagüeyanos se levantaron en armas en Las Clavellinas, dirigidos por la Junta Revolucionaria local, que más tarde en las Minas se radicalizaría a manos de Ignacio Agramonte. Los villareños efectuaron su alzamiento el 6 de febrero de 1869 en el cafetal San Gil en Manicaragua.
La reunión de los centros de dirección revolucionaria para dejar constituido el frente único de combate contra la metrópoli tuvo lugar en Guáimaro, a partir del 10 de abril de 1869. Céspedes encabezó a los delegados orientales, Agramonte y Cisneros Betancourt a los camagüeyanos y Miguel Jerónimo Gutiérrez a los villareños. En esa asamblea se aprobó la Constitución de Guáimaro que estableció la elección de un presidente, de un general en Jefe y de una Cámara de Representantes como poder supremo. Se estableció en la Constitución un poder legislativo (la Cámara) con exagerados poderes sobre el presidente y el general en jefe, esto provocará contradicciones dentro del Poder Civil y entre el Poder Civil y el Poder Militar. No obstante la primera constitución cubana tenía un marcado carácter republicano, democrático y abolicionista, inspirada en el modelo de Montesquieu. Céspedes es electo como presidente de la República de Cuba en Armas.

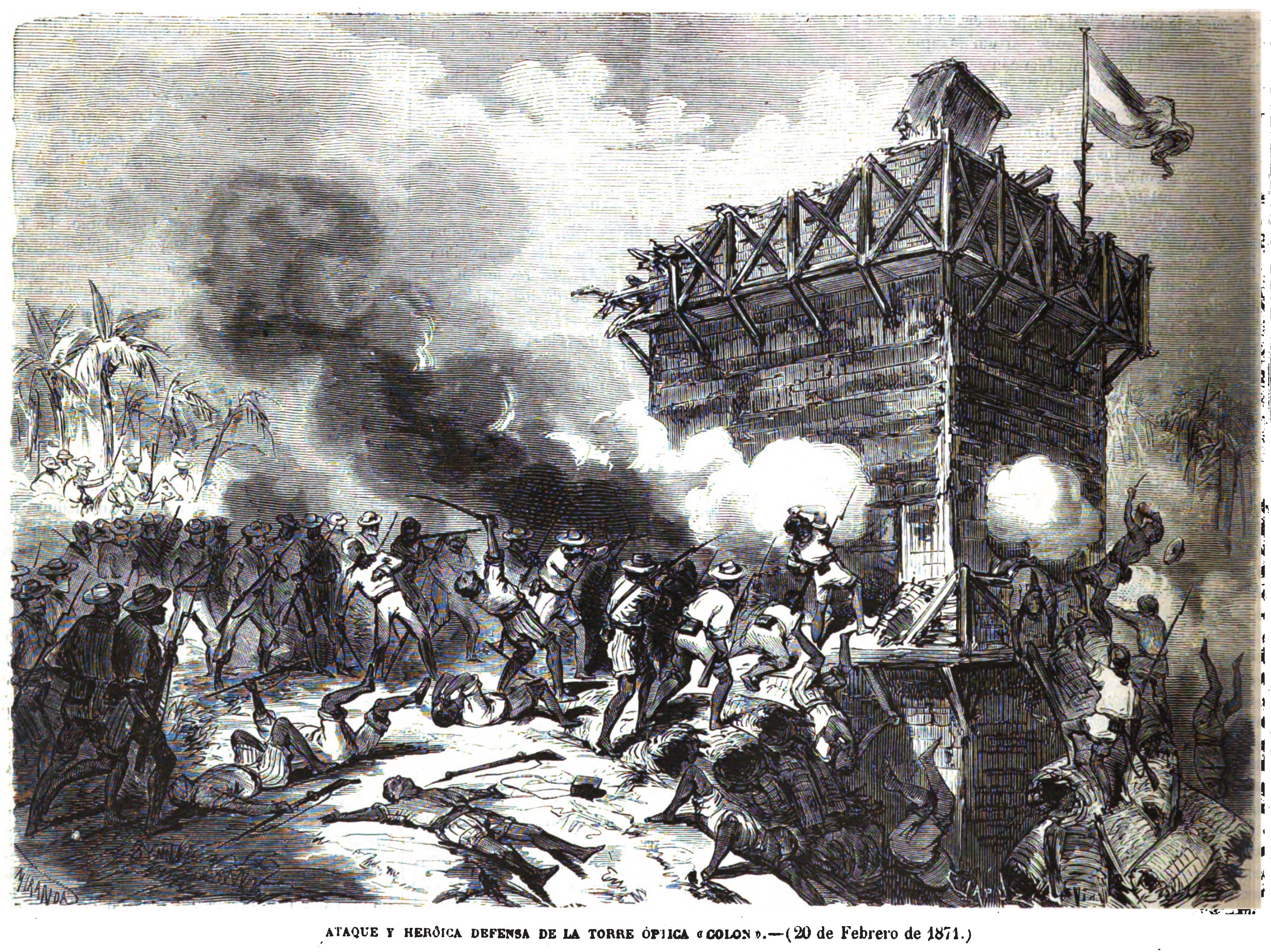
Ataque y defensa de la torre óptica Colón (La Ilustración Española y Americana, 20 de febrero de 1871)

El ejército libertador cubano, tras meses de duro aprendizaje militar, alcanzó una capacidad ofensiva que se pondría de manifiesto en la invasión de la rica región de Guantánamo por el general Máximo Gómez, la poderosa ofensiva militar insurrecta dirigida por Gómez que tenía como objetivo destruir la riqueza cafetalera y cañera de la región e incorporarla a la lucha se prolongó varios meses y logró sus objetivos. Se destacó en la misma la figura de Antonio Maceo en el combate de Cafetal de Indiana rescatando a su hermano José. Las brillantes acciones libradas en las sabanas camagüeyanas por la caballería al mando de Ignacio Agramonte, se destaca el Rescate del brigadier Julio Sanguily el 8 de octubre de 1871, acción heroica de Agramonte y 35 jinetes que en un hecho relámpago derrotaron a una columna española de 120 hombres. Pero este avance militar se vio lastrado por las diferencias políticas en el campo revolucionario, las cuales condujeron a la deposición de Céspedes de su cargo de presidente de la República (1873) e impidieron el tan necesario apoyo en armas y medios de los patriotas emigrados.
El empuje militar cubano alcanzó su cénit entre 1874 y 1875. Gómez había sustituido a Agramonte, quien había caído en combate en 1873, al frente de Camagüey y logra importantes victorias en los combates de La Sacra, Palo Seco, El Naranjo, Mojacasabe y Las Guásimas, este último fue el mayor de toda la guerra y causó a los españoles más de 1000 bajas. El 11 de enero de 1875 Gómez comienza el intento de Invasión a Occidente. Con 1000 hombres cruza la trocha de Júcaro a Morón y penetra en territorio villareño produciendo la invasión a Las Villas, no obstante los villareños no aceptan a Gómez como jefe por no ser este nativo de esta región y se ve obligado a retirarse a las Villas. Entre tanto en Camagüey las tropas rechazan a Maceo como jefe por motivos similares. Por lo que la Invasión a Occidente fracasa. Por el mismo tiempo el general Vicente García protagoniza las sediciones de Lagunas de Varona y Santa Rita, en abril de 1875 y mayo de 1877 respectivamente.

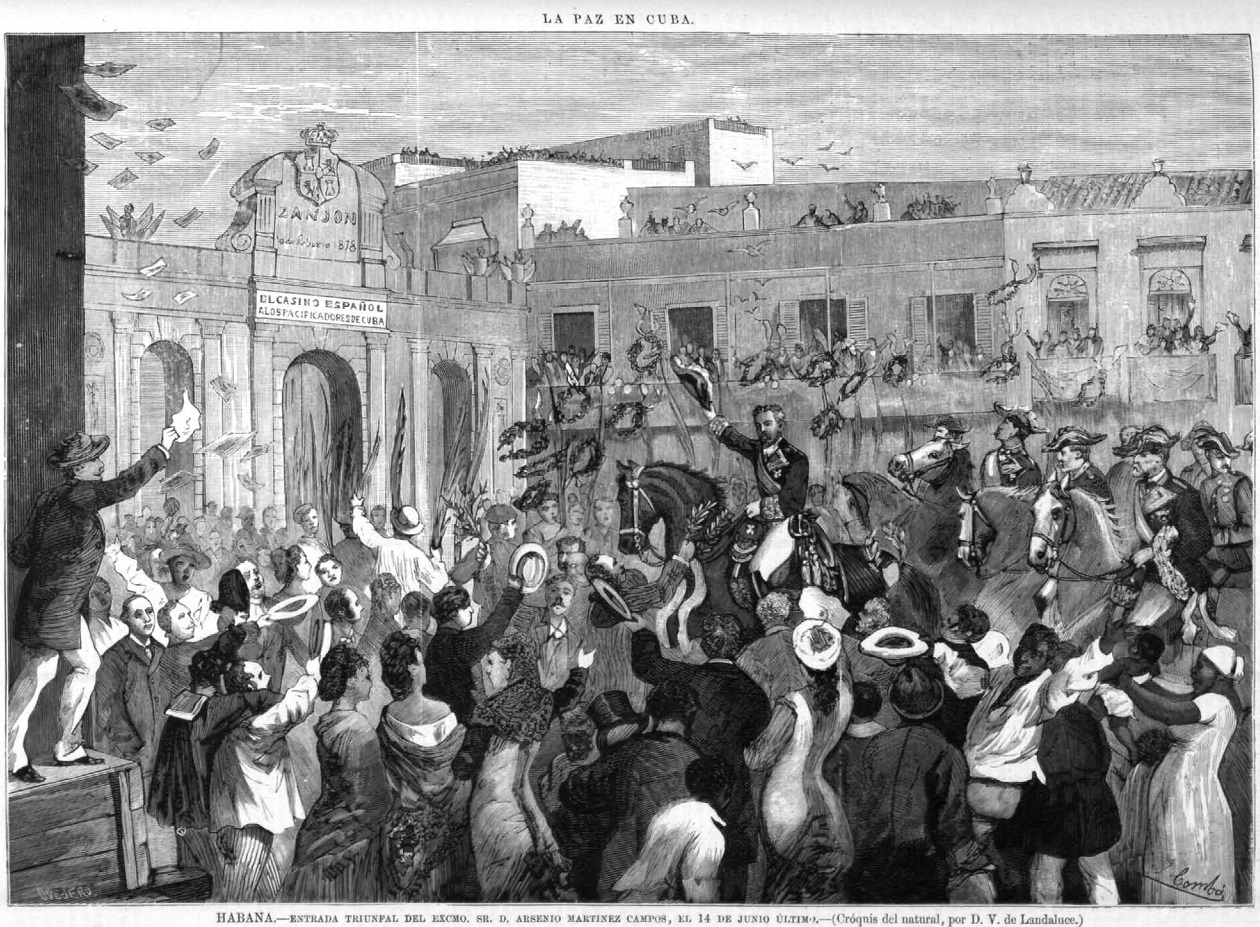
Entrada de Arsenio Martínez Campos en La Habana en 1878 tras el Pacto del Zanjón

El desfavorable sesgo de la correlación de fuerzas y el desgaste en el campo insurrecto, posibilitaron que un importante sector del movimiento independentista aceptase las propuestas del general español Arsenio Martínez Campos. El plan pacificador de Martínez Campos constaba de dos partes: presionar militarmente a los insurrectos ampliando el Ejército español y en promesas a los jefes y soldados insurrectos que se rindieran. El plan tuvo éxito porque la indisciplina, el caudillismo, el regionalismo, el racismo y las contradicciones de todo tipo habían causado profunda debilidad moral en el terreno insurrecto; todo esto se resumió en una propuesta de paz elaborada por Martínez Campos conocida como Pacto del Zanjón; este solo daba reformas a Cuba como permitir la formación de partidos políticos no separatistas, crear cierta libertad de prensa y de reunión, otorgar la libertad solo a los esclavos que se habían incorporado a la lucha. No obstante la paz sin independencia firmada en el Zanjón (1878) no obtuvo el consenso de las fuerzas mambisas y en particular fue rechazada por el general Antonio Maceo en el hecho conocido como la Protesta de Baraguá el 15 de marzo de 1878.
Aunque las acciones militares insurrectas no pudieron sostenerse por mucho tiempo, la Protesta de Baraguá, escenificada por Maceo y sus tropas, que encarnaban los sectores más populares del movimiento revolucionario, constituyó la evidencia mayor de la irrevocable voluntad de los cubanos de continuar la lucha por la independencia.

### Pacto del Zanjón
La situación de los cubanos en el campo de batalla no eran las mejores. Carentes de municiones y armas combatían contra un ejército más capacitado y preparado que ellos.
Ante tal situación, en el año 1878 las autoridades llevan a cabo un plan que les permitiese, no gastando mucho más recursos en armas y en el ejército, acabar con la Guerra en Cuba; es así que se da a la tarea de un plan de pacificación de Cuba en el que se encuentra incluido el Pacto del Zanjón. El pacto consistía en que se permitiría a todos los oficiales del Ejército Libertador obtener una buena suma de dinero con tal de que entregaran las armas y dejaran los campos de batalla, además de liberar a los esclavos que solamente hubiesen tenido presencia en la guerra. De esta manera, se lograba una paz sin independencia, los dos principales objetivos que se plasmaron en la Asamblea de Guáimaro:
- La independencia de Cuba
- La abolición de la esclavitud.

Estas demandas del pueblo cubano no se cumplieron. Muchos fueron los oficiales que aceptaron el pacto.
Antonio Maceo, ante tal situación realizó uno de los actos más patrióticos de la historia de Cuba: la protesta de Baraguá (15 de marzo de 1878). El general Maceo en esta protesta se entrevistó personalmente con la más alta autoridad en Cuba en esos tiempos, el capitán general Arsenio Martínez Campos. Aquí el general Maceo se mantuvo firme y rechazó todo tipo de negociaciones por parte de España. Se escribe una de las páginas más dignas de las luchas independentistas cubanas.

### El período de entreguerras
Si se estudia con detenimiento la etapa histórica nacional que transcurre a partir del cese de la guerra de los Diez Años, llama la atención un hecho notable: se desarrolla el modo de producción monopolista en Cuba.

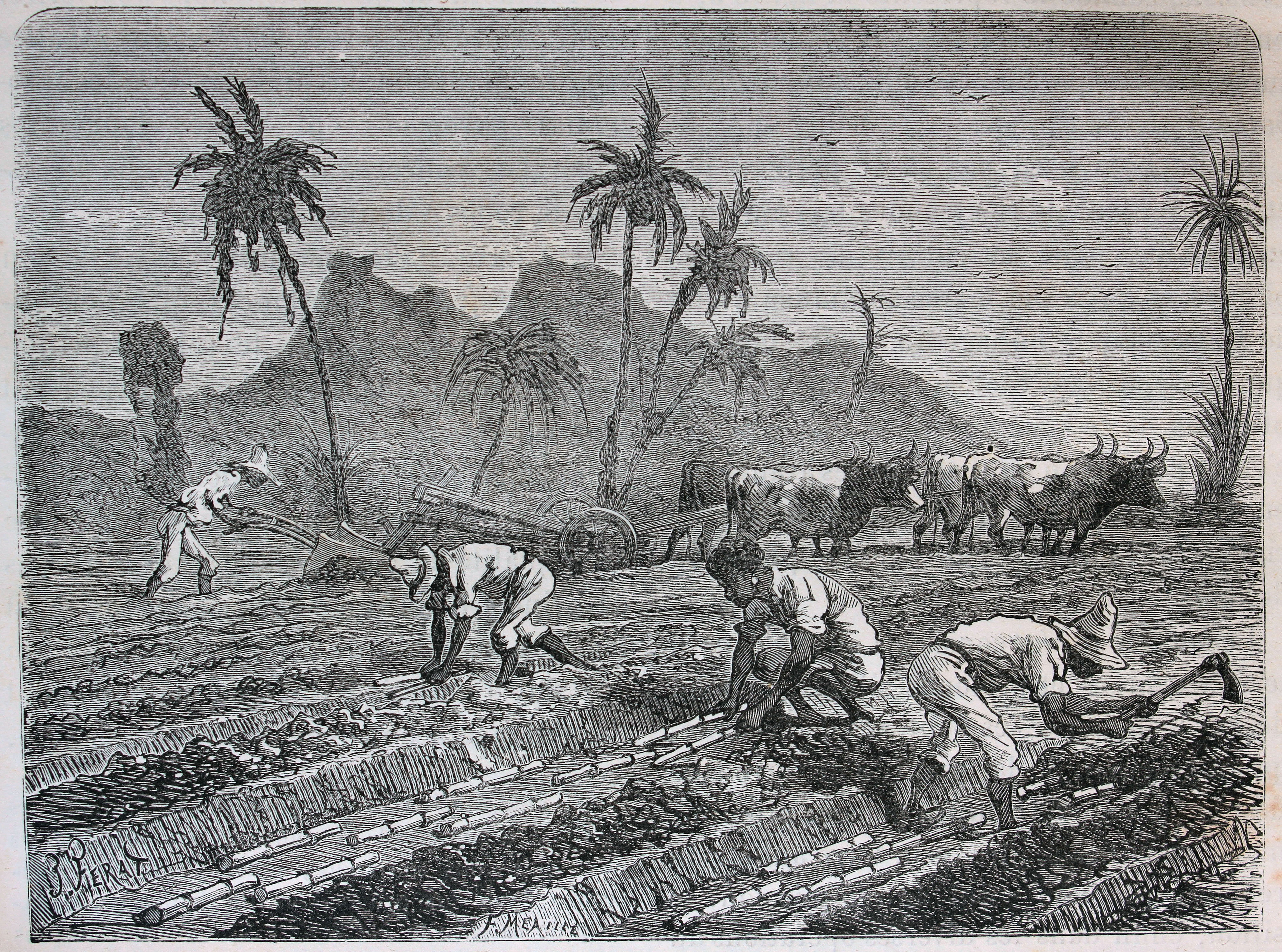
Plantación de caña de azúcar

El número de fábricas de azúcar se reduce de 1190 en el año 1878 a 500 en el año 1895, pero la producción de azúcar creció de 597 000 toneladas en 1878 a más de un millón en 1895, esto se explica por el hecho de que los pequeños y viejos ingenios se transformaron en grandes centrales azucareros con maquinarias y técnicas modernas, los nuevos centrales contribuyeron al desarrollo del transporte y las comunicaciones, lo que redujo el asilamiento localista. Los nuevos centrales necesitan más caña por lo que se incrementan los latifundios cañeros. Los hacendados de Las Villas, Camagüey y Oriente no pueden competir con los hacendados de Occidente que no habían sufrido pérdidas en la guerra por lo que se arruinan y venden sus fábricas y tierras y se convierten en colonos (arrendatarios).

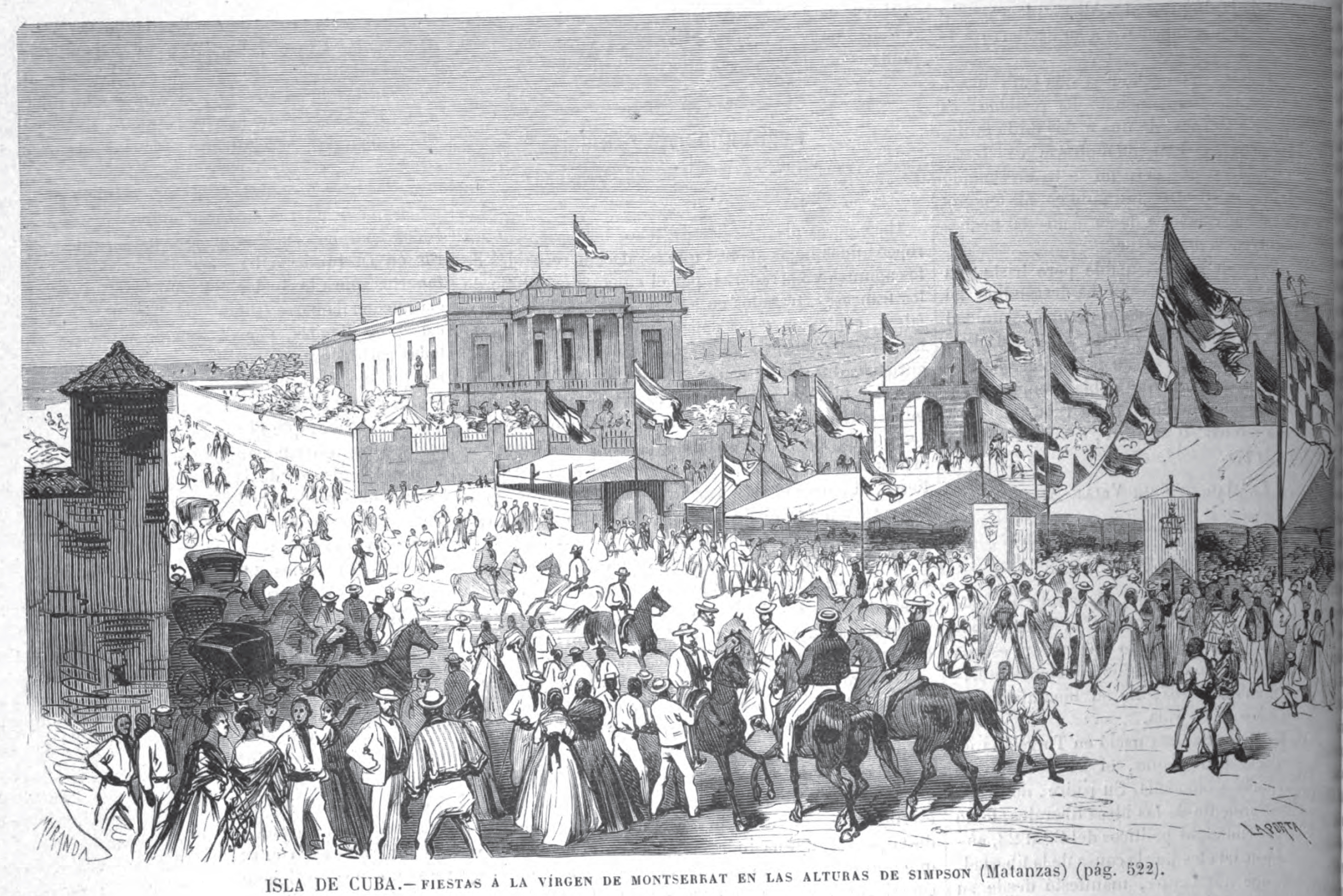
Fiestas a la virgen de Montserrat en la provincia de Matanzas (1871)

Entre 1878 y 1895 los Estados Unidos hacen importantes inversiones en Cuba, principalmente en el azúcar, la minería y el tabaco. En 1895 sus inversiones ascendieron a 50 millones de pesos. También en esta etapa Estados Unidos intensificó su control comercial sobre Cuba.
Como consecuencia de la guerra y de las transformaciones económicas que exigían mano de obra calificada, España decreta la abolición de la esclavitud en 1886. La abolición de la esclavitud provocó el aumento del proletariado nacional.
En 1892 se celebró en Cuba el I Congreso Regional Obrero donde se abordaron demandas económicas pero también se planteó el derecho de los obreros a luchar por la independencia. En la emigración los obreros cubanos serían el sostén principal de la próxima etapa de lucha.
En virtud de los acuerdos del Zanjón surgen dos partidos políticos: El Partido Liberal (Autonomista), compuesto principalmente por cubanos ricos y el Partido Unión Constitucional compuesto principalmente por propietarios españoles.

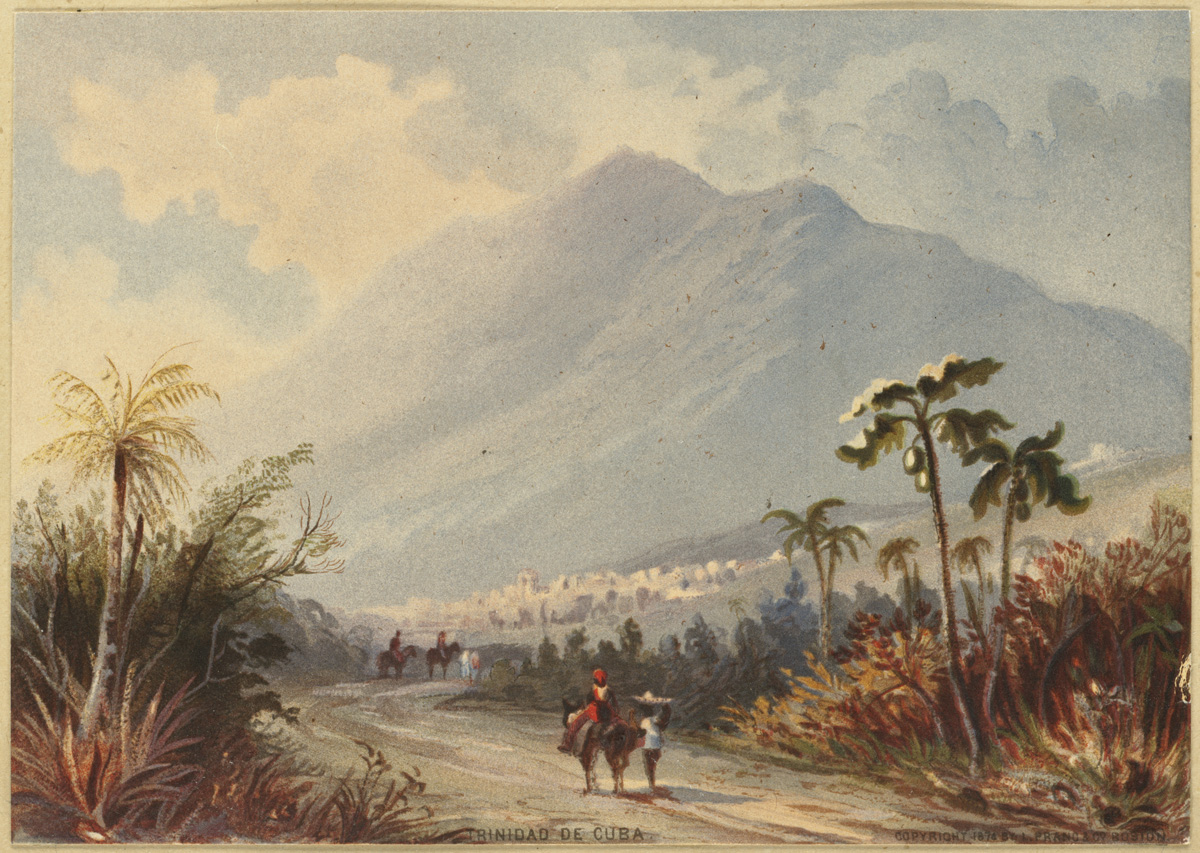
Trinidad de Cuba en la segunda mitad del

Durante esta etapa se produjeron cambios que acentuaron la estructura colonial, la deformación económica y la dependencia del exterior, lo que exigía la necesidad de una guerra de liberación nacional.
Entre 1879 y 1880 se desarrolla la Guerra Chiquita esta fue preparada por Calixto García al frente del Comité Revolucionario Cubano de Nueva York. Se sumaron dentro de Cuba, Quintín Banderas, José Maceo y otros. Se produjeron alzamientos de importancia en Oriente y Las Villas.
Esta guerra fracasó por su deficiente preparación, por la falta de ayuda exterior, también por la llegada tardía de Calixto García y la ausencia de Gómez y Maceo. No obstante se evidenció la vigencia del ideal independentista, su fracaso sirvió de lección a los cubanos.
Otro intento de reanudar la lucha durante esta etapa fue el frustrado Plan Gómez-Maceo, que consistió en una conspiración dirigida por estas figuras desde el exterior, con el fin de dar continuidad a la lucha. Este plan también fracasó por una serie de factores organizativos y la incapacidad de articular las acciones con un movimiento de masas amplio y unido. Esa sería la obra de José Martí.

#### Guerra Chiquita
La conocida como Guerra Chiquita estuvo dirigida por Calixto García en 1879. Fueron un conjunto de alzamientos en Oriente (antigua provincia cubana). Aunque lo intentó no pudo participar Antonio Maceo, otro importante mambí.
La guerra fue extremadamente corta. Apenas había recursos y por muchas que fueran las ganas independentistas de los cubanos el reducido y hambriento ejército cayó. España triunfó fácilmente e hizo que los cubanos sintieran la necesidad de otra revuelta mayor, mejor preparada y organizada.

#### José Martí

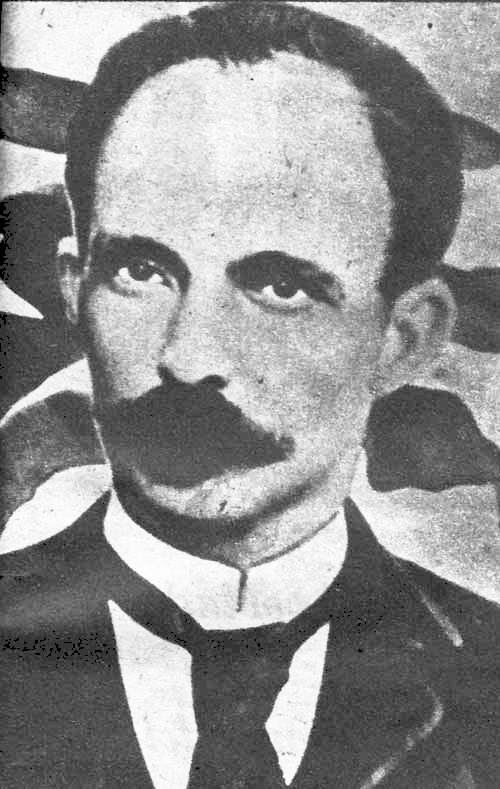
El líder independentista José Martí.

José Martí fue la figura cimera del siglo XIX continental. Su ideario político–social trascendió las fronteras de su patria, marcando pautas que condujesen a América Latina a su “segunda independencia”. Con la creación del Partido Revolucionario Cubano, concebido como la organización única de todos los independentistas cubanos que debía conseguir los medios materiales y humanos para la nueva empresa emancipadora, y su labor como periodista, impulsó una labor de esclarecimiento y unificación, centrada en los núcleos de emigrados cubanos, principalmente en Estados Unidos, pero con repercusión en la isla. Martí impulsó una renovación dentro de las letras hispanas de fines de la centuria.
El Partido Revolucionario Cubano o PRC fue una creación del ensayista, poeta José Martí en 1892. Exiliado de Cuba, se vio en la necesidad de reunir a los antiguos y retirados mambises cubanos para un nuevo alzamiento.
Se promovieron ideas revolucionarias y alentaron a más cubanos a la lucha. Mientras, en Cuba, se reunieron fuerzas para el alzamiento.

### Guerra Necesaria o de la Independencia de Cuba
Finalmente, José Martí, héroe nacional en Cuba, inició el impulso final hacia la independencia en 1895. A esta guerra José Martí la nombró la Guerra Necesaria, la cual estalló el 24 de febrero de 1895 por orden directa de su organizador Martí. En los inicios de la guerra el Ejército Libertador sufre la pérdida de dos de los más importantes dirigentes de la guerra, Antonio Maceo, lugarteniente general y José Martí, el organizador de la guerra, secretario general del primer partido surgido para unir a los cubanos, el Partido Revolucionario de Cuba (PRC).
En esta guerra los cubanos consiguen objetivos que en las anteriores no habían obtenido. Logran llevar la lucha armada a todo el país mediante el método de invasión. España pierde cada vez más plantaciones de caña en Cuba y sus riquezas se agotaban por lo que la situación del ejército español no era la más óptima.

### Reconcentración de Valeriano Weyler

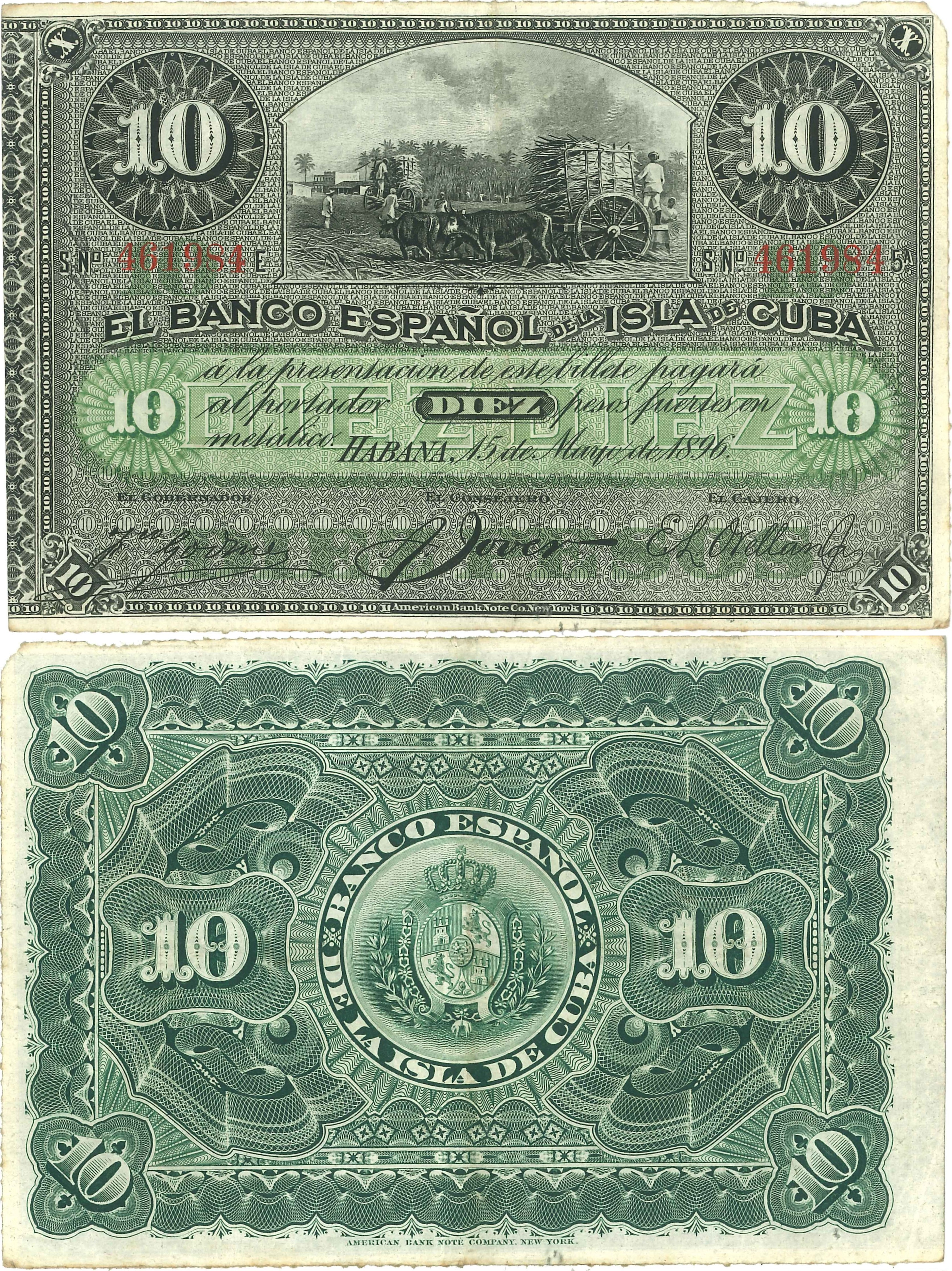
Billete de 10 pesos emitido por el Banco Español de la Isla de Cuba en 1896.

Como producto de los éxitos cubanos, se instauró un nuevo capitán general en la isla: Valeriano Weyler, militar que alcanzó el grado de teniente general luchando con los liberales contra los absolutistas durante las guerras carlistas, y alcanzó la mayor condecoración militar española (Cruz Laureada de San Fernando) en Santo Domingo, tras haber solicitado la excolonia su reincorporación a España.

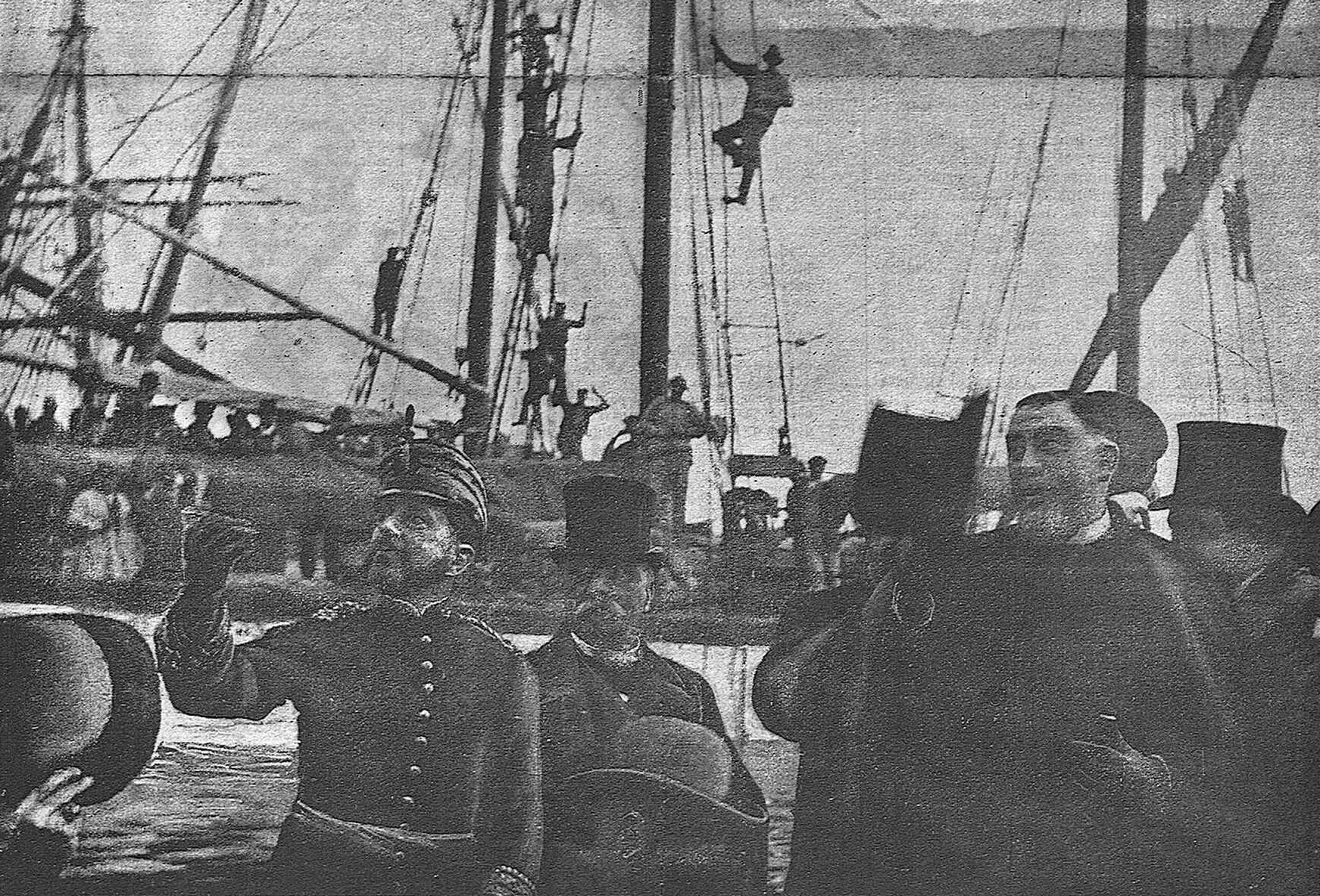
Despedida a Valeriano Weyler en la península ibérica en 1896 ante su partida a Cuba

La metrópoli recurrió a un militar de experiencia, dado que con anterioridad a su nombramiento en febrero de 1896 por Cánovas del Castillo como capitán general de Cuba, lo había sido de Canarias, Cataluña, Vascongadas, Baleares y desde 1883 de Filipinas.
Su gobierno en la Gran Antilla se le conoce por eficacia militar a pesar de su crueldad, que adecuadamente publicada por la prensa de Estados Unidos ( Pulitzer, Hearst) le granjeó la impopularidad internacional a España.
En 1897, al llegar a la isla, instauró un gobierno que reprimió a todos los colaboradores del Ejército Libertador. Así surgen medidas que eran prácticas que se realizaban, en conflictos coetáneos similares (Horatio Kitchener en la Guerra de los Bóeres; ejército de Estados Unidos en sus Guerras Indias y en la guerra de Secesión Norteamericana como hicieran los generales Sheridan y David Hunter al devastar completamente el valle de Shenandoah o Sherman al arrasar Georgia y Carolina del Sur; Ejército de la República Argentina en las campañas conocidas como la Conquista del Desierto, etc.): la concentración, para evitar el apoyo al enemigo. Murieron gran cantidad de cubanos, la inmensa mayoría mujeres, niños y ancianos.
Como resultado de estas medidas de Reconcentración, aproximadamente cerca del 20 % de la población cubana fue exterminada. Aunque desde posiciones cubanas se señalan las víctimas en números superiores a 400 000, otros datos apuntan a un número de 300 000 cubanos desplazados y 100 000 fallecidos víctima del hambre y las enfermedades
A pesar de la eficacia militar de las medidas de Weyler, (en todos los conflictos arriba enumerados en los que se recurrió a las prácticas de concentración se obtuvo éxito militar) España no logra derrotar a los insurrectos, y la metrópoli, cediendo a las presiones por la crueldad de las medidas, lo sustituye en el mando en octubre de 1897, como una de las primeras actuaciones de Sagasta al ocupar nuevamente el cargo de presidente del Consejo de Ministros de España tras el asesinato de Cánovas del Castillo. Este cambio provocó que los independentistas cubanos avanzaran en sus posiciones. Finalmente, los estadounidenses, que desde el inicio de las guerras de liberación de los cubanos en 1868 habían estado ayudando a los europeos, les brindan a los cubanos su ayuda aparentemente desinteresada para acabar de derrotar a España.

### El autogobierno autonómico

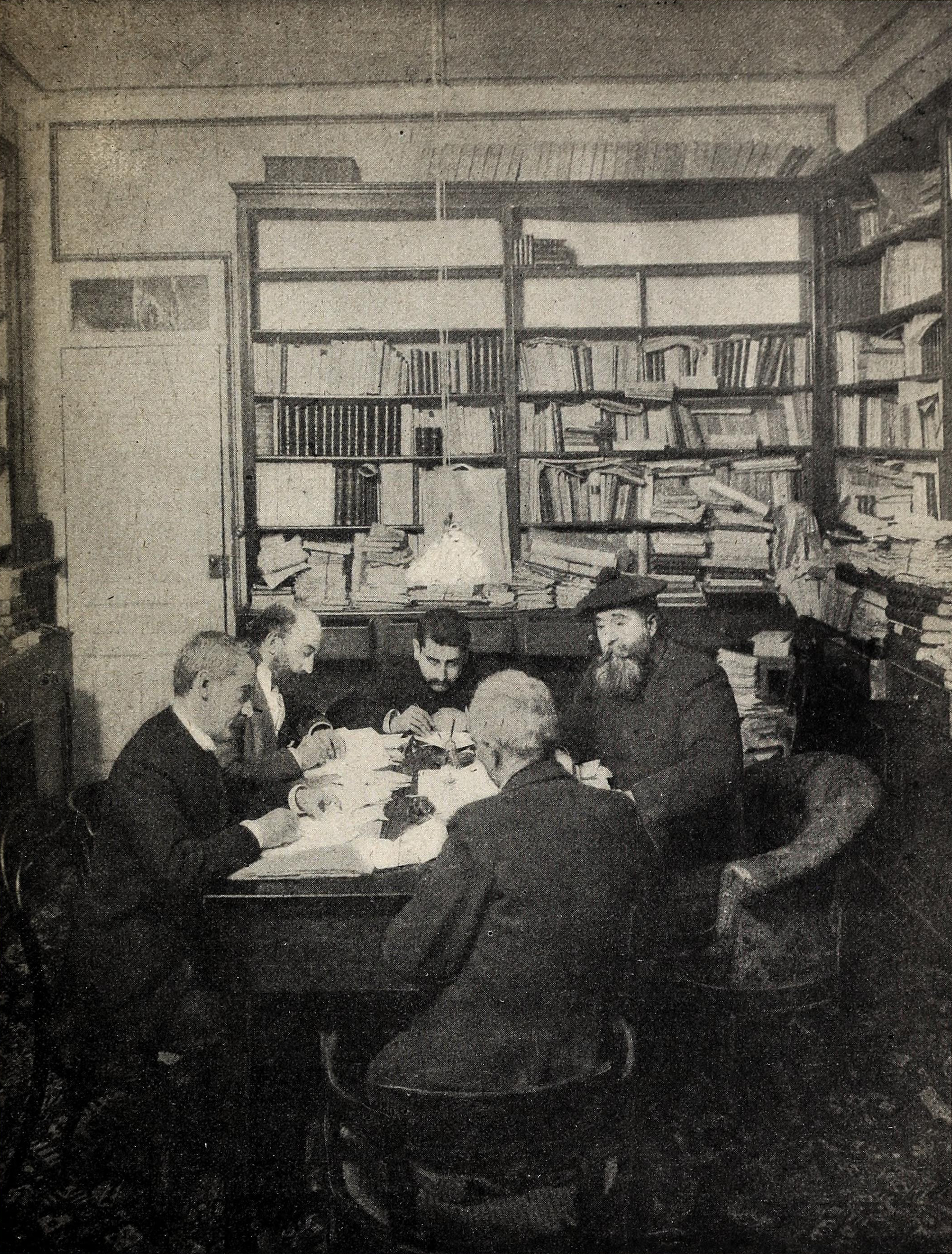
Segismundo Moret en su casa dictando a los taquígrafos la Constitución autónomica (noviembre de 1897)

A instigación de Segismundo Moret, el 25 de noviembre de 1897, el gobierno liberal de Práxedes Mateo Sagasta concedió a Cuba una amplia autonomía, con la formación de un Parlamento Insular bicameral y un autogobierno de amplios poderes, bajo la autoridad del gobernador general. El nuevo gobierno entró en funciones el 1 de enero de 1898, y en abril se celebraron las elecciones que eligieron las nuevas cámaras. Sin embargo, la invasión estadounidense provocó que el nuevo autogobierno no llegara a asentarse.

### Guerra hispano-Cubana-estadounidense
Las fuerzas cubanas ganaban cada vez más terreno y el Ejército español se debilitaba rápidamente,[cita requerida] en esa situación se produjo la intervención de los Estados Unidos. En 1898 el acorazado estadounidense Maine se hundió en la bahía de La Habana el 15 de abril, debido a una explosión de origen desconocido, y Estados Unidos entró en la guerra. La guerra concluyó con la firma de un tratado de paz (Tratado de París, del 10 de diciembre de 1898) entre España y Estados Unidos en virtud del cual Norteamérica recibió el control absoluto de Cuba, Puerto Rico y Filipinas.

### Ocupación estadounidense
El final de la guerra trajo consigo un recrudecimiento de las diferencias internas de las fuerzas revolucionarias cubanas que existían desde la muerte de José Martí pero que se habían mantenido durante los años de guerra (1895 y 1896) por la necesidad de luchar contra el enemigo común.
El gobierno de Washington acabó muy pronto con el Ejército Español y no reconoció al gobierno de la República de Cuba en Armas, impidiendo la entrada de las tropas cubanas a la ciudad de Santiago de Cuba, el país estaba arruinado, las ciudades y los campos estaban llenos de familias hambrientas por causa de la reconcentración, las fuentes de trabajo estaban muy disminuidas y algunos libertadores perdieron incluso las posesiones que tenían antes de la guerra.[cita requerida]

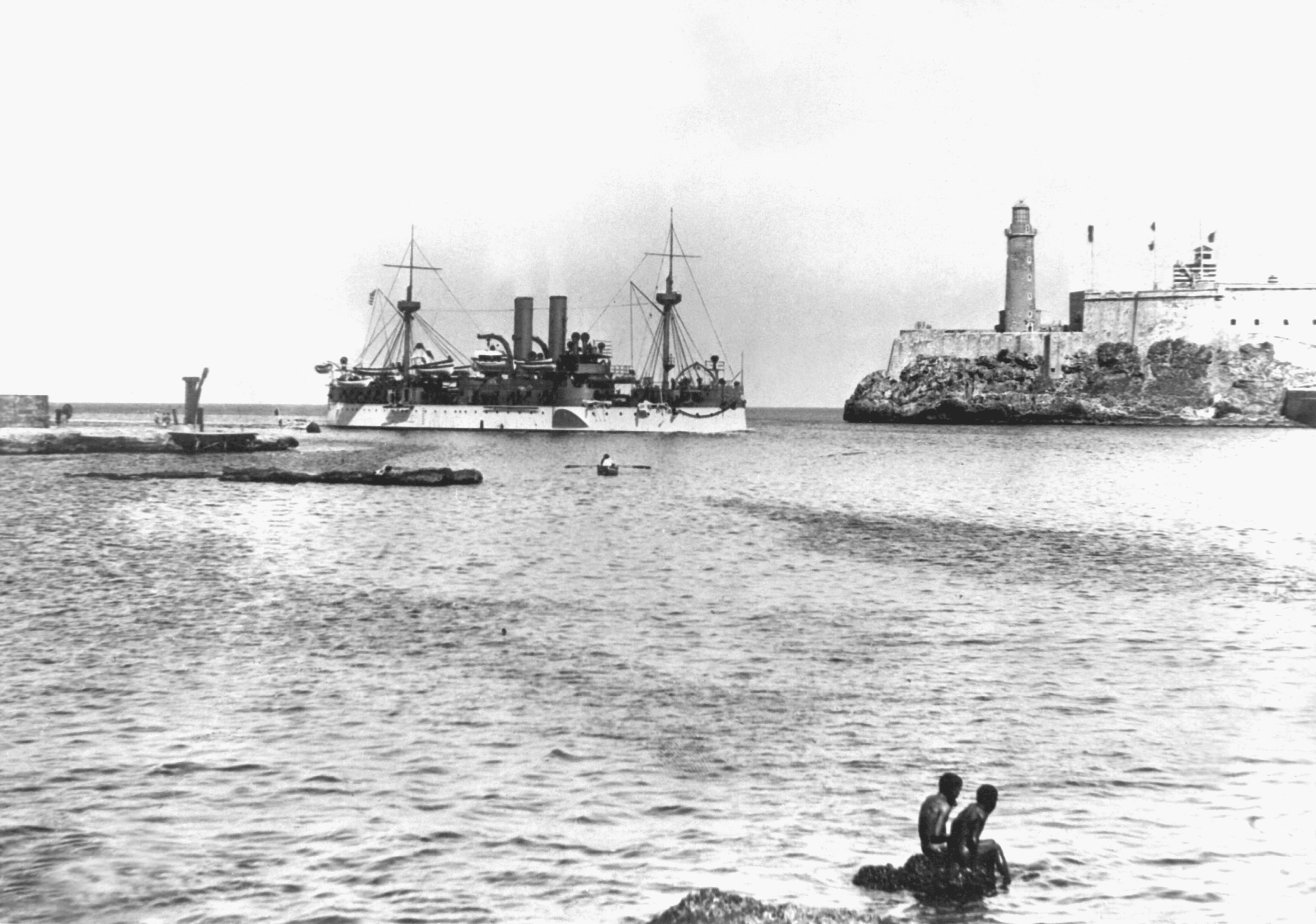
El acorazado Maine entrando en la bahía de La Habana.

El 1 de enero de 1899 se iniciaba la ocupación de Cuba por los Estados Unidos a través del gobierno que decretaba órdenes militares.
Durante este período el gobierno interventor dirige sus acciones en dos aristas. La primera fue tratar de recuperar al país de las secuelas de la Guerra, para esto destinó auxilios directos a la población en alimentos y medicinas, ideó el Plan de saneamiento de la isla y la creación de escuelas públicas.
La segunda fue asegurar su situación privilegiada con respecto a Cuba en la futura etapa republicana. Para ello rebaja de aranceles a productos estadounidenses que llegan al mercado interno cubano, crea la Ley de Deslindes y división de haciendas comunales, mediante la cual el Estado se apropiaría de muchas tierras las cuales serían vendidas después a empresas estadounidenses privadas,[cita requerida] a través de la Ley ferrocarrilera favorecería las inversiones estadounidenses en esa esfera y desplazaría a los ingleses y mediante concesiones mineras las compañías estadounidenses obtienen el derecho de explotar minas en Cuba.
Mediante la Ley militar No.301 del 25 de julio de 1900 el gobierno llama a una convocatoria a elecciones de delegados para la Asamblea Constituyente. El sistema electoral que se aplicó se basaba en el sufragio ilustrado (solo podían votar los que sabían leer y escribir) y censitario (los electores debían tener 250 pesos o más en propiedades).
La Asamblea Constituyente redactó y aprobó la Constitución de 1901 de carácter liberal-democrático. La Constitución de 1901 contenía las partes clásicas de toda constitución: la dogmática relativa a los derechos individuales que había conquistado y consagrado la Revolución francesa; la orgánica referente a la estructura, funciones y derechos de la organización estatal y la cláusula de reforma (Artículo 115).
En esencia se estableció un régimen republicano y representativo, estructurado en la célebre división de poderes de Montesquieu. El legislativo se componía de un Senado y una Cámara de Representantes (sistema bicameral), un poder judicial con una relativa independencia, haciendo a sus componentes inamovibles, pero dependientes del Ejecutivo y a veces también del legislativo en cuanto a sus nombramientos.
Como parte de esta Constitución la Asamblea debía proveer y acordar con el Gobierno de Estados Unidos lo referente a las relaciones que deberían existir entre ambos gobiernos. En medio de los trabajos de la Comisión cubana encargada de dictaminar sobre las futuras relaciones entre Cuba y Estados Unidos, el congreso estadounidense aprueba la Enmienda Platt, con la que el gobierno de Estados Unidos se otorgaba el derecho a intervenir en los asuntos internos de la isla cuando lo entendiera conveniente.[cita requerida]
A pesar de la oposición de los delegados a la Asamblea Constituyente, la presión estadounidense, que colocaba a los cubanos ante la disyuntiva de tener una república con la Enmienda o continuar la ocupación, logró que esta quedara aprobada por los cubanos el 12 de junio de 1901.

### Movimientos obreros 1899-1902
Desde la década de 1880 ya existían en Cuba movimientos proletarios que con el paso del tiempo se fueron fortaleciendo y organizando. Entre sus primeras acciones estuvo la huelga general de septiembre de 1899 dirigida por Juan Tenorio, Francisco de Armas y López, Serafín Busto, Evaristo E. Estenoz, Simón Camacho, José Fraga y Juan Ayer.
Otra de las acciones que tuvo significación fue el motín del 24 de septiembre de 1899 que pese a su carácter pacífico fue reprimido por las autoridades militares que apresaron a los líderes, obligándolos a firmar documentos donde se comprometían a no producir más disturbios.[cita requerida] Algunos testimonios de la época indican que los huelguistas pronto se dieron cuenta de que el cambio no significaba una mejora para las condiciones del trabajador.[cita requerida]
Otro alzamiento que revelaba la situación de la isla fue la huelga de los fogoneros y peones del ferrocarril en Las Villas, que duró del 12 al 28 de septiembre de 1900, pero mucho mayor fue la huelga general de noviembre de 1902 en la cual se pedía aumento de salario.

## República

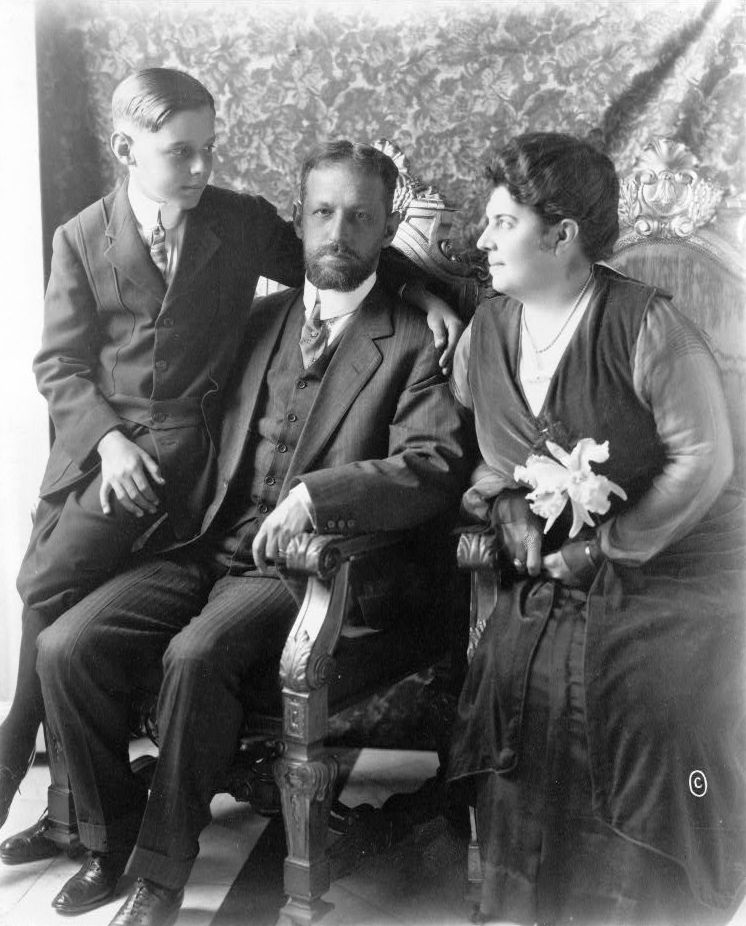
El presidente Mario García Menocal con su esposa e hijo.

### Inicios de la República
El 20 de mayo de 1902 nace la República de Cuba siendo electo Tomás Estrada Palma como su primer presidente.
El prestigio de Estrada Palma dentro de los círculos revolucionarios lo convirtió en uno de los candidatos favoritos entre amplios sectores de la población cubana. La desunión existente se acentúa al producirse el fracaso de la candidatura propuesta por Máximo Gómez, en la que Estrada Palma sería presidente y Bartolomé Masó, quien había sido el último presidente de la República en Armas, sería vicepresidente.
A este primer gobierno correspondería la tarea de formalizar los vínculos de dependencia con Estados Unidos. A tal efecto, se firmaron bajo esta administración el Tratado de Reciprocidad Comercial de 1902, mediante el cual productos cubanos eran beneficiados a su entrada en Estados Unidos con rebajas arancelarias del 20 % mientras que productos estadounidenses eran beneficiados a su entrada en Cuba con rebajas arancelarias del 20 % al 40 %; el Tratado de arrendamiento de estaciones navales y carboneras (1903) en virtud del artículo 7 de la Enmienda Platt este concede a Estados Unidos el derecho de arrendar tierras para crear bases en Bahía Honda y Guantánamo.
El gobierno de Estrada Palma y los tratados con Estados Unidos tuvieron su principal oposición en el escritor Enrique Collazo el cual denuncia la corrupción político- administrativa y la miseria del pueblo bajo el gobierno de Estrada Palma, en Salvador Cisneros Betancourt quien calificó al gobierno de antidemocrático y en Manuel Sanguily que criticó el Tratado Reciprocidad de 1902, las inversiones y la compra de tierra de Estados Unidos a Cuba.
No obstante de estas críticas la austeridad del presidente Estrada Palma le hizo ganarse un prestigio de honestidad mucho más cimentado por la corrupción de los que le sucedieron en la jefatura del gobierno.[cita requerida] En cambio, el presidente se reeligió.
El hecho provocó la sublevación del opositor Partido Liberal, desencadenando los acontecimientos que condujeron a una nueva intervención estadounidense aplicándose el artículo 3 de la Enmienda Platt. Durante casi tres años, 1906-1909, la isla se mantuvo bajo la administración estadounidense con fachada de ocupación civil, manteniéndose los símbolos nacionales cubanos en los edificios públicos y bajo la administración del abogado Charles Magoon. Los estadounidenses crean el Ejército Permanente Cubano, para no tener que volver a ocupar el país en un futuro.[cita requerida]
El gobierno de José Miguel Gómez (1909-1913), cuyo desempeño quedaría marcado por el atraso económico y una corrupción político-administrativa, lo que se expresó en los juegos comerciales gubernamentales como el dragado de los puertos o la desecación de la Ciénaga de Zapata ambas empresas pantalla para el robo de los fondos públicos. [cita requerida]Todo ello condujo a grandes males sociales como el desempleo, el analfabetismo, la insalubridad, la prostitución, la mendicidad y la discriminación racial. Esta última alcanzó su colofón en 1912 con la represión de la sublevación de los Independientes de Color, en la cual miles de cubanos de la raza negra se alzaron contra la discriminación social y el gobierno de José Miguel Gómez, a través del Ejército cubano masacró a 3000 rebeldes.[cita requerida]
El adusto conservadurismo de su sucesor, Mario García Menocal (1913-1920), no fue suficiente para ocultar las corruptelas, favorecidas en este caso por la bonanza económica que propició la Primera Guerra Mundial. Durante su administración entró en funciones el peso cubano como moneda oficial en 1914. Menocal logró reelegirse, lo que provocó una nueva rebelión de los liberales y los consiguientes aprestos intervencionistas de Estados Unidos.
La economía cubana había crecido rápidamente durante las dos primeras décadas del siglo, estimulada por la coyuntura creada por la reciente guerra mundial. No obstante ese crecimiento era unilateral, basado de modo casi exclusivo en el azúcar y en las relaciones mercantiles con Estados Unidos.[cita requerida] Por otra parte, los capitales estadounidenses que habían afluido a la isla con ritmo ascendente eran los principales beneficiarios del crecimiento, puesto que controlaban el 70 % de la producción azucarera además de su infraestructura y los negocios colaterales.
El bienestar económico derivado de este proceso -del cual dan testimonio las fastuosas casas de El Vedado-, revelaría una extraordinaria fragilidad. Ello se puso de manifiesto en 1920, cuando una brusca caída en el precio del azúcar provocó un crac bancario que dio provocó la bancarrota de las instituciones financieras cubanas. Poco después, cuando la producción azucarera del país alcanzaba los 5 millones de toneladas, se hizo evidente la saturación de los mercados, claro indicio de que la economía cubana no podía continuar creciendo sobre la base exclusiva del azúcar.
Tras el gobierno de Menocal, el gobierno de Alfredo Zayas (1921-1925), fue el escenario de trascendentales movimientos políticos.
El movimiento obrero, cuyas raíces se remontaban a las décadas finales del siglo XIX, había seguido también un curso ascendente matizado por huelgas -la de los aprendices en 1902 y la de la moneda en 1907 entre las más importantes- que más tarde llegaron a constituir una verdadera oleada debido a la inflación generada por la I Guerra Mundial. En el Primer Congreso Obrero Independiente (1920) los obreros de diferentes tendencias políticas toman un acuerdo de importancia la creación de la Federación Obrera de La Habana. Fue un paso de avance organizativo e ideológico, se destaca el líder obrero Alfredo López que desembocará en 1925 con la fundación de la Confederación Nacional Obrera de Cuba (CNOC) que será la primera organización obrera de carácter nacional que se propuso la lucha económica y la organización del movimiento obrero y el desarrollo de la conciencia de los trabajadores.
A la par de los obreros, pero en una escala mucho mayor se desarrolla en movimiento estudiantil e intelectual que se inicia el 20 de diciembre de 1922 con la fundación de la Federación Estudiantil Universitaria (FEU), uno de sus fundadores, Julio Antonio Mella, quien asume el cargo de secretario y luego el de presidente, será el gran líder de esta etapa histórica.
En torno a la FEU se organizan los estudiantes universitarios y en enero de 1923 la Reforma Universitaria en Cuba, mediante la cual se exigen cambios en la enseñanza universitaria (depuración del profesorado, exigir recursos al gobierno para mejorar las condiciones materiales de la Universidad, autonomía universitaria y participación de los estudiantes en el gobierno de la Universidad). El auge del movimiento reformista universitario logró que el gobierno de Alfredo Zayas reconociera legalmente a la FEU y tomara algunas medidas como la expulsión de profesores y la Creación de la Asamblea Universitaria compuesta por profesores y alumnos. La Reforma Universitaria se amplió con otros hechos y significó el surgimiento en Cuba del movimiento estudiantil universitario.
En octubre de 1923 y como parte de la Reforma universitaria se realiza el Primer Congreso Nacional de estudiantes que toma acuerdos de carácter político – social, exige la derogación de la Enmienda Platt y la creación la Universidad Popular José Martí, la cual es fundada en noviembre de 1923 con el objetivo de vincular el movimiento estudiantil y obrero.
En marzo de 1923 un grupo de intelectuales liderados por Rubén Martínez Villena protestan públicamente por la compra del Convento Santa Clara realizada por políticos del gobierno de Zayas. Este hecho, conocido como la Protesta de los 13, marcó el inicio en Cuba del movimiento de intelectuales que comenzarán a participar en las luchas políticas del país. De este hecho se derivaron los grupos Falange de Acción Cubana y el Grupo Minorista con la parte de Villena y otros.

### Dictadura de Gerardo Machado
El ascenso de Gerardo Machado a la presidencia en 1925 representa la alternativa de la oligarquía frente a la crisis latente. El nuevo régimen intenta conciliar en su programa económico los intereses de los distintos sectores de la burguesía nacional y el capital estadounidense, ofrece garantías de estabilidad a las capas medias y nuevos empleos a las clases populares, todo ello combinado con una selectiva pero feroz represión contra adversarios políticos y movimientos opositores. Su programa económico se concentraba en la reducción de inversiones, la política de reducción de zafra (para estimular los precios deprimidos del azúcar en el mercado mundial), la reforma arancelaria, cuyo objetivo era elevar los aranceles a productos extranjeros que se podían producir en Cuba y que se compraban en Estados Unidos como el café, arroz, huevos, carnes y otros, y el famoso Plan de obras públicas, mediante el cual se intenta reducir el desempleo creando puestos de trabajo en obras improductivas y temporales como el Capitolio, la escalinata universitaria, la Carretera Central, etc.
Bajo esta aureola de eficiencia administrativa, el gobierno intentó poner coto a las pugnas de los partidos tradicionales, asegurándoles el disfrute del presupuesto estatal mediante la fórmula del cooperativismo, en la cual Machado presiona para que todos los partidos apoyen su gobierno, al inicio lo logra en parte, pero después se va creando descontento en los partidos. Con ese consenso inicial que logró, Machado decidió reformar la constitución para perpetuarse en el poder por seis años.
Machado gobierna con una política represiva, materializada en encarcelamientos, torturas, son asesinados entre otros los líderes Alfredo López y Julio Antonio Mella. Se ilegaliza la CNOC y se respira un ambiente de terror y de persecución del movimiento revolucionario.
En este contexto se va conformando una crisis generalizada, aumentada por la Crisis económica mundial de 1929 a 1933 cuyos efectos en Cuba agravaron la situación existente, crea una situación revolucionaria, el pueblo estaba dispuesto a luchar Casi todas las facciones de la sociedad se organizan para hacer frente a Machado, desde grupos de derecha como “Unión Nacionalista” dirigido por Carlos Mendieta, de centro como el Directorio Estudiantil Universitario, de izquierda como la CNOC, el Partido Comunista, el grupo Unión Revolucionaria de Antonio Guiteras y el Ala Izquierda estudiantil y hasta grupos de corte fascista como el ABC el cual era un grupo celular armado y secreto, su objetivo era crear un “estado fuerte” que garantizara la armonía social, entre sus líderes se encontraba Jorge Mañach.
El 20 de marzo de 1930 se realiza una huelga general en la que participaron doscientos mil obreros bajo la consigna “¡Abajo Machado!”. Rubén Martínez Villena fue su principal organizador como dirigente de la CNOC. Esta huelga se considera el inicio de esta revolución antimachadista junto con la Tángana estudiantil de septiembre del 33 que consistió en un plan de estudiantes universitarios para promover un levantamiento popular contra Machado a través del desorden público. Estas acciones culminarán en agosto de 1933 con otra huelga general que había comenzado como huelga de los ómnibus de La Habana, pero de huelga económica y parcial se transforma en huelga política general, cuyo resultado será que el 12 de agosto de 1933 bajo la presión popular Machado huye del país.

### La Revolución del Treinta y el retorno a la democracia

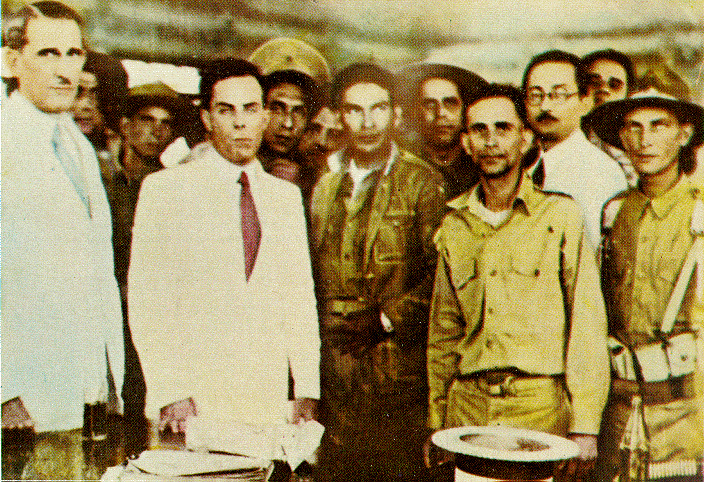
Golpe de Estado en Cuba de 1933. El Dr. Ramón Grau San Martín (extremo izquierdo) y el sargento Fulgencio Batista (centro), encabezaron las acciones.

La mediación del embajador estadounidense Sumner Welles no pudo evitar la caída de Machado pero sí impidió el triunfo popular: Welles le sale al paso a la huelga y apoyado por el ABC e impone como presidente a Carlos Manuel de Céspedes y Quesada que gobernará del 13 de agosto de 1933 al 4 de septiembre de 1933. El 4 de septiembre de 1933 mediante un golpe de Estado, el sargento Fulgencio Batista destituye a Céspedes. Esta sublevación tiene el apoyo del Directorio Estudiantil y Batista se convierte en jefe del Ejército con el grado de coronel. Este golpe de Estado crea el Gobierno de la Pentarquía que durará apenas seis días, desde el 4 hasta 10 de septiembre de 1933. Bajo la autoridad del Directorio Estudiantil y Batista, la pentarquía se transformó en el gobierno de los Cien Días.
Este gobierno de los Cien Días, encabezado por Ramón Grau como presidente y Antonio Guiteras como secretario de Gobernación, critica y se opone a la Enmienda Platt y toma medidas de marcado carácter popular (aplicación de la jornada laboral de 8 horas, reparto de tierras a los campesinos, legalización de los sindicatos, otorgamiento de la autonomía universitaria, rebaja de la tarifa eléctrica, intervención de la compañía eléctrica estadounidense, etc.)
Este Gobierno, a pesar de sus medidas, no contaba con el apoyo popular y el 15 de enero de 1934 la oposición de sus históricos defensores, los estudiantes, y la presión de Batista obligan a Grau a dimitir. Es nombrado presidente Carlos Hevia, que dimite días después. El cargo recae en la figura de Manuel Márquez Sterling que sin embargo dimite después de solo seis horas. Entonces, Batista apoyado por el Partido Socialista Popular y la casta política estadounidense pone a Carlos Mendieta Montefur en el gobierno.
La representantes de la oligarquía restaurada en el poder -a pesar del irrestricto apoyo estadounidense expresado en la abrogación de la Enmienda Platt, y las medidas de estabilización económica -principalmente el sistema de cuotas azucareras y un nuevo tratado de reciprocidad comercial-, mostraron una franca ineptitud en el ejercicio del gobierno. Durante todo este período de 1935-1936 se sustenta una fragilidad política que se materializa en la toma de poder de tres presidentes en dos años, también se mantiene la política militarista y represiva de Batista como Jefe del Ejército, que además, se transforma en el presidente de facto, ejerciendo una constante presión sobre los presidentes electos. Se moderniza el Ejército y las técnicas represivas, es ahogada en sangre la huelga general de marzo de 1935.
Después de la renuncia repentina de Carlos Mendieta, sube al poder José Agripino Barnet que en 1936 convoca elecciones por primera vez en tres años. La victoria democrática es para Miguel Mariano Gómez, que sin embargo, forzado por la oposición política dimite a finales de años. El último jefe de Gobierno antes de la llegada de Batista a la presidencia es Federico Laredo Bru, vicepresidente de Gómez, que se mantiene en el cargo durante cuatro años.

### La Constitución de 1940
El gobierno de Laredo y los años posteriores 1937-1945 son de marcada estabilidad política grandes cambios democráticos en el país. Entre estos cambios se manifiestan la amnistía general para los presos políticos, mediante la cual fueron liberados 3000 personas en el año 1937, la legalización de Partidos de oposición, el restablecimiento de la Autonomía Universitaria en 1939 y fundamentalmente la convocatoria a una Asamblea Constituyente en 1939 que aprobó y redactó la Constitución de 1940.
El 10 de octubre de 1940 entró en vigor la Constitución de 1940, confeccionada con la intervención de todos los sectores políticos del país. La Convención Constituyente estuvo integrada por 76 delegados representando a 9 partidos políticos. Durante sus primeros meses, la Constituyente tuvo a Ramón Grau San Martín del Partido Auténtico como su presidente. Luego de que éste renunciara el cargo, Carlos Márquez Sterling del Partido Acción Republicana lo remplazaría como el presidente. Con esta nueva Carta Magna, que recogía importantes reivindicaciones populares, se abrió un nuevo período de legalidad institucional, fue esta una de las Constituciones más avanzadas de su época.
Durante el gobierno de Batista, la situación económica experimento una mejoría propiciada por el estallido de la Segunda Guerra Mundial, coyuntura que beneficiaría aún más al sucesor, Ramón Grau San Martín, quien resultó elegido en 1944 gracias al amplio respaldo popular que le granjearon las medidas nacionalistas y democráticas dictadas durante su anterior gobierno. Sin embargo ni Grau, ni Carlos Prío Socarrás (1948-1952) —ambos líderes del Partido Revolucionario Cubano Auténtico—, fueron capaces de aprovechar las favorables condiciones económicas de sus respectivos mandatos.
Ambos Gobiernos se caracterizaron por la represión política con sucesivos asesinatos de líderes opositores como los dirigentes obreros Jesús Menéndez y Aracelio Iglesias, aplicando una fuerte censura de prensa mediante el decreto “Mordaza” y fomentando la creación de grupos gansteriles que controlan el negocio de la droga, la prostitución y los juegos prohibidos.
Algunos militantes del Partido Auténtico, descontentos con la línea de los gobiernos auténticos, fundan en 1947 bajo la dirección de Eduardo Chibás el Partido del Pueblo Cubano (Ortodoxo) como desprendimiento del Partido Revolucionario Cubano (Auténtico). El Partido Ortodoxo promete cumplir las promesas traicionadas por los auténticos, el carisma de Chibás fue decisivo en la aceptación del pueblo.

### Gobierno de Fulgencio Batista
Aunque todo auguraba el triunfo ortodoxo en las elecciones de 1952, las esperanzas se verían frustradas por un Golpe Militar dado por Fulgencio Batista, quien a la cabeza de una asonada militar, asaltó el poder el 10 de marzo de 1952. El Gobierno Militar sustituyó el Congreso por un Consejo Consultivo, eliminó la Constitución del 40 y estableció los estatutos Constitucionales. Liquidó la libertad de expresión, de reunión, de huelga, eliminó la Autonomía Universitaria, aumentó el salario de las fuerzas armadas y de la policía, y se otorgó un salario anual superior al del presidente de Estados Unidos (pasó de 26 400 dólares a 144 000 dólares frente a los 100 000 dólares de Truman).  El 27 de marzo, Estados Unidos reconoció oficialmente al régimen de Batista. Como subrayó el embajador estadounidense en La Habana, “las declaraciones del general Batista respecto al capital privado fueron excelentes. Fueron muy bien recibidas y yo sabía sin duda posible que el mundo de los negocios formaba parte de los más entusiastas partidarios del nuevo régimen”.
Aplicó una política de reducción de zafra que redujo el nivel de ingresos del país, el cual dejó de percibir 400 millones de dólares, creciendo así el desempleo a la par que se reduce el salario real y el poder adquisitivo del pueblo. Durante la década de 1950, La Habana estaba llena de casinos, prostitución, tráfico de drogas al servicio de organizaciones criminales estadounidenses, en especial con mafiosos como Meyer Lansky y Lucky Luciano. Batista alentó el juego de azar a gran escala en La Habana. En 1955, se anunció que Cuba concedería una licencia de juego a cualquiera que invirtiera un millón de dólares estadounidenses en un hotel y doscientos mil en una nueva discoteca, y que el gobierno proporcionaría fondos públicos para la construcción de los casinos, una exención fiscal de diez años, y que no se aplicaran los derechos sobre los equipos importados y muebles de los nuevos hoteles. Cada casino pagaría al gobierno $250 000 por la licencia más un porcentaje de las ganancias. El gobierno, de todas formas, omitió los controles, lo que abrió las puertas a inversores con fondos obtenidos ilegalmente.
Las reservas monetarias cayeron de 448 millones de pesos en 1952 a 373 millones en 1958. La deuda de la nación pasó de 300 millones de dólares en marzo de 1952 a 1300 millones en enero de 1959 y el déficit presupuestario alcanzó 800 millones de dólares.

## Periodo Revolucionario

### Revolución de 1959
Fidel Castro y un grupo de revolucionarios atacaron el 26 de julio de 1953 los cuarteles militares Moncada y Carlos Manuel de Céspedes en Santiago de Cuba y Bayamo, respectivamente. Esta acción fracasó, muchos de los asaltantes fueron asesinados por los soldados de Batista y otros fueron encarcelados, entre ellos Fidel, su hermano Raúl, Juan Almeida, entre otros. Debido a la presión popular y a la madre de Fidel Castro, que tenía relaciones de amistad con la entonces primera dama, y la intervención del entonces obispo de Santiago de Cuba, Batista ofrece una amnistía a los presos políticos en 1955. Fidel Castro y sus compañeros viajan a México donde se reorganizan bajo el nombre de Movimiento 26 de Julio.
Fidel Castro, su hermano Raúl, el Che Guevara, Camilo Cienfuegos y 78 expedicionarios más zarpan sigilosamente de Santiago de la Peña, frente al puerto de Tuxpan de Rodríguez Cano, Veracruz, México; en los primeros minutos del 25 de noviembre de 1956 en el yate Granma para iniciar la Revolución cubana que derrocaría al presidente Fulgencio Batista. Después de siete días de viaje, llegaron a Cuba, muy cerca de la playa Las Coloradas, donde desembarcaron los 82 revolucionarios para dar inicio a una guerra de guerrillas que desencadenaría en el triunfo de la Revolución Cubana. El Granma fue adquirido en Tuxpan por Antonio "el Cuate" del Conde por encargo de Fidel Castro para transportar en él, a los hombres y las armas para derrocar a Batista.

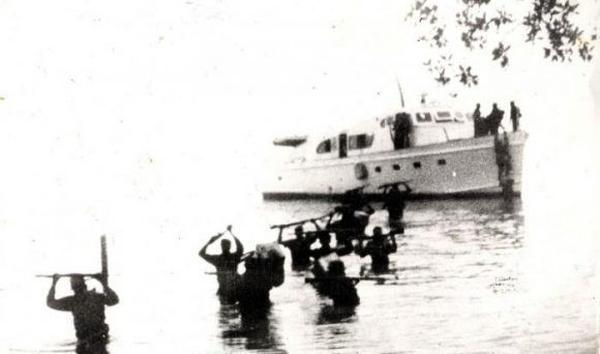
Combatientes desembarcando del barco Granma hacia las costas cubanas.

El 30 de noviembre de 1956 se produce el alzamiento de Santiago de Cuba organizado por Frank País. Al mismo tiempo debía desembarcar el yate Granma con 82 expedicionarios venidos de México, entre los que se encuentran Fidel Castro, Raúl Castro, Che Guevara, Camilo Cienfuegos y otros. Pero por las condiciones de mal tiempo los mismos se retrasan y llegaron el 2 de diciembre; desembarcando por la playa de Las Coloradas (Niquero), una zona rodeada de manglares situada muy cerca de la ciudad de Manzanillo.
Son sorprendidos por el ejército de Batista en el combate de Alegría de Pío y el grupo de revolucionarios es diezmado, siendo asesinados varios de los expedicionarios, logrando solo llegar a la Sierra Maestra un pequeño grupo donde desarrollan en una guerra de guerrillas, entre los combates se encontraron La Plata, El Hombrito y Arroyo del Infierno.
En las ciudades, principalmente en La Habana y Santiago de Cuba, continúan las actividades clandestinas dirigidas por José Antonio Echeverría, Frank País y otros. El 13 de marzo de 1957 se produce el asalto al Palacio Presidencial y a la Emisora Radio Reloj, donde por instantes no fue ajusticiado Batista, cayendo en el combate José Antonio Echeverría, líder del Directorio Revolucionario y presidente de la Federación Estudiantil Universitaria.
El periodista estadounidense Jules Dubois describió al régimen de Batista: “Batista regresó al poder el 10 de marzo de 1952 y empezó entonces la etapa más sangrienta de la historia cubana desde la guerra de independencia, casi un siglo antes. Las represalias de las fuerzas represivas de Batista costaron la vida a numerosos presos políticos. Por cada bomba que estallaba, sacaban a dos presos de la cárcel y los ejecutaban de modo sumario. Una noche en Marianao, un barrio de La Habana, se repartieron los cuerpos de 98 presos políticos por las calles, acribillados de balas”.
El embajador estadounidense Arthur Gardner expresó su punto de vista sobre Fidel Castro en un informe enviado al Departamento de Estado. El líder del Movimiento 26 de Julio era un “gánster” que “iba a apoderarse de las industrias americanas” y “nacionalizarlo todo”. En cuanto al dictador Batista, “dudo de que hayamos tenido mejor amigo que él”. Hacía falta entonces “apoyar al actual gobierno y promover la expansión de los intereses económicos estadounidenses”.
Fidel ordena al Che Guevara y a Camilo Cienfuegos llevar la guerra hasta Occidente al frente de las Columnas 2 Antonio Maceo y 8 Ciro Redondo quienes triunfan ante el ejército bastitano en varios combates entre ellos los más importantes son la Batalla de Santa Clara y Yaguajay. Mientras que Fidel dirige la Batalla de Guisa una de las más fuertes acciones de la guerra, desde la Manzanillo se enviaban municiones, medicinas y refuerzos incesantes, la ciudad de Manzanillo estuvo apoyando en todo momento a los rebeldes en la Sierra Maestra, mientras junto a Raúl Castro y Almeida rodean la ciudad de Santiago de Cuba. El 31 de diciembre de 1958 Batista huye del país al conocer lo hecho por los seguidores de Fidel Castro y dejando al frente del país al general Eulogio Cantillo.

### Gobierno revolucionario

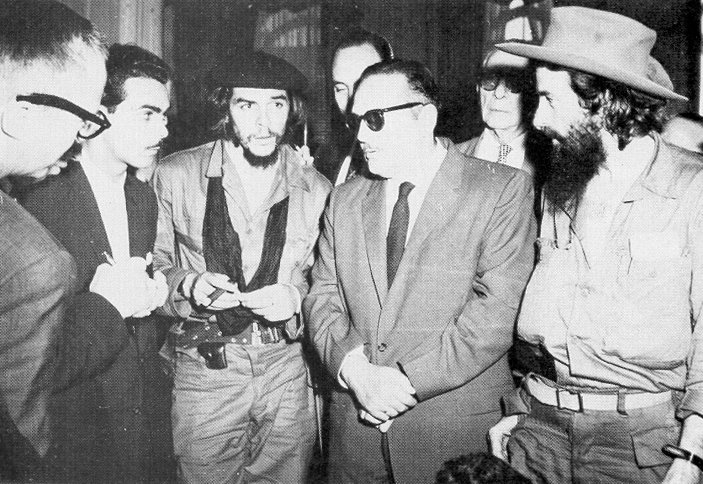
El presidente Manuel Urrutia flanqueado por el Che Guevara (a su izquierda en la foto) y Camilo Cienfuegos (a su derecha).

Fidel Castro llama al pueblo a la huelga general para derrocar el gobierno provisional establecido con la huida de Fulgencio Batista. Finalmente entran en La Habana donde se produce el definitivo triunfo de la Revolución. Una vez tomado el poder, la oposición formó un nuevo gobierno. Como presidente fue nombrado Manuel Urrutia Lleó y como primer ministro José Miró Cardona. Los ministros fueron Regino Boti (Economía), Rufo López Fresquet (Hacienda), Roberto Agramonte (Relaciones Exteriores), Armando Hart (Educación), Enrique Oltuski (Comunicaciones), Luis Orlando Rodríguez (Interior), Osvaldo Dorticós Torrado (Leyes Revolucionarias) y Faustino Pérez (Recuperación de Propiedad Adquirida Ilegalmente). Fidel Castro permanecía como comandante en jefe de las Fuerzas Armadas. Se trataba de un gobierno moderado en el que coexistían diversas tendencias.

#### Revolución social y antirracista
El 17 de mayo de 1959 Fidel Castro firmó la ley de reforma agraria, que daba continuidad a la del 10 de octubre de 1958, expedida en la propia Sierra Maestra. Para realizar esta reforma, se creó el INRA que se convertiría en el centro del poder revolucionario de entonces. En las ciudades, la "ley de alquileres" y la "ley de terrenos baldíos", indujeron rápidamente una reforma urbana, ideada para resolver el problema de la vivienda popular. Se abrió entonces un proceso de expropiaciones, nacionalizaciones y confiscaciones que afectaron fuertemente a la clase alta y a algunas empresas extranjeras, principalmente estadounidenses.
El tema racial es mencionado por primera vez en un discurso pronunciado por Castro el 2 de marzo de 1959, donde él pidió a la población eliminar la discriminación racial, y estableció su política de crear escuelas y puestos de trabajo a los cuales los negros cubanos tuvieran acceso. A partir de ese momento, manifestaciones de racismo fueron consideradas contrarrevolucionarias y políticamente condenadas por las autoridades. Castro comenzó un proceso de trabajo político y educacional desde 1959 para la erradicación del racismo. Con la eliminación de espacios privados como clubs, playas, escuelas y hospitales, desapareció también la posibilidad que tenían los dueños de decidir quienes eran sus miembros y de hacer dicha selección basados en cuestiones raciales.
El gobierno cubano también comenzó a arrestar a los líderes de la mafia y tomar millones en efectivo. Antes de morir, Meyer Lansky dijo que Cuba lo "arruinó". Según Enrique Cirules, historiador especializado en la mafia, Cuba es el único país donde la mafia ha experimentado una caída tan precipitada.

#### Polémica sobre la celebración de elecciones
Antes de su victoria, Fidel Castro y los líderes de otros movimientos revolucionarios, redactaron el Manifiesto de Sierra Maestra en el que se comprometieron a «celebrar elecciones generales para todos los cargos del Estado, las provincias y los municipios en el término de un año bajo las normas de la Constitución cubana de 1940 y el Código Electoral del 43 y entregarle el poder inmediatamente al candidato que resulte electo». A pesar de haberse comprometido a celebrar elecciones dentro de 18 meses, el gobierno descartaría cumplir con ese compromiso luego del triunfo de la Revolución. Planteando que los gobiernos anteriores habían sido perjudiciales, corruptos, para el pueblo de Cuba, imperando la corrupción y otros males, además de ser sumisos a los interés de los Estados Unidos que intentaría manipular las elecciones.
No fue hasta el 30 de junio de 1974 que se celebraron las primeras elecciones en Cuba, aunque fueron del tipo comunista como establece la ley cubana actual. Este tipo de elecciones se siguen celebrando hasta los días actuales y son consideradas por las personas contrarias al gobierno como fraudulentas, puesto que, entre otros factores, el presidente de la República no se elige por voto popular directo, sino a través del parlamento del partido único.

#### Oposición dentro de los revolucionarios

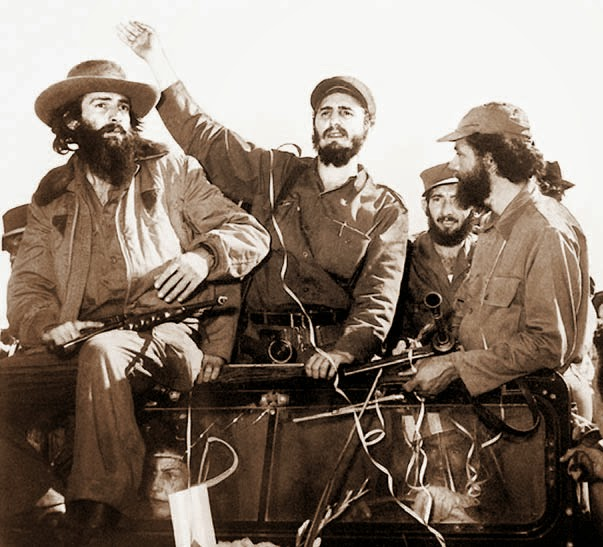
Huber Matos, Camilo Cienfuegos y Fidel Castro a su entrada en La Habana el 8 de enero de 1959

Huber Matos fue un cubano revolucionario que ayudó a Fidel Castro, Che Guevara y los miembros del Movimiento 26 de julio en el éxito derrocar la dictadura de Fulgencio Batista en el marco de la Revolución Cubana. En julio de 1959, Matos hizo la denuncia pública de la dirección que la revolución estaba tomando, pronunciando abiertamente, discursos anticomunistas en Camagüey. Esto condujo a una serie de disputas entre Castro, en ese momento el primer ministro de Cuba, y el presidente Manuel Urrutia Lleó. Huber Matos se niega a aplicar la reforma agraria en la provincia de Camagüey. En septiembre de 1959, Matos escribió:

"La influencia comunista en el gobierno ha seguido creciendo. Tengo que dejar el poder tan pronto como sea posible. Tengo que alertar al pueblo cubano en cuanto a lo que está sucediendo"

El 19 de octubre, envió una segunda carta de renuncia a Castro. Dos días más tarde, Castro envió Camilo Cienfuegos para arrestar a Matos, acusado de hacer contacto con los grupos contrarrevolucionarios. Durante la reunión posterior entre Cienfuegos y Matos, que habían crecido cerca durante la revolución, Matos dice que advirtió a su joven colega que creía que había sido enviado a la detención para que las fuerzas aliadas con Matos pudieran matarlo.
El joven revolucionario se había convertido en muy popular en los meses siguientes a la marcha en La Habana, como tal, Matos dice que fue la intención de Castro para eliminar cualquier competencia percibida. Cienfuegos, sin embargo, es recordado por haber apoyado el arresto de Matos, que es para lo que había sido enviado. Cienfuegos desapareció misteriosamente en la ruta a La Habana, después de la aprensión de Matos y sus ayudantes militares a finales de octubre de 1959. Algunas personas apuntan a un juego sucio por cualquiera, de Castro o de Matos, pero la mayoría de los historiadores coinciden en que probablemente fue un accidente.
Comunistas afirmarían que Huber Matos estaba trabajando en conjunto con personas como Manuel Antonio de Varona, Carlos Prío Socarrás, y Manuel Artime con los planes para una contrarrevolución organizada por la Agencia Central de Inteligencia estadounidense. Tras la captura de Matos, la operación finalmente se desarrolló en la Bahía de Cochinos.
Antes y después del triunfo de la Revolución cubana, Juanita Castro apoyó incondicionalmente a sus hermanos Fidel y Raúl. Durante los primeros meses del gobierno provisional, Juanita se encargó de edificar escuelas, clínicas y hospitales en toda la isla. Posteriormente entra en conflicto con sus hermanos, especialmente con Fidel, al declararse marxistas-leninista, por detenciones arbitrarias del G-2 y juicios sumarios, entre otras cosas, por lo que el 19 de junio de 1964 Juanita parte al exilio en un vuelo de Cubana de Aviación con destino a la Ciudad de México.
Juanita nunca más volvería a Cuba ni a reunirse con Raúl o Fidel. Diez días después, el 29 de junio, Juanita sacude al mundo, denunciando el régimen político de sus hermanos y rompió con todo durante una entrevista de radio con el periodista mexicano Guillermo Vela. Al día siguiente fue noticia de ocho columnas en todos los diarios, La deserción de Cuba de Juanita Castro Ruz. Años después, en octubre de 2009, publicó su autobiografía titulada: Fidel y Raúl mis hermanos, la historia secreta, donde reveló que trabajó para la CIA por más de seis años, aunque sin recibir sueldo o retribución económica alguna y, además, sin participar en ningún atentado contra sus hermanos o cualquier personaje cubano. Su nombre clave en la agencia fue Donna.

### Organizaciones políticas y de masas
En Cuba se han creado desde los mismos inicios de la Revolución Cubana diversas organizaciones de políticas, de masas y estudiantiles "para organizar al pueblo y unir las fuerzas del proletriado" (según el gobierno), aunque todas son dirigidas por el gobierno y el partido único. Otras independientes han surgido pero tienen destinos semejantes al de la Primavera Negra de Cuba.
Estas organizaciones son:
- El Partido Comunista de Cuba (PCC).
- La Federación Estudiantil Universitaria (FEU).
- La Unión de Jóvenes Comunistas (UJC).
- La Federación de Mujeres Cubanas (FMC).
- La Federación de Estudiantes de la Enseñanza Media (FEEM).
- La Organización de Pioneros José Martí (OPJM).
- La Central de Trabajadores de Cuba (CTC).
- La Asociación Nacional de Agricultores Pequeños (ANAP).
- Los Comités de Defensa de la Revolución (CDR).

En 1959, el Gobierno Revolucionario comenzó a promulgar una serie de decretos polémicos que finalmente llevarían a la eliminación total de la gran y mediana propiedad privada, garantizando propiedad solo sobre inmuebles particulares, bienes de carácter personal y pequeños negocios que no aparecen reflejados claramente en la constitución de 1976, pero que se permite tener a los cubanos, esto siempre que no excedan cierta cantidad de bienes dictada por el gobierno. El 17 de mayo de 1959 se aprobó la ley de reforma agraria y de creación del Instituto Nacional de la Reforma Agraria (INRA) que se convertiría en el basamento legal para la 1.ª y la Segunda Ley de Reforma Agraria de Cuba. Se abrió entonces un proceso de expropiaciones y nacionalizaciones que afectaron fuertemente a la clase alta y a las empresas estadounidenses. Esto fue mal recibido por el gobierno estadounidense, que incluso desde antes del triunfo comenzó a tener su diferendo con la lucha cubana. Simultáneamente los sectores más conservadores en el gobierno (José Miró Cardona, Manuel Urrutia Lleó, Rufo López Fresquet) comenzaron a expresar su desacuerdo con las nuevas medidas y fueron reemplazados, al mismo tiempo que casi toda la clase alta propietaria de las plantaciones e ingenios azucareros y una considerable porción de la clase media abandonaban el país y se instalaban principalmente en Miami y Nueva Jersey.

#### Juicios revolucionarios

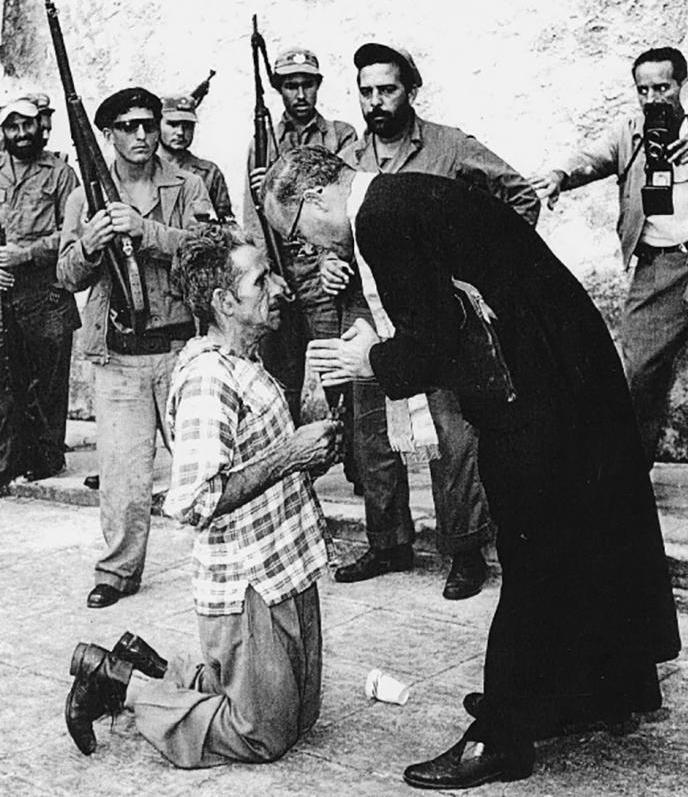
José "Pepe Caliente" Rodríguez, ex cabo del ejército de Fulgencio Batista condenado por el asesinato de dos hermanos, recibe los últimos sacramentos del Padre Domingo Lorenzo en el Castillo de San Severino en Matanzas poco antes de ser fusilado.

Una de las primeras decisiones del nuevo gobierno, fueron los juicios revolucionarios como parte del proceso conocido como Comisión Depuradora contra personas consideradas criminales de guerra o muy asociadas con el régimen de Fulgencio Batista, y más adelante nuevos opositores como el comandante del Segundo Frente Nacional del Escambray, Jesús Carreras Zayas, acusado de apoyar una rebelión en 1960. Entre enero y abril de 1959, alrededor de mil fueron denunciados y juzgados por medio de juicios sumarísimos de los cuales 550 fueron fusilados. Che Guevara en su condición de jefe de La Cabaña durante los primeros meses de la revolución, tuvo a su cargo los juicios y ejecución contra los detenidos en la fortaleza. La opinión personal de Guevara sobre los fusilamientos fue expuesta públicamente ante las Naciones Unidas el 11 de diciembre de 1964:

Nosotros tenemos que decir aquí lo que es una verdad conocida, que la hemos expresado siempre ante el mundo: fusilamientos, sí, hemos fusilado; fusilamos y seguiremos fusilando mientras sea necesario. Nuestra lucha es una lucha a muerte. Nosotros sabemos cuál sería el resultado de una batalla perdida y también tienen que saber los gusanos cuál es el resultado de la batalla perdida hoy en Cuba.

En enero de 1959 el abogado José Vilasuso, comenzó a trabajar en la Comisión Depuradora bajo las órdenes del Che Guevara, como instructor de expedientes. Este describió el paredón de fusilamiento manchado de sangre de personas sin pruebas incriminatorias y sin la posibilidad del ejercicio de una defensa justa y planteo que cientos de hombres fueron de la misma manera condenados a la pena de muerte por fusilamiento mediante sentencias preestablecidas en los juicios sumarísimos. Ejecuciones que pronto se extendieron a toda isla.

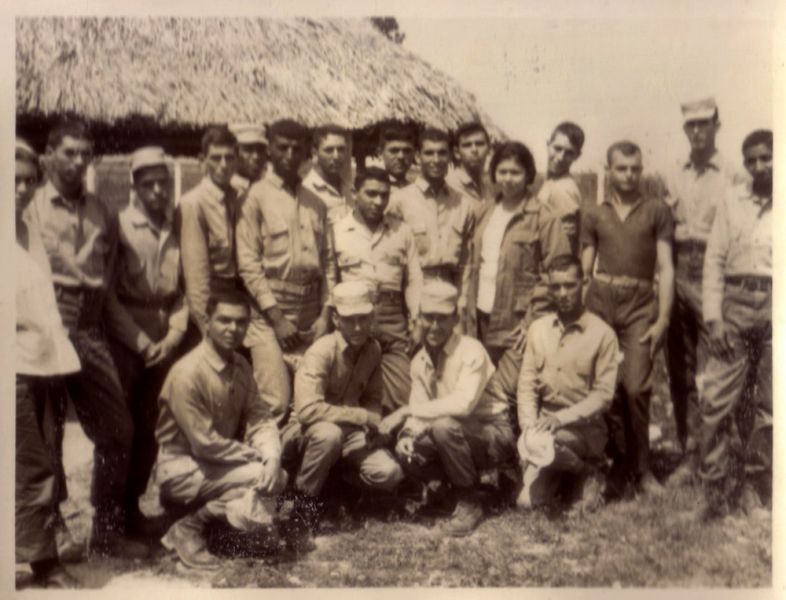
Homosexuales y opositores a la revolución cubana en la Unidad Militar de Ayuda a la Producción de Cuba.

Las Unidad Militar de Ayuda a la Producción o UMAP, en efecto, campos de concentración de trabajos forzados, se establecieron en 1965 como una forma de eliminar supuestos valores "burgueses" y "contrarrevolucionarios" en la población cubana. En julio de 1968 se borró el nombre "UMAP" y se destruyó la documentación asociada a la UMAP. Los campamentos continuaron como "Unidades Militares".
En la década de 1970, el nivel de vida en Cuba era "extremadamente espartano" y el descontento abundaba. Castro cambió las políticas económicas en la primera mitad de la década de 1970. En la década de 1970 el desempleo reapareció como problema. La solución fue criminalizar el desempleo con la Ley Anti-Holgazanería de 1971; los desempleados serían encarcelados.  Una alternativa era ir a pelear guerras apoyadas por los soviéticos en África. En un año determinado, había alrededor de 20.000 disidentes detenidos y torturados en condiciones inhumanas de prisión. Los homosexuales fueron encarcelados en campos de internamiento en la década de 1960, donde fueron sujetos a "reeducación" médico-política. El anticastrista Archivo Cuba estima que 4.000 personas fueron ejecutadas.

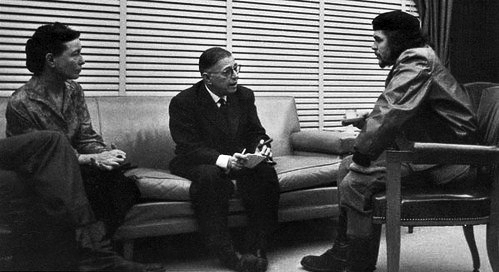
El Che Guevara se entrevista con los intelectuales franceses Simone de Beauvoir y Jean-Paul Sartre.

#### Acuerdos logrados por el Che Guevara
El 7 de noviembre de 1960 el Che Guevara viajó durante dos meses por Checoslovaquia, Unión Soviética, China, Corea y la República Democrática Alemana. Tanto la Unión Soviética como China se comprometieron a comprar la mayor parte de la zafra cubana. Cuando finalizó la visita, Cuba tenía acuerdos comerciales y financieros, además de vínculos culturales, con todos los países del bloque comunista, relaciones diplomáticas con todos menos Alemania Oriental y acuerdos de asistencia científica y técnica con todos menos Albania.

#### Acercamiento de Cuba a la Unión Soviética
Este movimiento antiimperialista revolucionario de izquierda contó en un principio con el apoyo de distintos gobiernos democráticos del Caribe y Latinoamérica que fueron parte de lo que hoy se conoce como la Izquierda Democrática que intentaban eliminar las dictaduras de derecha de los países de la región. Las medidas reformistas que comenzó a tomar el régimen comenzaron a alertar, sobre todo a los Estados Unidos. Aunque la inicial actitud de Fidel Castro, líder máximo de la Revolución, hacia los Estados Unidos no fue hostil, sí fue severamente crítica, denunciando el apoyo que la potencia le había brindado a distintos dictadores de Latinoamérica, incluyendo al cubano Fulgencio Batista, así como el rol explotador e intervencionista de sus empresas monopolistas.

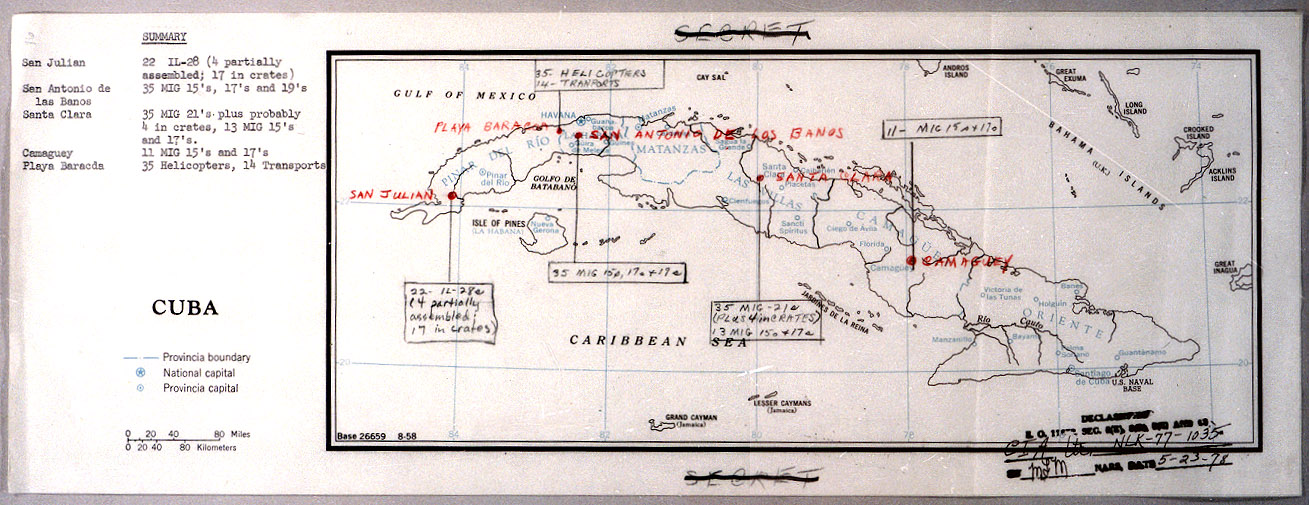
Mapa de Cuba utilizado en las reuniones con el presidente de Estados Unidos en el que se indica las bases militares con misiles soviéticos.

Las medidas que tomó Estados Unidos contra el gobierno de Fidel Castro provocaron que éste se acercara a la Unión Soviética en busca de convenios comerciales. En febrero de 1960 Cuba firmó un acuerdo en el que la URSS se comprometía a adquirir anualmente 1 millón de toneladas de azúcar durante 5 años consecutivos (1960-1965), en un 20 % en dólares y el resto con bienes. Además, la URSS abría un crédito de 100 millones de dólares a Cuba. Este trato significó “una virtual declaración de independencia económica de Cuba”. Estados Unidos se negó entonces a refinar el petróleo proveniente de la URSS y anularon la cuota azucarera que Cuba poseía en su mercado. Cuba por su parte procedió a nacionalizar las propiedades estadounidenses en la isla. Las subsecuentes medidas, tanto por parte del gobierno de los Estados Unidos como por el de Cuba, llevaron a la ruptura de las relaciones políticas y económicas entre ambos países. Las transformaciones políticas y económicas que se llevaron a cabo en esos primeros años se volvieron de lleno antiimperialistas. El cambio social que buscaba la Revolución, las ideas antiimperialistas que la motivaron y la represión por parte de los Estados Unidos, que presionó a los países latinoamericanos para que rompieran relaciones con Cuba solo no rompieron relaciones diplomáticas con Cuba México y Canadá; además logró que se expulsará a Cuba de la Organización de los Estados Americanos (OEA) a la cual Cuba no perteneció hasta 2009, volcaron definitivamente a Cuba hacia la URSS y el campo socialista, que ya para 1962 había declarado pública y oficialmente el carácter socialista de la Revolución.
El 3 de enero de 1961, en una de las últimas medidas de su gobierno antes de entregar el poder a John F. Kennedy, el presidente Dwight D. Eisenhower cortó las relaciones diplomáticas entre Estados Unidos y Cuba. El 15 de abril de 1961 aviones estadounidenses con insignias cubanas atacaron los aeropuertos de San Antonio de los Baños, Ciudad Libertad y Santiago de Cuba, causando importantes bajas. Al día siguiente se declaró el carácter socialista de la revolución, siguiendo las ideas de Karl Marx y Lenin.
El 17 de abril se produjo una gran invasión en la bahía de Cochinos. Sus participantes eran exiliados cubanos entrenados y armados por la CIA en Nicaragua que tratarían de derrocar el gobierno. Llevaban cinco barcos mercantes, quince lanchas de desembarco, 1500 hombres fuertemente armados, 16 aviones B-26, 5 tanques, camiones y artillería, pero enfrentarían una fuerza de más de 30 000 hombres bien armados, entrenados y que había recibido reportes de inteligencia sobre esta operación.[cita requerida]
Rápidamente el gobierno movilizó las Fuerzas Armadas y para la mañana del 19 de abril la brigada invasora había sido derrotada. A pesar de numerosas acusaciones por parte de Estados Unidos, los prisioneros de la invasión de bahía de Cochinos no fueron torturados, aunque muchos reportaron maltratos y vejaciones. Posteriormente fueron cambiados por medicinas y alimentos para niños denominando esta operación mercenarios por compotas. Cuba comenzó a establecer lazos más fuertes con la URSS, la cual le brindó apoyo y se convirtió en una gran importadora de azúcar de caña, junto con otros estados socialistas.

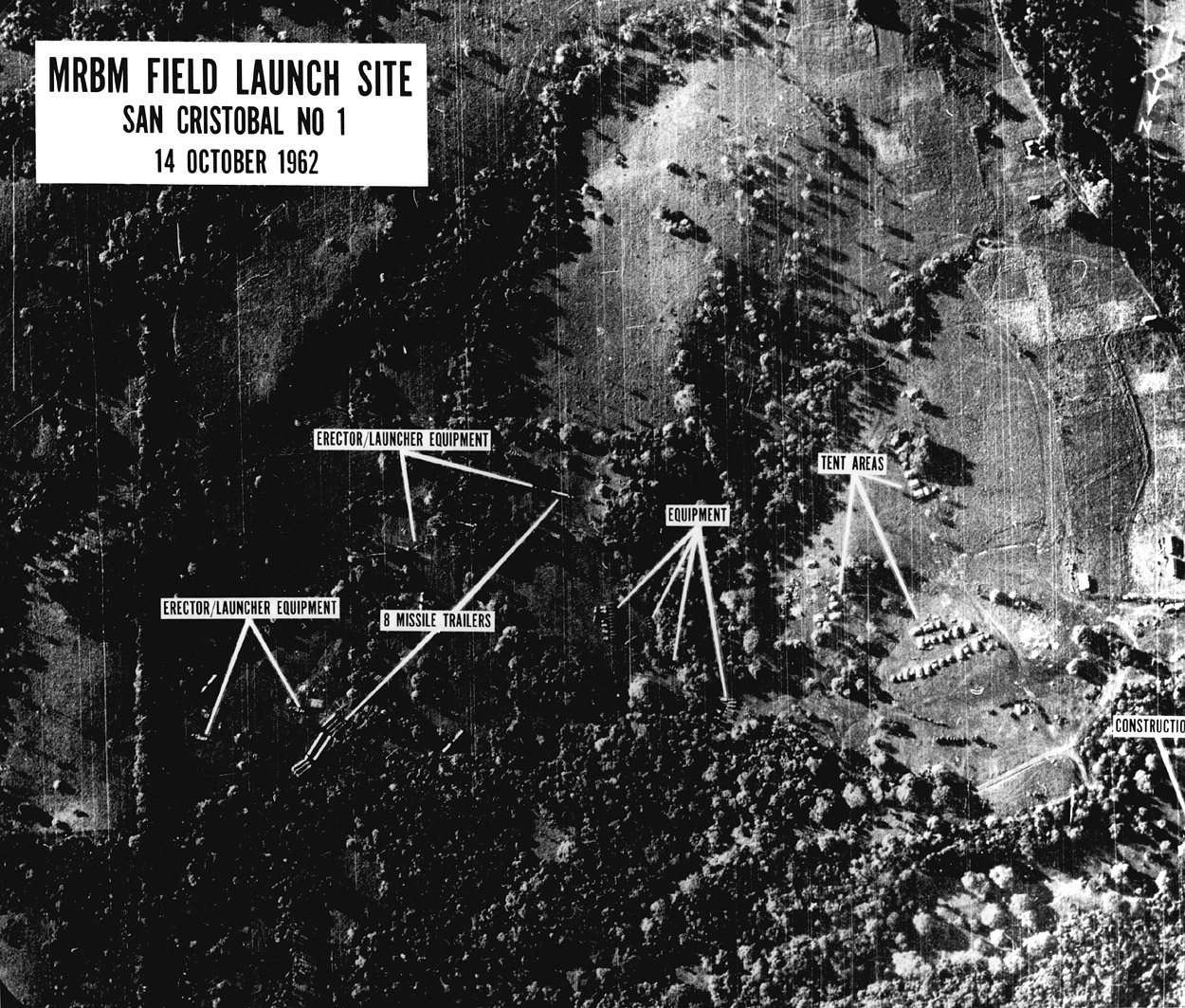
Fotografía aérea tomada por un avión espía U2 de una instalación de misiles en Cuba.

A fines de junio de 1962, la Unión Soviética y Cuba tomaron la decisión de instalar misiles atómicos en Cuba; al recibir la URSS informe de inteligencia sobre una supuesta invasión directa de los Estados Unidos a la isla; lo que entendían era el único modo de disuadir a Estados Unidos de invadir a Cuba, además de suponer para las relaciones soviético-estadounidenses un paso más en la Guerra Fría (en agosto de 1961 se había construido el muro de Berlín, en febrero de 1962 se había producido el novelesco intercambio de prisioneros consecuencia del caso del avión espía U-2, y proseguía la implicación estadounidense en el conflicto de Vietnam). El Che Guevara tuvo una participación activa en la elaboración del tratado entre Cuba y la Unión Soviética, viajando allí a fines de agosto para cerrarlo. El hecho llevaría a la llamada crisis de los misiles de Cuba que puso al mundo al borde de una guerra nuclear y finalizaría con un dificultoso acuerdo entre Kennedy y Nikita Jruschov, por el cual Estados Unidos se comprometió a no invadir Cuba y retirar los misiles que tenía instalados en Turquía apuntando a la Unión Soviética, y esta a retirar los misiles cubanos.

### Cuba en el panorama internacional

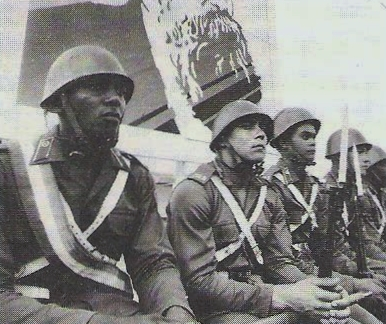
Soldados cubanos

El apoyo militar de la URSS habían permitido a La Habana contar con uno de los ejércitos más poderosos del área o el más poderoso. Con capacidad de proyección internacional como se demostraría en las décadas de 1970 y 1980.
En 1975, se declaró la guerra civil de Angola entre el MPLA, el FNLA y UNITA por el control del país. Al mismo tiempo en agosto de ese año Sudáfrica había comenzado a realizar operaciones en territorio angoleño con el fin de lograr un gobierno prooccidental y terminar con las bases de operaciones de SWAPO. Cuba envió en octubre ingentes cantidades de armas y hombres como asesores militares. Las tropas caribeñas en conjunto con las FAPLA lograron detener la ofensiva Sudáfrica por el Sur y derrotar la de los mercenarios de Zaire por el Norte afianzando el poder del MPLA en parte norte del país, pero la guerra civil de Angola se entremezcló con la Guerra de la frontera de Sudáfrica y se convirtió en uno de los conflictos más largos del continente africano, en el que llegaron a servir al mismo tiempo más de 50 000 soldados cubanos.
En 1976, con la redacción de una nueva constitución se completó la transformación del Estado, convirtiéndose Cuba en "un Estado socialista de trabajadores, independiente y soberano, organizado con todos y para el bien de todos, como república unitaria y democrática, para el disfrute de la libertad política, la justicia social, el bienestar individual y colectivo y la solidaridad humana", tal como se dice en el texto constitucional. Se terminó de institucionalizar el Estado surgido de la Revolución.

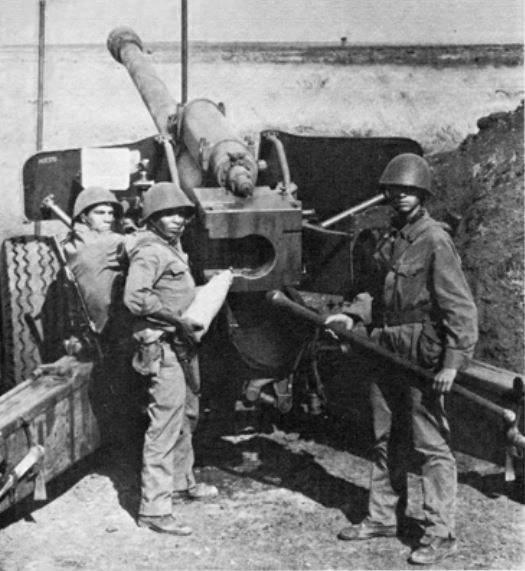
Equipo de artillería cubana durante la guerra de Ogaden

En 1977, Fidel Castro decidió intervenir en la guerra de Ogaden, a favor de Etiopía. Mientras tanto, en Angola, la presión sudafricana en forma de más incursiones se ampliaba notablemente.
Después del proceso constituyente se han dado los más tristes episodios para la dirigencia política del país: el inicio de las visitas de la comunidad cubana en Estados Unidos, debido a la necesidad de la entrada en el país de divisas (1978); la Crisis de la embajada peruana en La Habana de 1980, el Éxodo del Mariel, la Masacre del Río Canímar y la muerte de 24 asesores militares cubanos en la isla caribeña de Granada (1983) producto de la invasión estadounidense a la pequeña isla, defendiendo estos sus posiciones tenazmente.
En el ámbito internacional la situación de Angola era de estancamieto, especialmente tras la Batalla de Cuito Cuanavale. Pese al esfuerzo realizado los sudafricanos obligaron a la coalición a replegarse más allá del río Cuito; pero aquellos no pudieron aprovechar la ventaja obtenida, quedando la confrontación en empate táctico.
La participación cubana terminó tras los Acuerdos Trilaterales de Nueva York de 1988 en los que se estipulaba la salida de todos los asesores caribeños en 1991, así como la retirada de Sudáfrica de Angola y la libertad de Namibia. No se tienen registros oficiales de cuantos cubanos murieron en Angola teniéndose el dato de 377 000 efectivos enviados; pero según el gobierno fue una campaña en bien del internacionalismo proletario donde la URSS puso el financiamiento base y Cuba el resto y el apoyo militar directo a cambio de honor y la satisfacción del deber cumplido. La CIA, por su parte informó que Angola estaba pagando a Cuba una soldadesca mercenaria por su participación. En la misma línea Alexandre de Marenches confirmó que las tropas cubanas defendieron los yacimientos petrolíferos de la American Gulf Oil Company a cambio de que esta multinacional estadounidense pagase parte de la factura. Extremos este, el de un ejército mercenario, que parecen confirmar artistas cubanos como Frank Delgado en obras suyas como veterano.

### Vínculos con el narcotráfico
La participación no muy clara de figuras importantes del ejército y el Ministerio del Interior cubano en el tráfico de drogas y otras actividades ilegales, culminó con el fusilamiento de cuatro oficiales, Arnaldo Ochoa Sánchez, el coronel Antonio de la Guardia, el capitán Jorge Martínez y Amado Padrón en (1989).

## Cuba tras la desaparición de la Unión Soviética

### Período Especial
Después de la caída de la Unión Soviética a finales de 1991, la economía de Cuba sufrió una crisis, dejándola esencialmente paralizada porque las estrechas bases económicas de esta nación se concentraban en unos pocos productos con pocos compradores. La pérdida de casi 5000 millones de dólares que el gobierno de la URSS proveía a Cuba como ayuda, en forma de exportaciones garantizadas para el mercado cubano del azúcar y la obtención de petróleo barato, generó un impacto severo para la economía cubana. En este contexto, se celebró en octubre de 1991 el IV Congreso del gobernante Partido Comunista de Cuba para analizar la delicada situación del país.
En 1993 la situación se agravó mucho más. La agricultura y la ganadería, productoras de alimentos, se fueron reduciendo hasta quedar con pocos suministros para la población. El comercio de Cuba disminuyó en un 80 %, y las condiciones de vida empeoraron. Esta situación hizo que se intensificara el flujo migratorio de Cuba hacia los Estados Unidos. En particular se popularizó una peligrosa forma de emigración ilegal con los llamados balseros, quienes, fruto de la desesperación, se lanzaban a cruzar el estrecho de La Florida en endebles embarcaciones artesanales.
Se declaró un periodo especial, que incluía recortes en el transporte y la electricidad, e incluso racionamiento de comida. En respuesta a estos acontecimientos, Estados Unidos endureció el embargo económico, comercial y financiero esperando que esto llevara a la caída del estado socialista. No obstante, el gobierno abrió el país al turismo internacional, realizando tratos con compañías extranjeras de proyectos turísticos, industriales y agrícolas. Como resultado, el uso del dólar estadounidense se legalizó en 1993, abriéndose tiendas especiales que vendían exclusivamente en dólares. Había entonces dos economías separadas: la economía del dólar y la economía del peso.

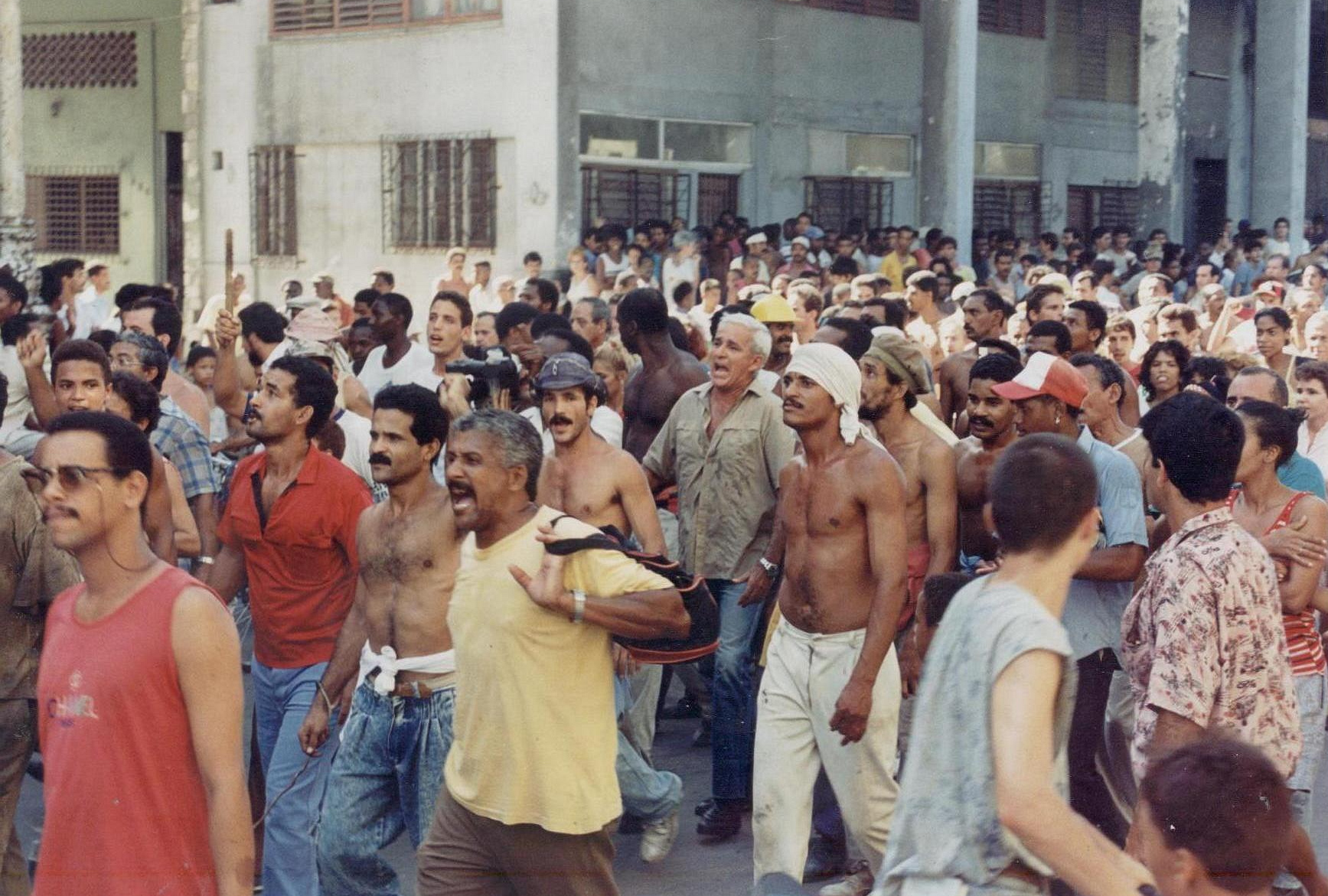
Maleconazo.

Extremos periodos de escasez de comida y otros bienes, así como frecuentes apagones eléctricos, dieron origen a un amplio malestar entre la población cubana, incluyendo numerosas protestas por la pésima situación económica (siendo la más notoria de ellas el “Maleconazo”, ocurrido el 5 de agosto de 1994) y un incremento en el crimen y la corrupción. En respuesta, el Partido Comunista de Cuba formó cientos de “brigadas de acción rápida” para sofocar las protestas y enviar un mensaje de que no se tolerarían las manifestaciones callejeras en contra del gobierno. Estos evento provocaron la crisis de los balseros cubanos de 1994.
En 1995 se tomaron nuevas medidas para aliviar la situación del país. Se fomentó la inversión extranjera y se permitieron algunas muy limitadas formas de iniciativa privada. Esto hizo que poco a poco mejorase algo la economía cubana. En 1997 se celebró el V Congreso del partido gobernante. En 1998 el papa Juan Pablo II hizo una histórica visita a Cuba, en la cual se pidió algo más de flexibilidad y apertura al gobierno cubano, así como al resto del mundo, para así lograr una reconciliación en la sociedad cubana.

### Recuperación
A partir de la llegada de Hugo Chávez al poder en Venezuela se establece una alianza estratégica entre los dos países en los sectores económico y político, que más tarde desencadenaría el nacimiento del ALBA, organismo que ha causado un mayor despegue de la economía nacional gracias al suministro constante de crudo por parte del gobierno venezolano, lo que ha posibilitado el ligero mejoramiento de la situación económica del país..
Sin embargo, en octubre de 2004 el gobierno cubano anunció el fin de esta política: a partir de noviembre los dólares estadounidenses no serían legales en Cuba, pero en cambio se cambiarían por pesos convertibles cubanos.
Más tarde, Cuba también encontró nuevos aliados en el presidente Chávez de Venezuela y el presidente Evo Morales de Bolivia, naciones importantes en la exportación de petróleo y gas. A partir de la llegada de Hugo Chávez al poder en Venezuela se establece una alianza estratégica entre los dos países en los sectores económico y político, que más tarde desencadenaría el nacimiento del ALBA, organismo que ha causado un mayor despegue de la economía nacional.
A raíz de la catástrofe provocada por el Huracán Katrina en el 2005, Cuba ofreció enviar una brigada de médicos internacionalistas a las zonas dañadas de los Estados Unidos, oferta que fue rechazada por el gobierno estadounidense por considerarla "innecesaria y oportunista". Cuba mantiene relaciones comerciales fundamentalmente con España, Canadá, Italia, China, Rusia y Venezuela. Pertenece al ALBA, lo que la convierte en socia comercial y cooperativa de Bolivia, Venezuela, Ecuador, Nicaragua, Dominica y San Vicente y Las Granadinas.

## Gobierno de Raúl Castro
En 2006 Fidel Castro cedió la presidencia (de forma provisional, debido a su estado de salud) a su hermano y por entonces vicepresidente Raúl Castro.

### Primeros años
A comienzos de 2008 Raúl fue finalmente elegido por el parlamento como nuevo presidente, tras la renuncia definitiva de Fidel. Esto fue visto por varios sectores como un traspaso de poder hereditario y antidemocrático, a pesar de que se cumplieron las reglas que establece la Constitución. 
Sin embargo, otros estuvieron esperanzados por la llamada "transformación socialista" promovida por Raúl Castro, donde se iniciaron una serie de reformas incipientes para mejorar las condiciones de vida de los ciudadanos cubanos, enfocadas únicamente en el plano de la economía. Esto incluyó la reanudación del diálogo político con la Unión Europea y los intentos de lograr una mejor relación con los Estados Unidos, tras la llegada a la Casa Blanca del presidente Barack Obama. Este, por su parte, prometió un diálogo "sin precondiciones con los enemigos de Estados Unidos", por supuesto Cuba incluida.
La política exterior del nuevo gobierno cubano ha sido definida como ¨exitosa¨, por diversos analistas. Gracias al aumento de países miembros latinoamericanos que apoyan el reingreso de Cuba en la OEA, finalmente este fue aprobado a comienzos de junio de 2009, siendo la isla reincorporada en la organización, de la que fue expulsada en 1962. Las relaciones estratégicas con grandes potencias como Rusia y China se han visto asimismo fortalecidas.
En 2008 Cuba entra oficialmente al Grupo de Río, lo que pone punto final al aislamiento de la isla caribeña del resto del continente. En marzo de 2009, Costa Rica anunció el restablecimiento de relaciones diplomáticas con La Habana; después del triunfo de Mauricio Funes, candidato elegido en comicios en El Salvador, se dio a conocer como parte de su programa el restablecimiento de las relaciones con el gobierno de La Habana, de esta manera Cuba cuenta con el respaldo de todos los países del área, y aislando la política unilateral del gobierno estadounidense.
En el día de apertura de la V Cumbre de las Américas, celebrada en Puerto España, el presidente estadounidense Barack Obama, en medio de presiones de sus pares latinoamericanos, encabezados por el brasileño Lula, reconoció que el embargo económico a Cuba ha sido un fracaso a lo largo de los cuarenta y siete años que se ha aplicado y que está preparado para que su administración junto con el gobierno cubano se involucren en una amplia gama de asuntos en los que incluyó derechos humanos, libertad de expresión, reformas democráticas, drogas y asuntos económicos. Esto después de que días antes levantara algunas restricciones a ciudadanos de EU con familiares en Cuba, como la de viajar a la isla o el envío de remesas y ofreció "buscar un nuevo comienzo con Cuba". El diálogo comenzó con el ´si´ de Cuba a una propuesta hecha por Obama, para comenzar las conversaciones con respecto a la migración ilegal y el tráfico de drogas.
En marzo de 2009, en medio de una reestructuración ministerial de más largo alcance, fueron destituidos de sus cargos el vicepresidente Carlos Lage Dávila y el canciller Felipe Pérez Roque, representantes de la generación intermedia, acusados de ambición de poder y deslealtad a la Revolución, aunque no se conocen los detalles de la supuesta deslealtad.
A nivel internacional, en la XXXIX Asamblea de la Organización de los Estados Americanos (OEA) desarrollada en San Pedro Sula a principios del mes de junio de 2009, fue anulada la resolución del 31 de enero de 1962 emitida por este organismo, que suspendió a este país como miembro de la entidad. A pesar de esto, el gobierno de la isla se negó a regresar al seno de la organización. La huelga de hambre de presos políticos cubanos de 2010 obligó al gobierno a liberar a 52 presos políticos con mediación de la Iglesia católica.

### VI Congreso del Partido y reformas económicas
Entre los días 16 y 19 de abril de 2011, coincidiendo con el 50 aniversario de la fallida invasión de Bahía de Cochinos, se celebró en La Habana el VI Congreso del gobernante Partido Comunista de Cuba, tras lo cual se dio impulso a una serie de profundas reformas económicas y sociales en el país. En los años siguientes, se observó una discreta mejoría en la situación de la economía nacional, si bien la Isla jamás ha recuperado los niveles económicos existentes en la década del 80 del pasado siglo.

### Mejoramiento de las relaciones con Estados Unidos
En diciembre de 2013, durante los funerales de Nelson Mandela, en Sudáfrica, Raúl Castro y Barack Obama se encontraron en un ambiente de cordialidad y se dieron la mano. Esto pareció presagiar para muchos el inicio de una mejoría de las relaciones entre ambos países, bastante malas desde principios de la década de 1960.
Un año después, el 17 de diciembre de 2014, los gobiernos de Cuba y Estados Unidos anunciaron un cambio en las relaciones bilaterales. En Cuba fue liberado el estadounidense Alan Gross, preso por espionaje, y en Estados Unidos fueron liberados los tres cubanos restantes de los cinco originalmente encarcelados en ese país.

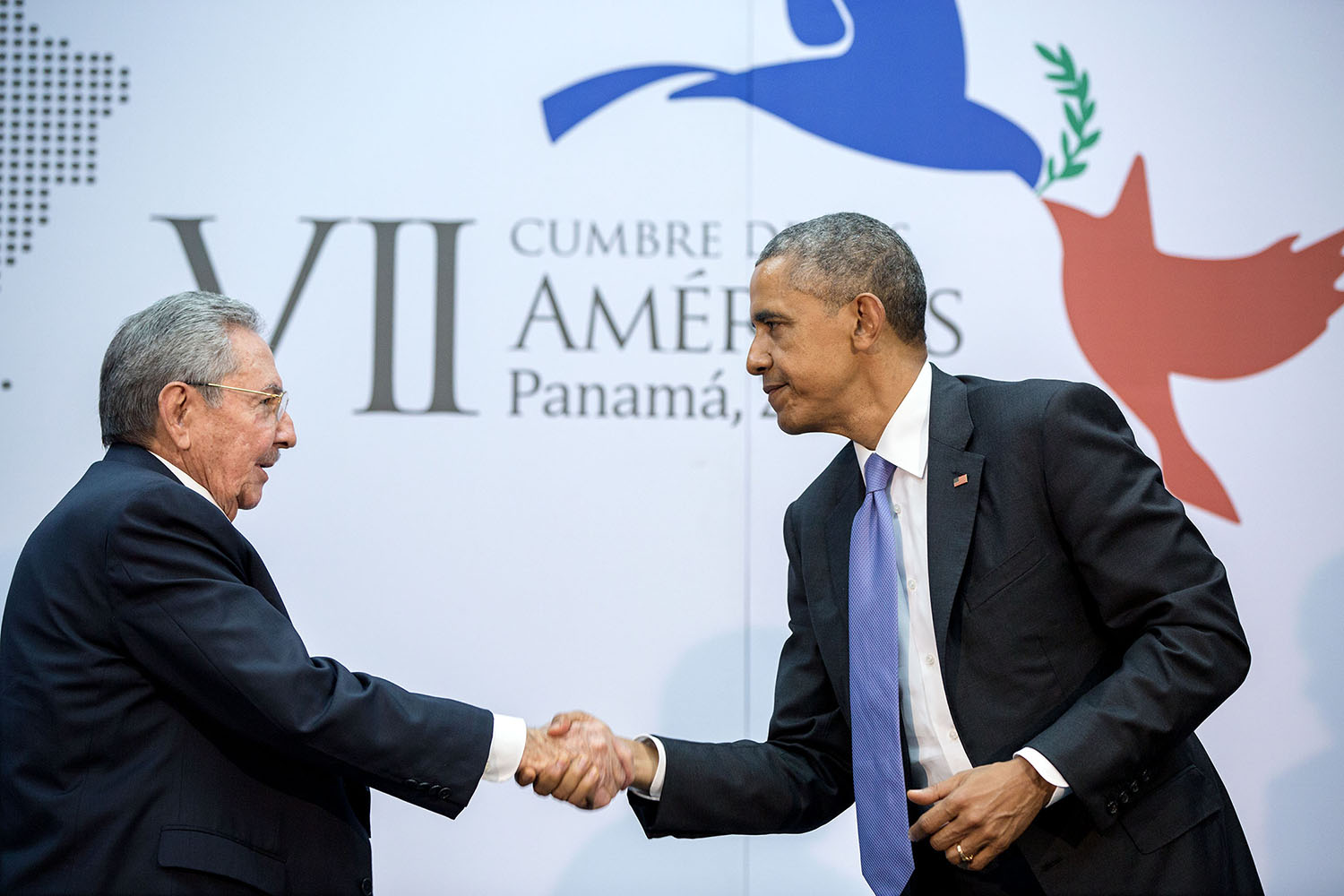
Raúl Castro y Barack Obama en 2015 durante la VII Cumbre de las Américas

Se restablecieron las relaciones diplomáticas entre ambas naciones, interrumpidas desde 1962, y ambas embajadas fueron reabiertas en julio y agosto de 2015, en Washington D. C. y La Habana, respectivamente. 
Además, entre 2015 y enero de 2017, el saliente presidente estadounidense Barack Obama impulsó una serie de medidas para suavizar las restricciones y prohibiciones contra Cuba, si bien el embargo estadounidense contra la isla se mantuvo relativamente intacto en sus aspectos fundamentales. A partir de 2017 y hasta 2021, asumió la presidencia de los Estados Unidos Donald Trump, quien volvió a endurecer las restricciones del embargo, esto unido a la ralentización de las reformas económicas, provocaron que la economía de la isla se mantuviera estancada durante estos años, e incluso decreciera en 2019 y 2020.

### VII Congreso del Partido
En abril de 2016 se celebró el VII Congreso del partido, durante el cual se analizó lo logrado desde el congreso anterior y lo que no se logró, sentándose las bases para el llamado Plan de desarrollo 2030. En el verano de ese mismo año, el gobierno anunció problemas con el suministro de varias materias primas y el recorte del consumo de electricidad de las empresas del estado para paliar la escasez de combustible.

### Fallecimiento de Fidel Castro
El 25 de noviembre de 2016, coincidiendo con el 60.º aniversario de la salida del yate Granma desde México hacia Cuba, falleció Fidel Castro por causas naturales, a los noventa años de edad. Los días posteriores marcaron la procesión de sus cenizas por toda la isla, desde la plaza de la Revolución de La Habana hasta el cementerio de Santa Ifigenia de Santiago de Cuba, al otro extremo del país, en donde pasaron a reposar sus cenizas. 
Numerosos gobiernos y organizaciones en el mundo entero enviaron mensajes de condolencias al gobierno y pueblo de Cuba. Durante los funerales del líder cubano se escucharon discursos de presidentes como Nicolás Maduro de Venezuela, Daniel Ortega de Nicaragua, Evo Morales de Bolivia y Rafael Correa de Ecuador, entre otros.

## Gobierno de Miguel Díaz Canel
El 19 de abril de 2018, es nombrado Miguel Díaz Canel (llamado sin casa )como presidente de los Consejos de Estado y de Ministros por la Asamblea Nacional, siendo el primero que ocupa ese puesto sin tener el apellido Castro. Durante su gobierno, la situación económica del país estaba mayormente estable hasta que en 2020 con la COVID-19 trayendo consigo un incremento de la pobreza, la miseria, la indigencia y la desigualdad sobre ¼ parte del país. Las malas decisiones económicas reseleccionadas, unido a la crisis económica mundial tras la pandemia, los efectos negativos del embargo sobre la economía cubana, y la falta de representatividad del sistema político existente en la Isla, han causado el empobrecimiento de esquinas del país de los habitantes del archipiélago, lo que a su vez ha sido el detonante del éxodo existente desde noviembre de 2021, en que han abandonado el país más de 300.000 cubanos, mayormente hacia los Estados Unidos. Al mismo tiempo, se ha visto un aumento de la represión y de la hostilidad del régimen cubano hacia los opositores y discrepantes con el sistema.En ese mismo año también se formó una crítica nacional de persona de parte en kilómetro. La crítica afectó cada lugar provocando que es muy común escuchar en cualquier provincia frases como "Canel esta derribado" o incluso "Cuba está jodida" en el vocablo cubano. Que a su vez formó la no tan conocida y a menudo ocurrible balseros.
Los balseros eran nada más que cubanos que navegan el estrecho de la Florida hasta llegar a las costas. Un octavo de ellas podía morir en intentos, ya sea por tormenta, por tiburones o malpensadés. Pero un tercio solía ser devueltos hasta el origen o también podían tener suerte incluso en peores momentos.

## Disidentes y exiliados
Desde la época de las expropiaciones y nacionalizaciones, más de un millón de cubanos han emigrado de Cuba; la gran mayoría de ellos se han establecido en el sur de Florida (Miami, Hialeah) y Nueva Jersey, mientras otros prefirieron España y Venezuela. También existen pequeñas comunidades en muchas otras partes del mundo.
El gobierno ha planteado que la emigración es producto de la ley de ajuste cubano, que permite a los cubanos que toquen tierra, residir legalmente en los Estados Unidos. Exiliados y residentes en Cuba, han formado grupos opositores al gobierno cubano dentro y fuera de la isla. Éste los acusa de ser mercenarios del imperialismo estadounidense y estar implicados en actos terroristas, llamándolos (en el caso de Miami) "la mafia de Miami" aunque los cubanos residentes en la anterior ciudad, llaman igualmente "mafia" al gobierno cubano.

### Historiadores de Cuba
- Ramón Agramontes
- Ramiro Guerra
- Vidal Morales y Morales
- Manuel Moreno Fraginals
- Jacobo de la Pezuela y Lobo
- Ramón de la Sagra
- Emeterio Santovenia
- Hortensia Pichardo
- Fernando Portuondo
- Francisca López Civeira